# 히노 세레가

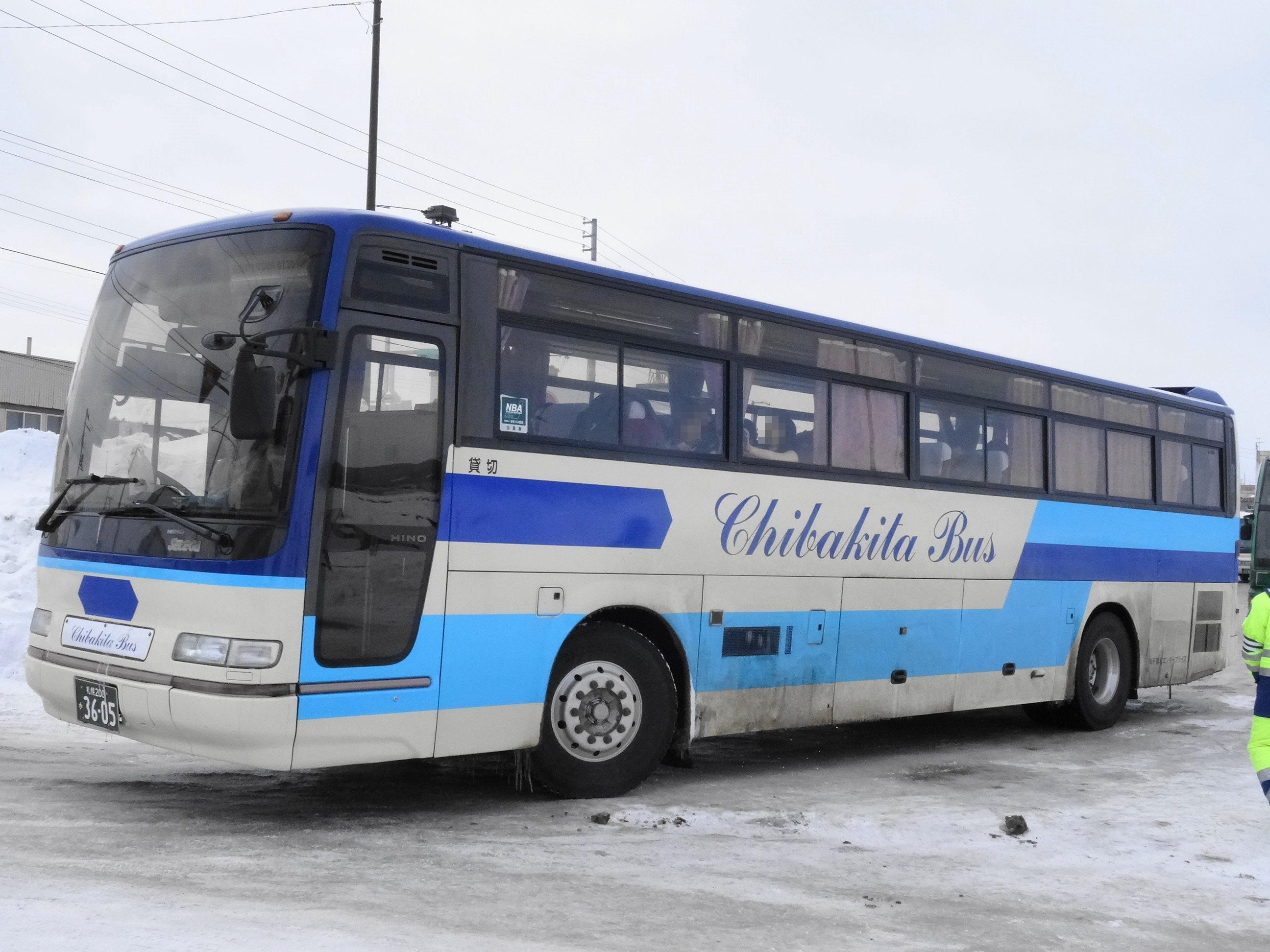
히노 세레가 1세대

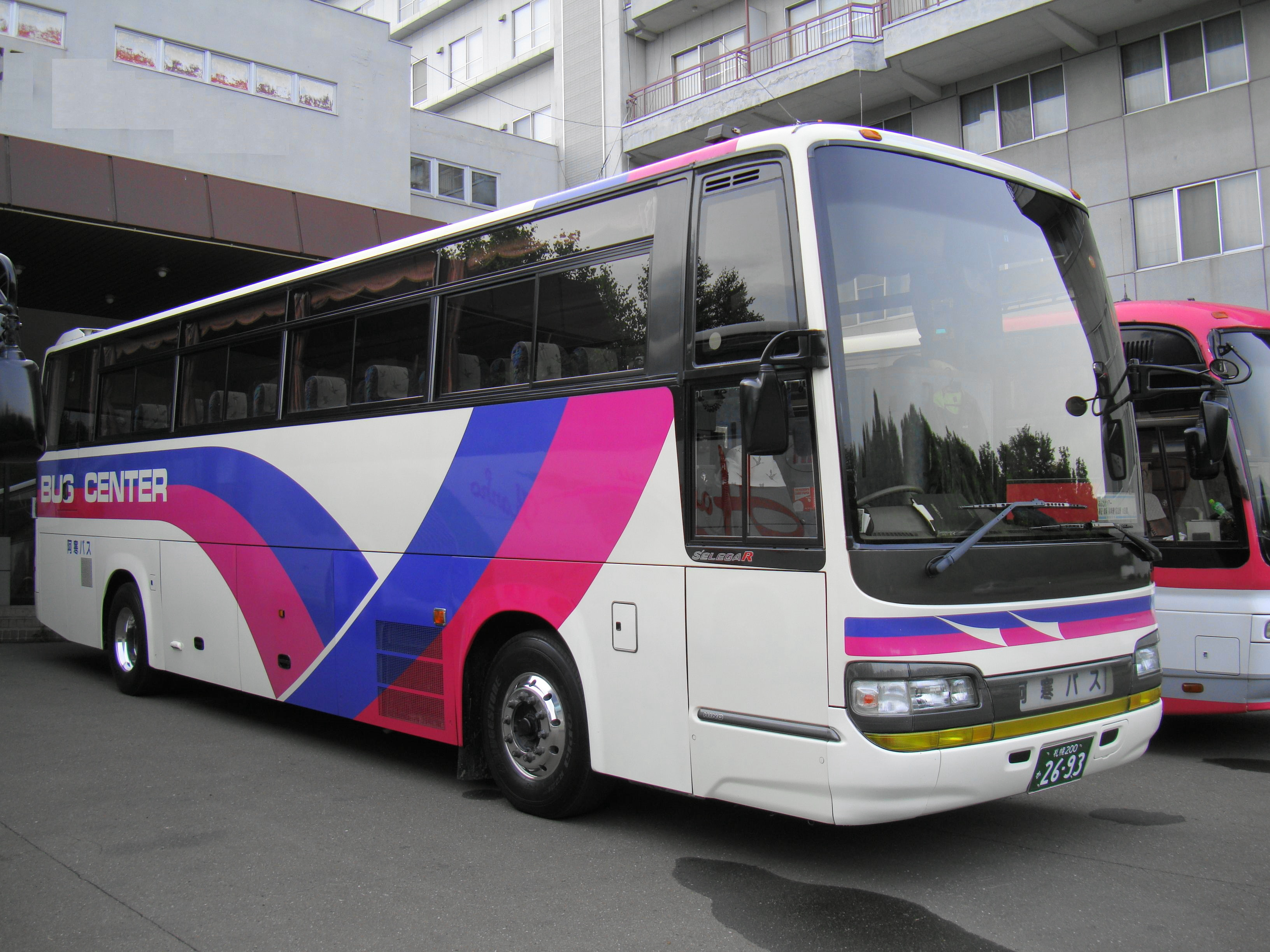
히노 세레가 R GD 1세대

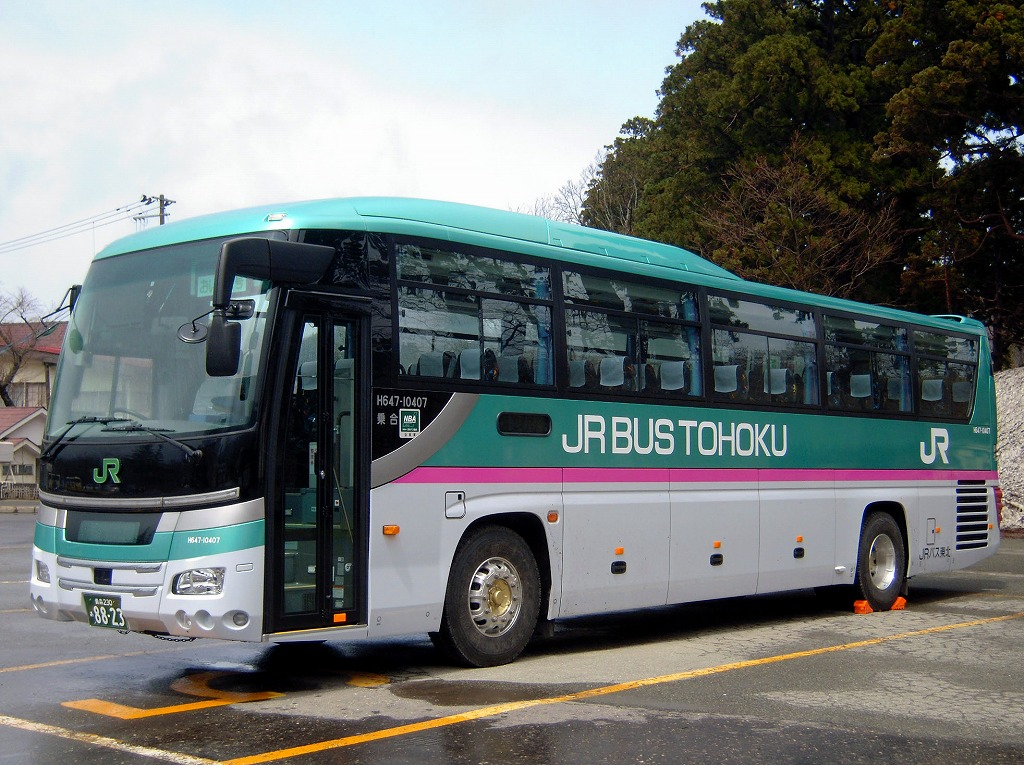
히노 세레가 2세대 HD

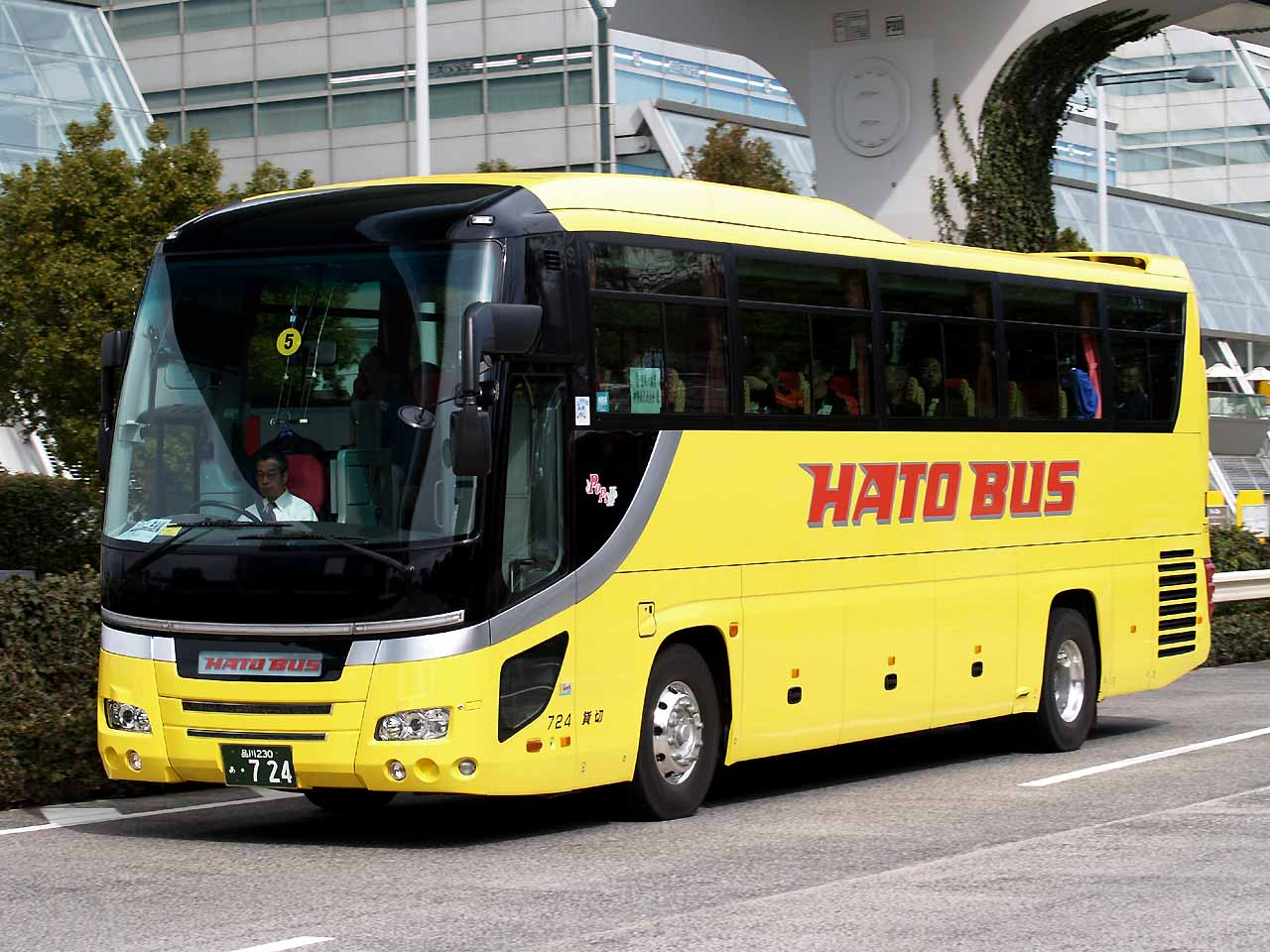
히노 세레가 2세대 SHD

히노 세레가(영어: Hino S'elega, 일본어: 日野・セレガ 히노 세레가[*])는 일본 J버스사가 생산하고 히노 자동차에서 판매하는 전세버스 및 고속버스 모델로 1990년에 블루 리본 RU19계/60계/63계 모델의 후속으로 출시되었다. 2000년에 후속 차량인 히노 세레가 R이 등장했고 2005년에 풀모델 체인지를 거치면서 현재의 모델로 생산되고 있다. 이와는 별도로 이스즈 갈라도 2005년까지 모델이 달랐지만 마이너 체인지가 되면서 이 모델과 유사하게 되었다.
또한 1990년 이전에 생산된 히노 블루 리본 RU60계/RU63계(일본어: 日野・ブルーリボン RU60系/RU63系) 모델과 일본 최초의 프레임 차체인 스켈레톤 차체가 적용된 모델인 스켈레톤 RS계(일본어: スケルトン RS系) 차량을 비롯해 히노 자동차 최초의 전세버스 모델인 RV계(일본어: RV系), 고속버스 모델인 RA 100계(일본어: RA 100系), RA 900계(일본어: RA 900系) 차량이 있다. 이 중 히노 그랜드뷰(일본어: 日野・グランビュー 히노 구란뷰우[*])는 히노 자동차 최초의 3축 차량이자 2층 버스 모델이다.

## 모델

### 히노 RA계

#### RA100P
1963년 고속도로의 개통에 맞춰 최초로 출시 했으며 일본국유철도가 메이신 고속도로 개통에 맞춰 노선 운행을 시작에 앞서 1960년 히노 자동차는 RX10P 모델의 후속 차량을 개발 했는데 이것이 RA100P 차량이다. 엔진은 DS120형이 탑재되었고 당시 일본 최고 고출력 엔진을 자랑했다. 길이 12m의 RA100P 모델과 길이 11m의 RA120P 모델이 생산되었다.

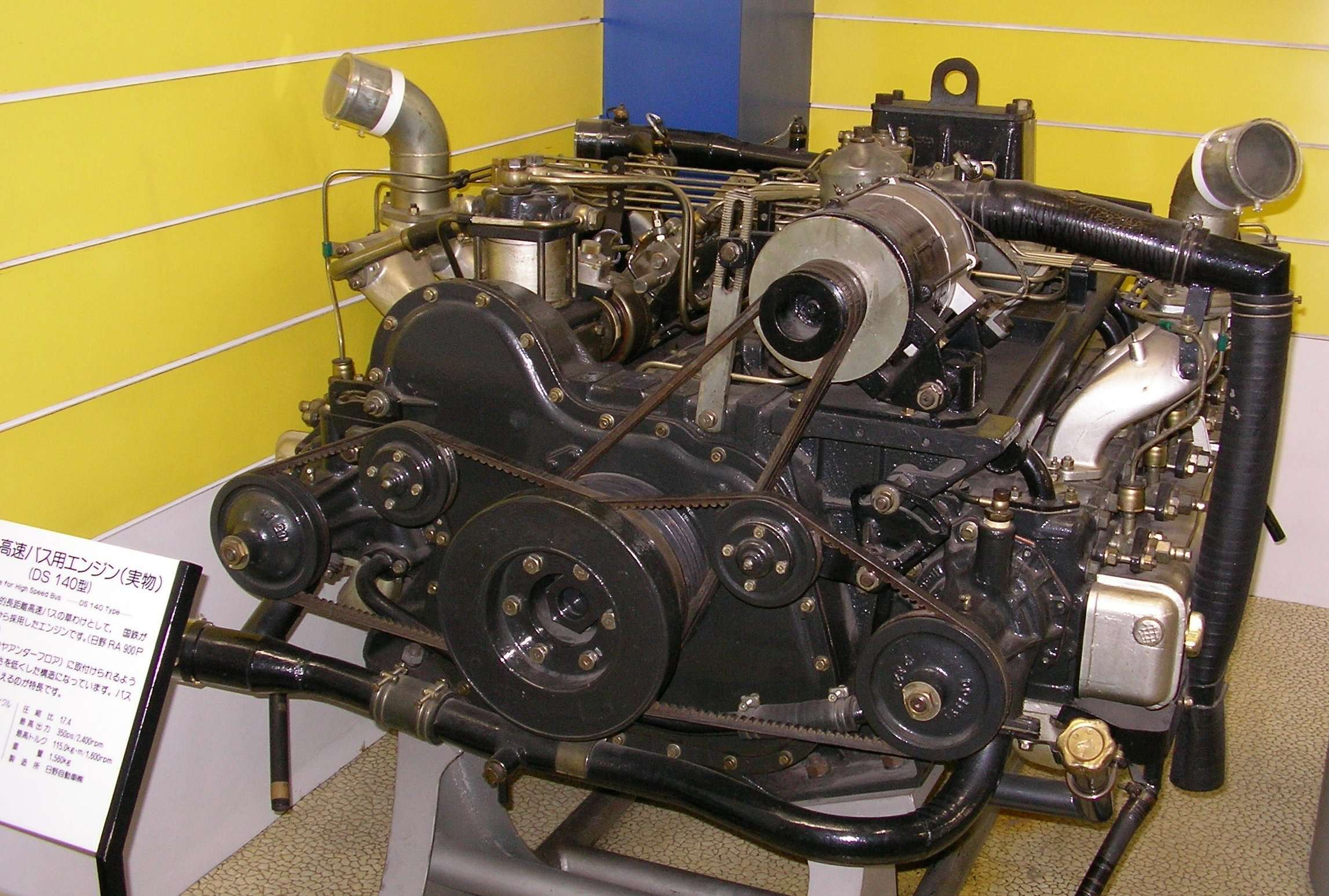
DS140형 엔진

#### RA900P
1969년에 RA100P 모델의 후속으로 출시된 모델로 일본국유철도의 요구로 개발된 차량이다. 엔진은 DS140형이 탑재되었고 라디에이터가 전면에 장착된 스타일이 특징이다. 이 차량은 일본국유철도 전용 모델로 1976년까지 생산했다.

### 히노 RV계

#### RV100P
1967년에 출시된 모델로 엔진은 EA100형을 탑재했다. 히노 자동차의 준고속 차량으로 고출력 사양인 RC300PT와 리어 엔진 사양인 RC300이 있다.

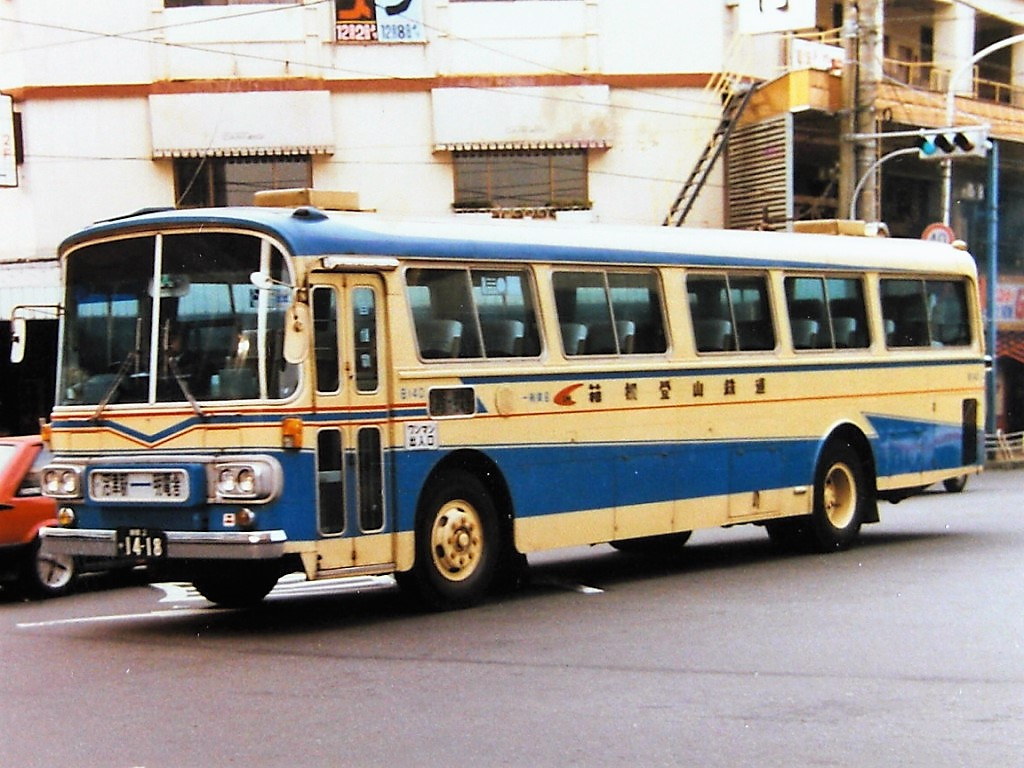

#### RV500P/700P
1972년에 EF300형을 탑재한 RV700P 모델과 EG100형을 탑재한 RV500P 모델이 출시되었다. 1973년에 고출력 사양인 RV700PT가 라인업에 추가되었다. 1977년에 스켈레톤 RS 모델이 최초로 출시 했으나 가격이 높은 RS 모델이 전세버스 모델로 도입된 반면, 일반형의 경우 RV형으로 생산되었다.
1978년에 히노 RS 모델과 마찬가지로 출력 향을 위한 새로운 모델이 출시되었다. RV700 모델의 엔진은 EF350형이 탑재되었고 RV500 모델의 경우 EF500형이 탑재되었다. 또한 차체의 경우 서일본 차체 공업, 후지중공업 (현, 스바루)에서 제작된 차체와 히노 차체 공업에서 제작한 차체도 선택이 가능했다. 1979년 배출가스 규제 대응에 따라 RV700 형식은 RV732/742/762P로 변경되었다. 리어엔진 사양의 경우 RV731/531로 변경되었고 속도계도 옵션으로 선택이 가능했다.
1982년에 히노 RS와 통합된 모델인 블루 리본 RU63계, RY63계 모델로 단일화가 되면서 생산이 종료되었다.

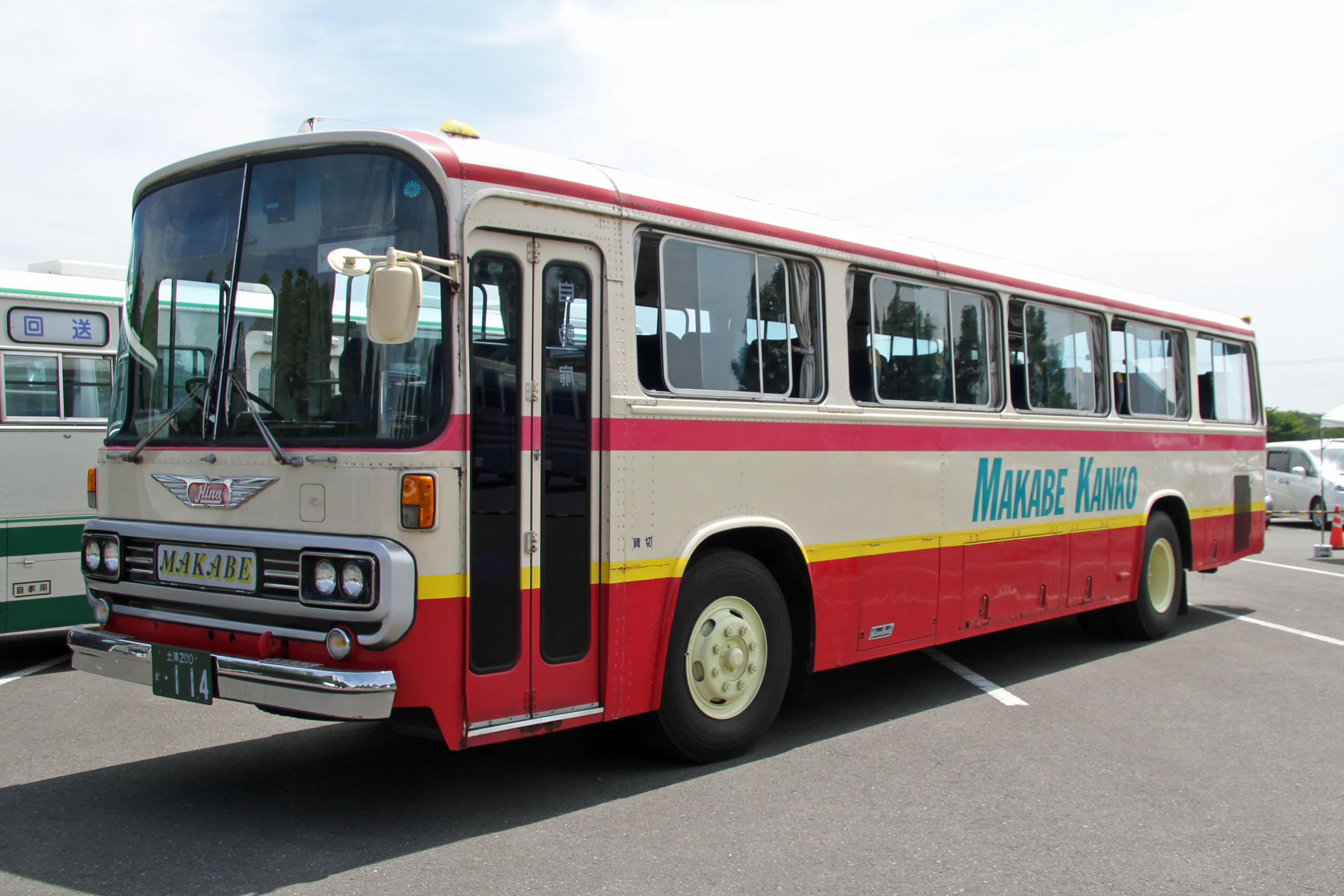
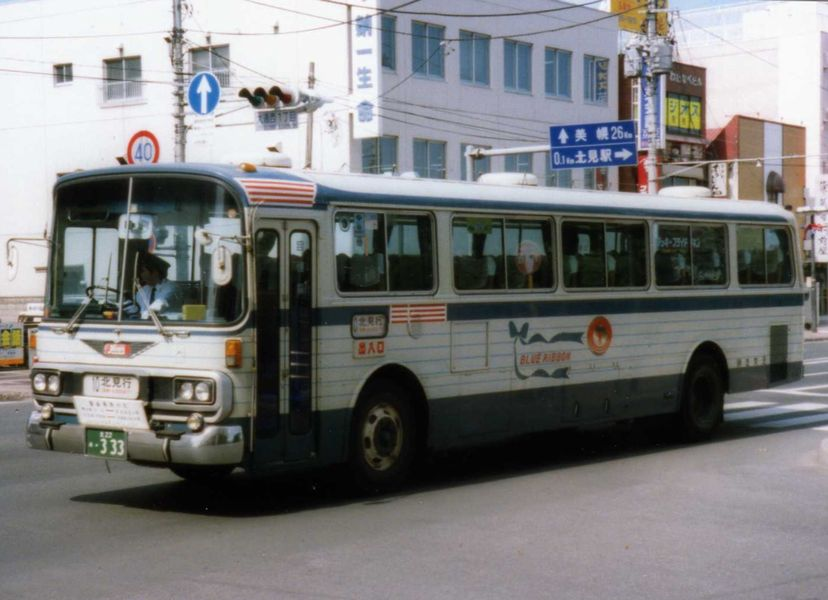
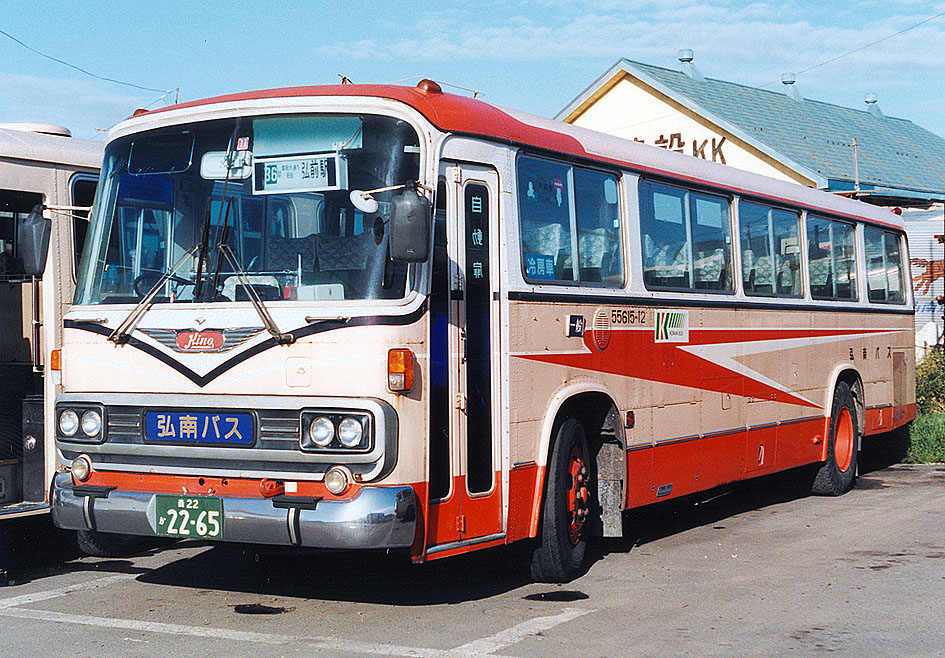
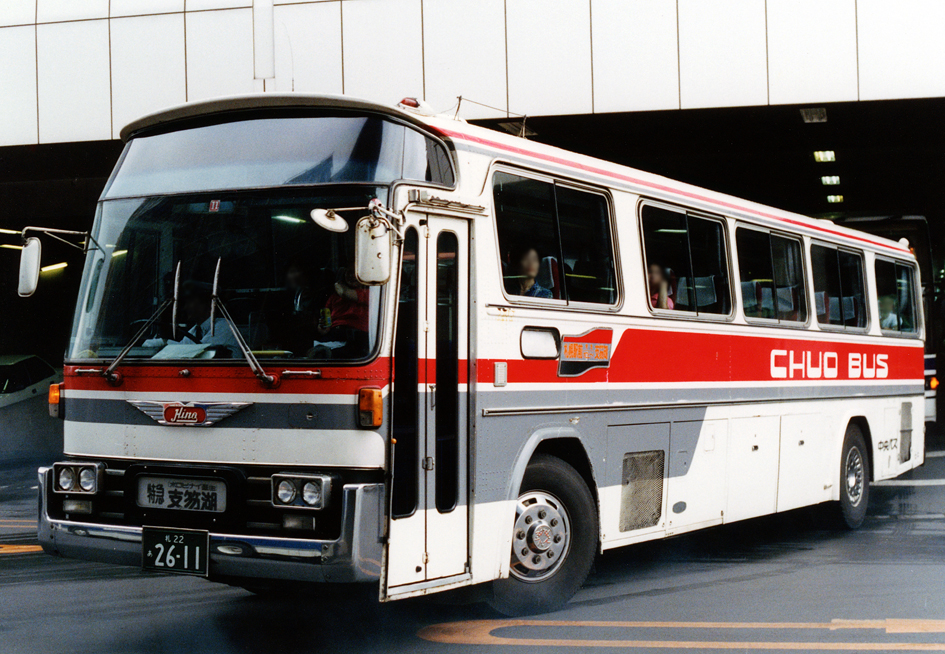

### 히노 RS계
1977년 일본 최초로 스켈레톤 차체로 채용한 모델로 출시되었다. 엔진의 경우 EF300형이 탑재되었고 최초로 11m급 모델인 RS120P 모델이 등장했다. 1978년에 RS120P 모델이 개량한 새로운 모델이 출시되었고, 히노 RS계 차량도 본격적으로 생산에 들어갔다. 고출력 사양인 RS360P가 등장했고 엔진은 EF500형이 탑재되었다.
1979년에 휠베이스 2종이 확충되면서 기존 RS100의 경우 RS120P에서 RS121P 명칭이 변경되었고, 12m급 차량인 RS161P 모델이 출시되었다. RS300의 경우 RS360P의 11m급 차량인 RS320P 모델이 출시되었다. 같은 해 배출가스 규제 대응에 따라 규제 기호 K-가 추가되었다. 1981년 11.5m급 차량인 K-RS141P, K-RS340P가 출시되었다.

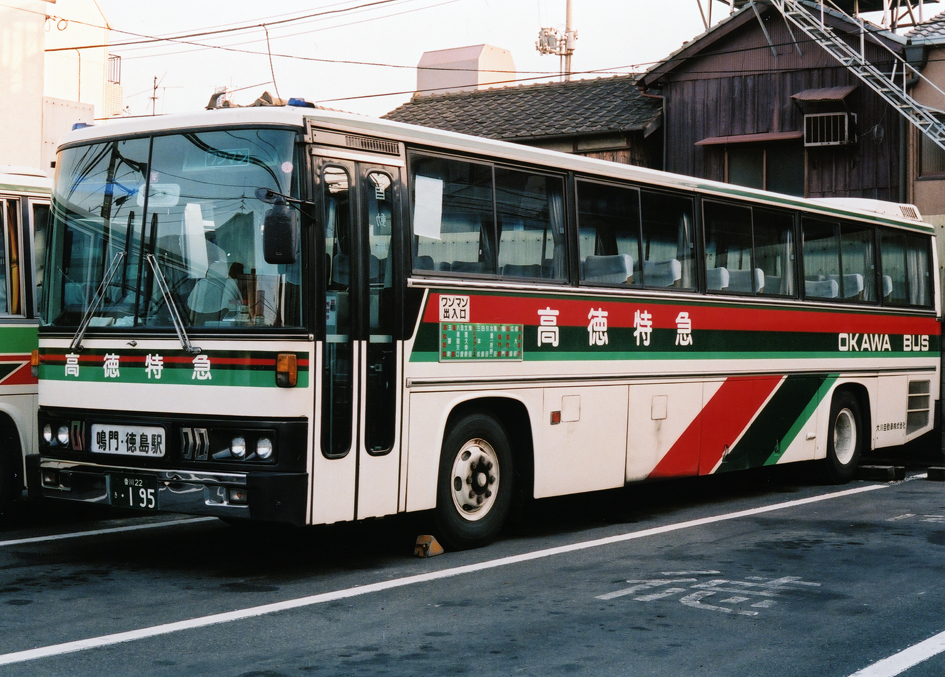
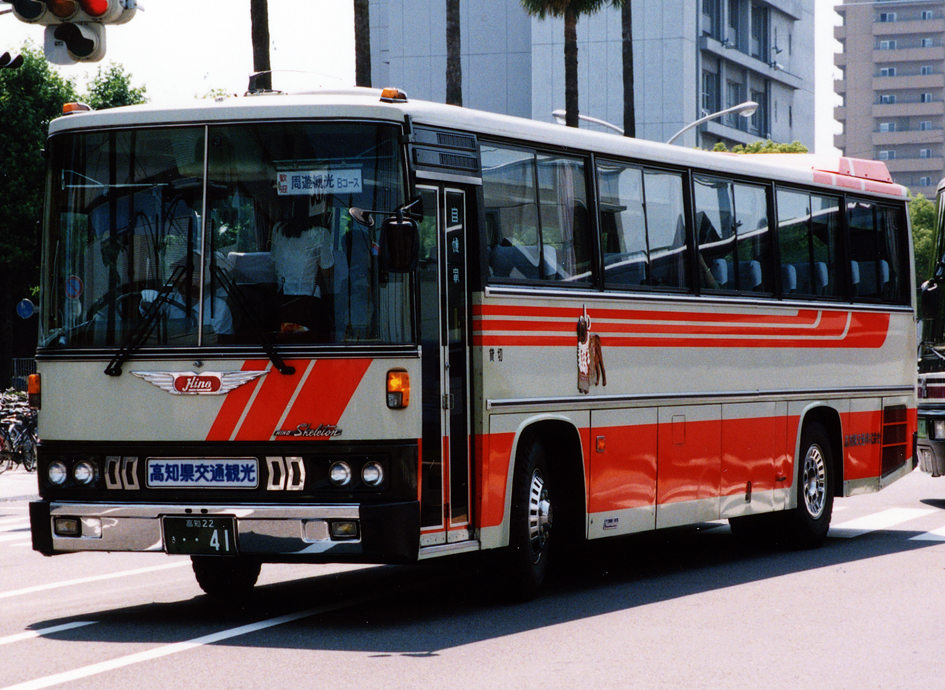
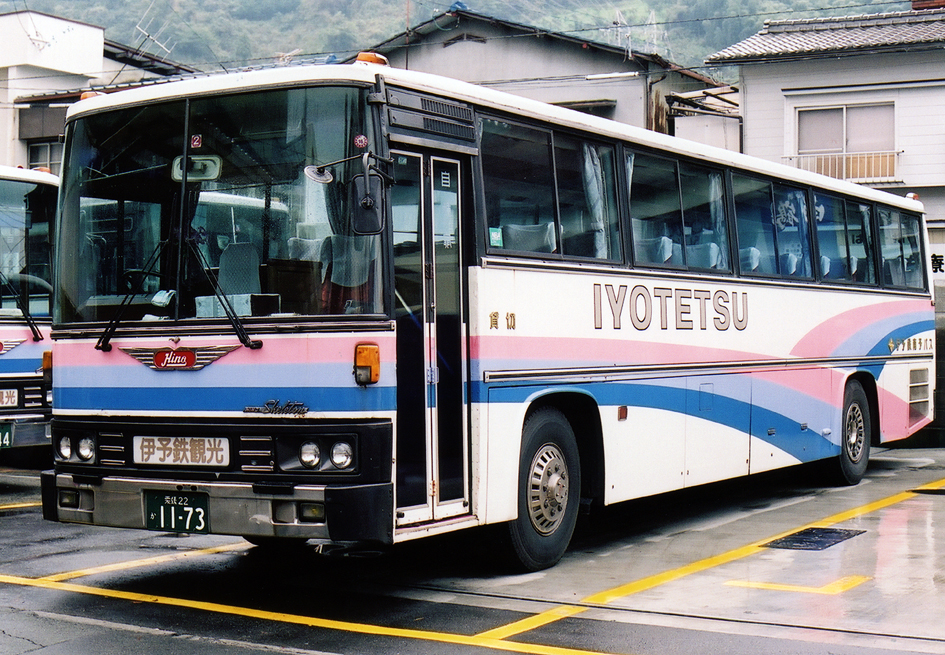
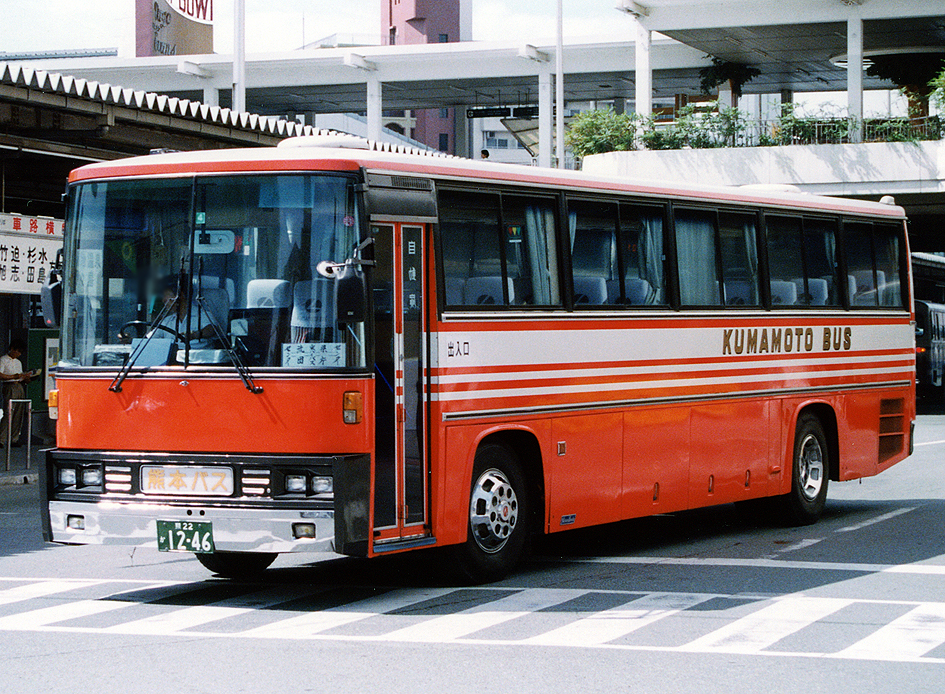

### 히노 RU계

#### K-/P-RU60/63A
1982년에 히노 RS계와 히노 RV계 모델 후속으로 출시된 차량으로 스켈레톤 차체로 제작된 차량에 히노 블루 리본 차량 명칭이 부여된다. RU60계/63계 차량의 경우 고속버스, 전세버스 차량 사양이고 HT/HU 차량의 경우 시내버스 차량 사양이다.
최초 출시 당시 FD급, FM급, 표준 모델 사양으로 히노 RS계 모델과 마찬가지로 FD II형이 별도로 존재했다. FD급 차량의 경우 HD급 등급과 동일한 차량이다. 기본 설계가 RS 모델과 유사하기 때문에 창문의 크기가 약간 커진 것을 제외하고는 외관 차이가 거의 없다는 것이 특징이다. 기존 RS 모델에서 출력을 개선하기 위해 엔진은 EF550형, EF750형이 채택되었다. 또한 운전석의 계기판도 변경되었다. 1984년 배출가스 규제 대응에 따라 적합하나, 외관 차이가 거의 없다는 것이 특징이다.
1983년 배출가스 규제에 따라 P-로 부여된다. 차체의 경우 히노 차체 산업, 후지중공업 (현, 스바루), 서일본 차체 공업에 제작되었다.

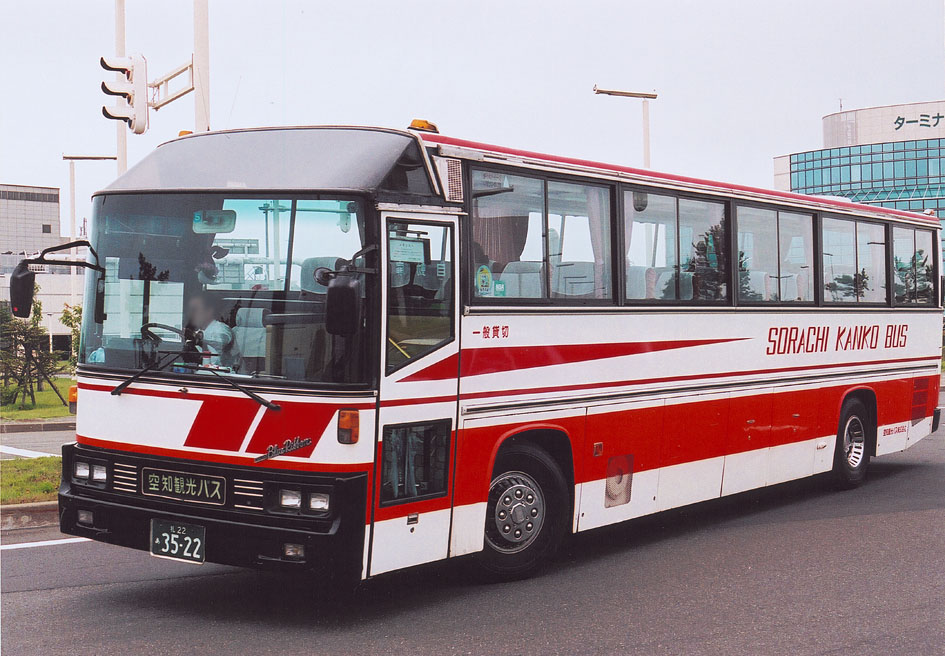
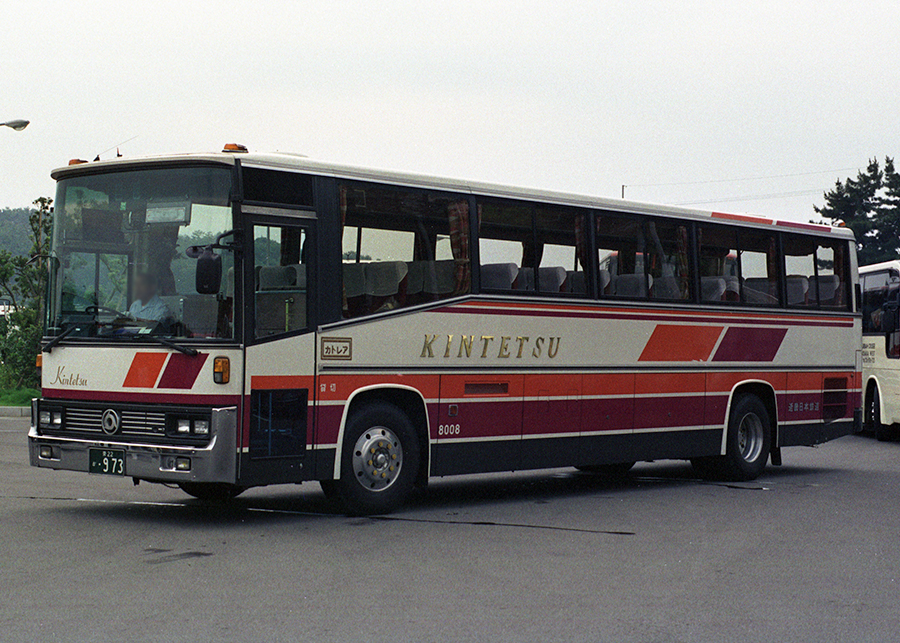
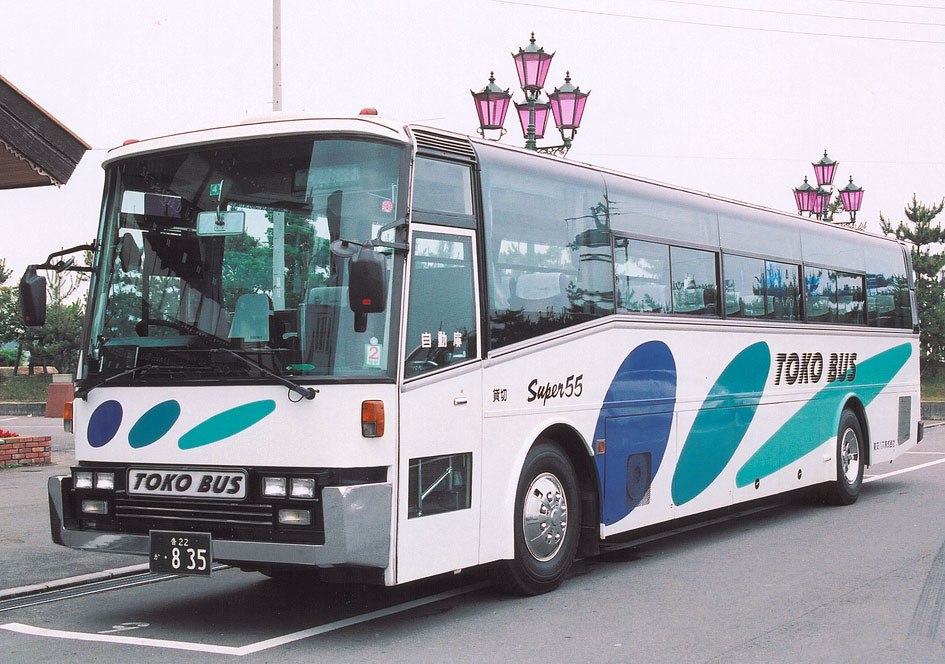
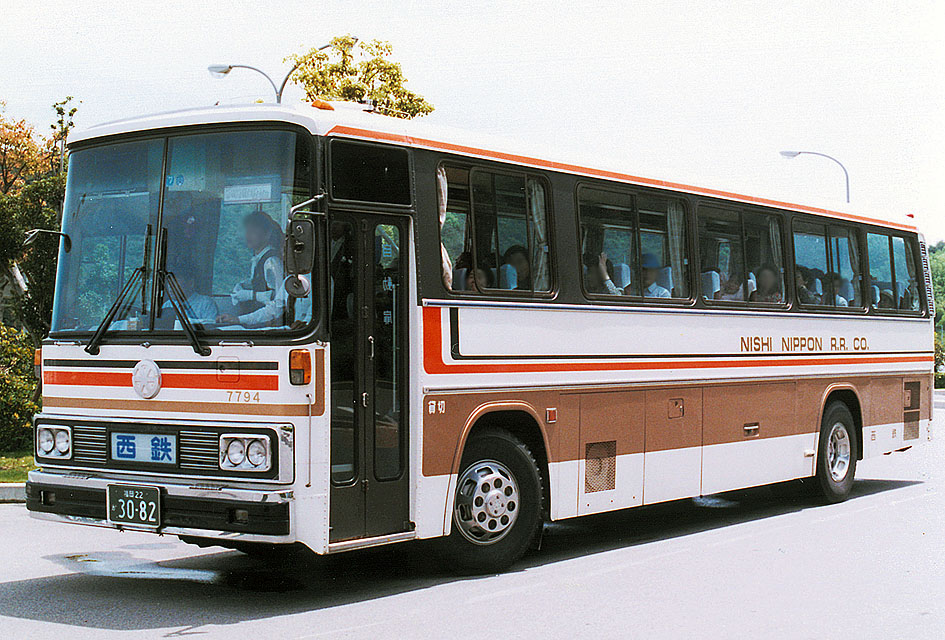

차량 라인업
| 엔진            | 5.6m (전장 10,990mm) | 6.2m (전장 11,490mm) | 6.6m (전장 11,990mm) |
| --------------- | -------------------- | -------------------- | -------------------- |
| EF550형 (300ps) | K-RU606AA            | K-RU607AA            | K-RU608AA            |
| EF750형 (330ps) | K-RU636AA            | K-RU637AA            | K-RU638AA            |

#### P-RU60/63B
1985년 소음 규제 대응 및 다양한 개선에 대응하기 위해 풀모델 체인지한 모델로 차체의 경우 히노 RS계 모델에서 사용된 차체를 사용했으나, 기존 모델에 비해 서스펜션이 추가 되었고 제동 장치의 경우 공기 유압 복합식이 채택되었다. 차종의 경우 표준형이 단종되었고 라인업의 경우 전고가 가장 낮은 FM급, FS급, HD급과 유사한 FD급, 오늘날의 SHD급과 유사한 그랜 시리즈가 존재한다.
이 중 GD급 차량인 그랜데커의 경우 일본 최초로 2축 SHD급 차량이다. GT급 차량인 그랜시어터는 1986년에 출시된 모델로 전고는 그랜제트와 동일하나 소량으로 생산한 차량이다. GJ급 차량인 그랜제트는 1987년에 개조형 모델로 낮은 운전석 구조의 SHD급 차량이다. 엔진은 기존 K-/P-RU60/63A 모델과 마찬가지로 EF550형, EF750형이 탑재되었다.
1988년에 스윙 도어 출입문에 곡선으로 디자인을 한 모델이 추가되었다. 1990년에 블루 리본 P-RU60/63B 차량 시리즈의 경우 히노 세레가로 풀모델 체인지가 되면서 생산 종료와 동시에 단종되었다. 이후 히노 블루 리본 모델은 시내버스 모델 전용 차량이 되었다.
형식은 전기형과 동일하나 P-RU638BB 명칭이 다른 점이다. 또한 전륜 차축 챠량의 경우 P-RU638BA 형식이 부여된다. 이 중 소량만 생산했던 풀에어 브레이크를 탑재한 차량의 경우 P-RU638CB 형식이 부여된다. 차체의 경우 히노 차체 산업, 후지중공업 (현, 스바루), 서일본 차체 공업에 제작되었다.

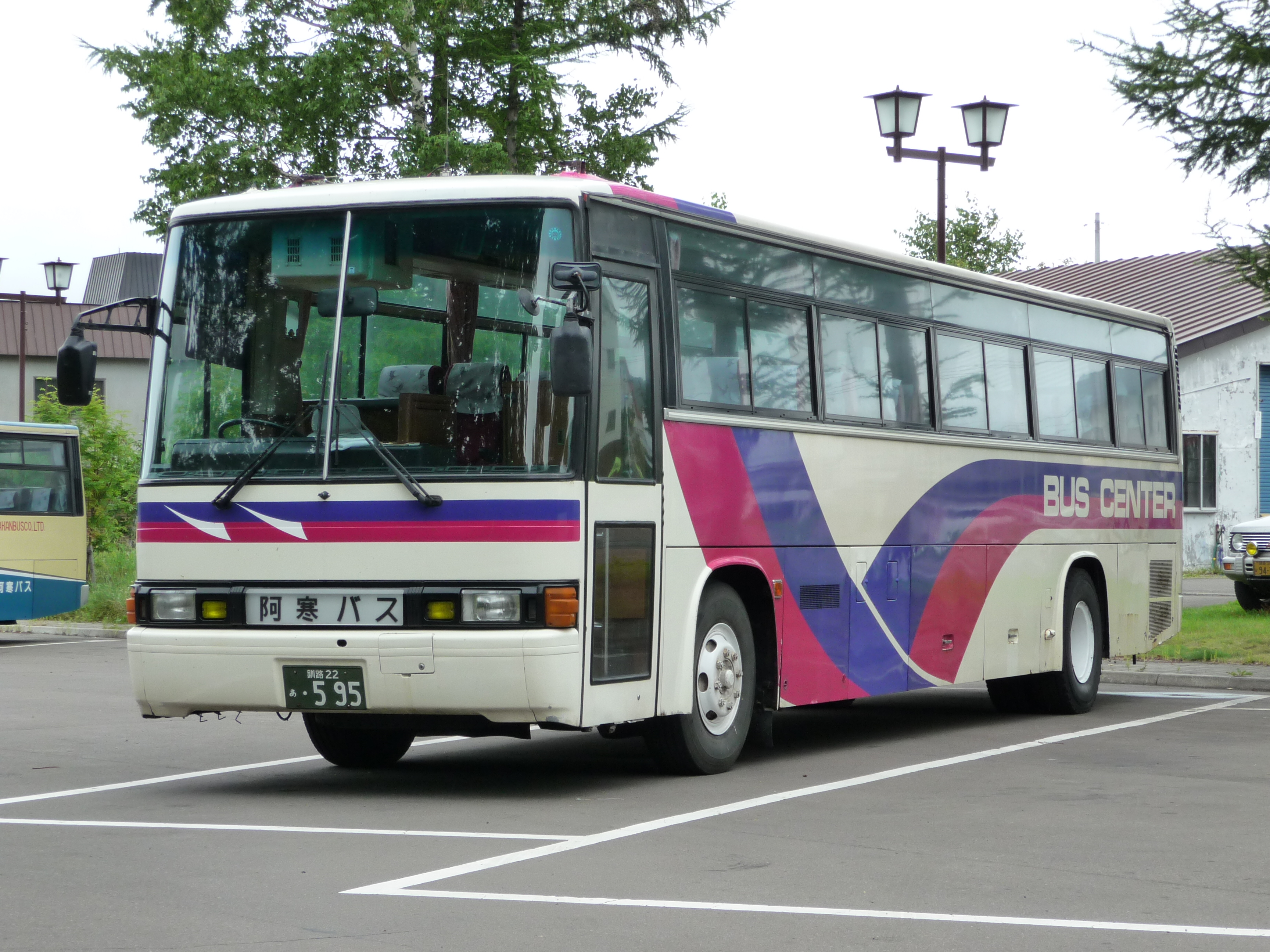
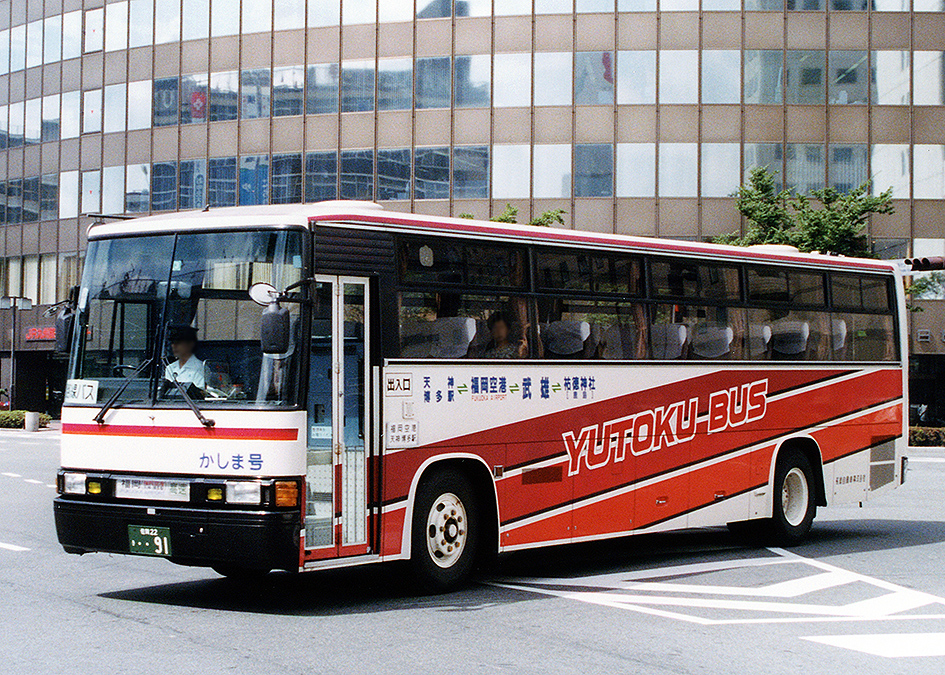
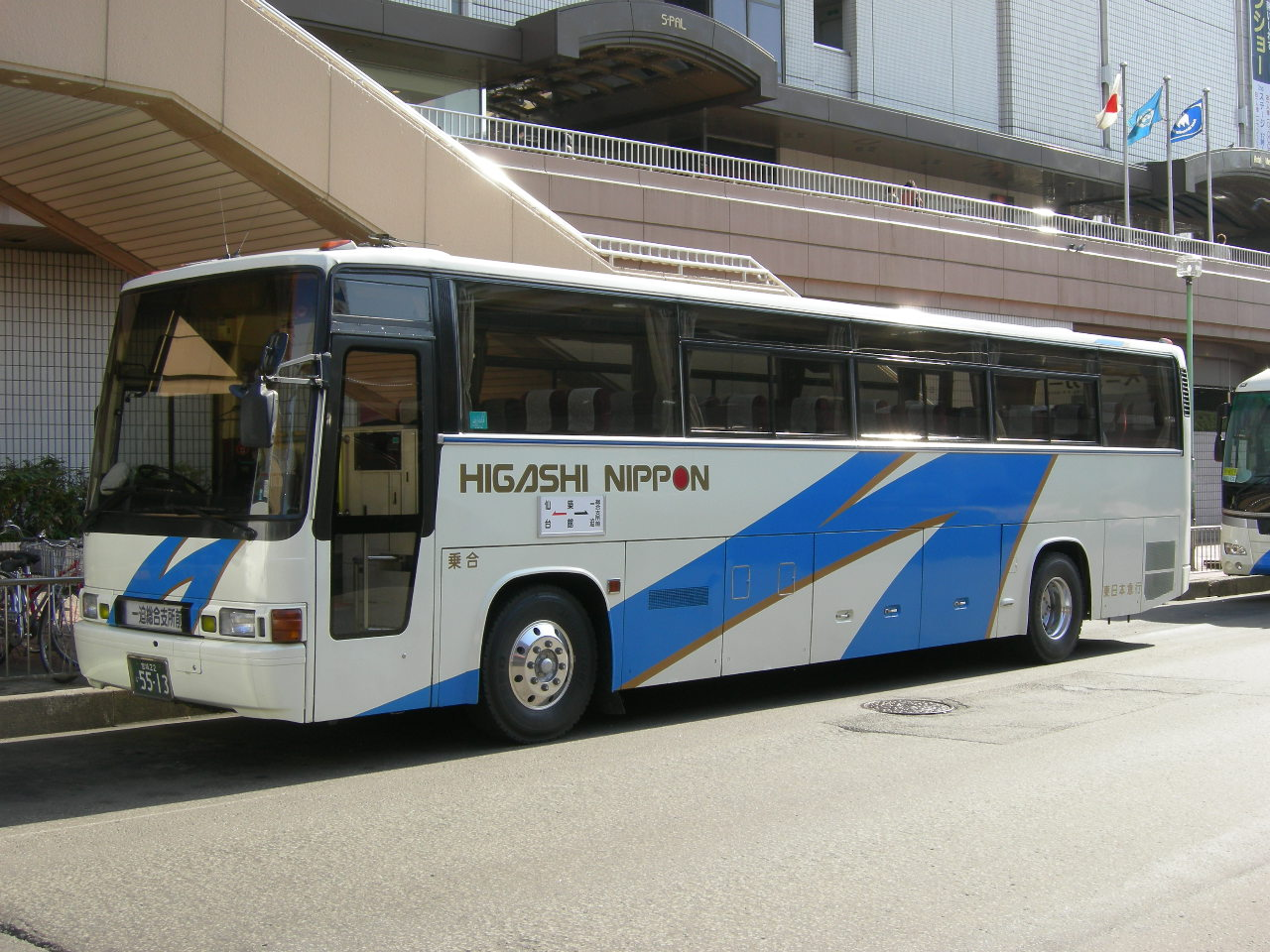
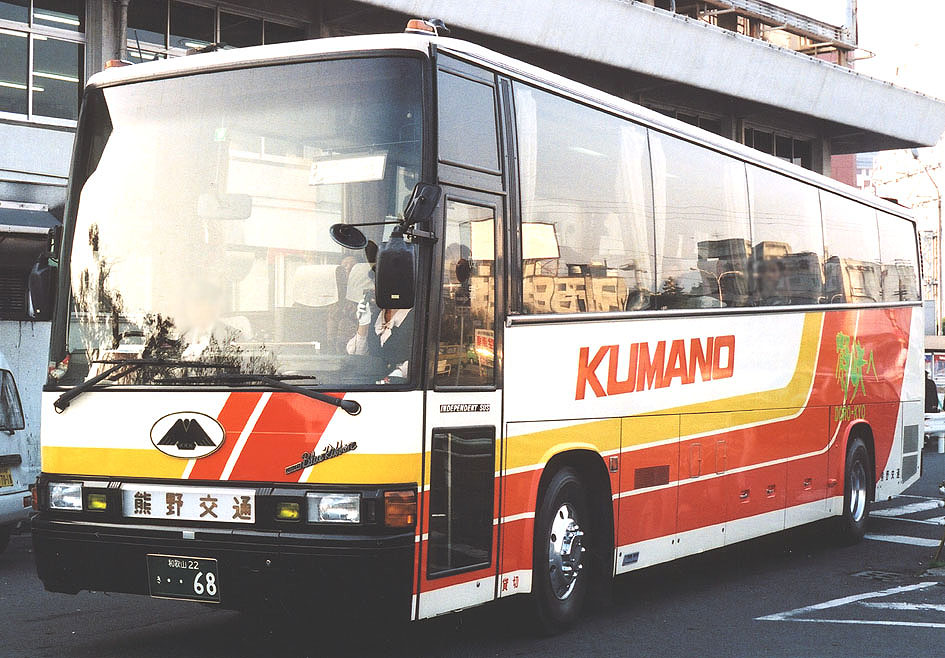

### 히노 RU19계

#### P-RU192AA
1986년에 출시된 9m급 전세버스 사양으로 1990년까지 생산되었다.

### 히노 그랜드뷰

#### P-RY638AA
1983년에 도쿄 모터쇼에서 최초로 출시되었고 1985년 1월에 판매에 들어갔다. 히노 자동차 최초의 3축 차량이자 2층 버스 모델이다. 차체의 경우 기존에 생산했던 히노 RS계와 달리 대형 라이트 2개에 안개등을 배치했고, 훗날 히노 RU 풀모델 체인지와 동시에 같은 디자인을 채택했다. 기존에 제작된 차체와 다른 점은 완전히 골격화가 되었고 엔진은 트윈 터보 사양이자 8기통인 EF750T형을 탑재되었다. 사양의 경우 FF 시프트, 독립 현가장치, 전륜 디스크 브레이크, 독일 호이트에서 제작된 유압 리타더가 탑재되었다.
그러나 1985년부터 1986년까지 2층 버스의 사고가 증가하면서 이미지에 타격을 주었고 전고 높이가 3.8m로 제한되었기 때문에 수요가 없었고 1990년에 단종될 때까지 13대만 생산했다. 또한 1층 부분이 없는 라인업이 카탈로그에 존재 했으나 제조와 판매를 하지 않았던 사양이다. 이와는 별도로 닛산 디젤 (현, UD트럭)에서 제작된 닛산 디젤 스페이스 드림 모델도 출시 했으나 11대 판매에 그치고 1988년에 단종되었다.
1990년대 이후에 2층 버스는 수송 능력에 대응한 고속버스 모델로 운행을 시작하면서 히노 자동차는 2층 버스를 생산하지 않고 SHD급 차량 개발에 주력했다. 1993년 닛산 디젤 (현, UD트럭)과 벨기에의 버스 제조사인 욘케레와 기술 제휴를 하면서 2층 버스 모델인 욘케레 모나코 모델을 출시 했으나 닛산 디젤 3축 차량의 생산 중단과 동시에 2000년에 단종되었다. 미쓰비시후소트럭 버스에서 생산했던 미쓰비시후소 에어로킹 모델도 2005년에 단종되었다가 2008년에 다시 생산을 재개했으나 2010년에 단종되면서 일본에서 2층 버스를 더 이상 생산하지 않게 되었다.

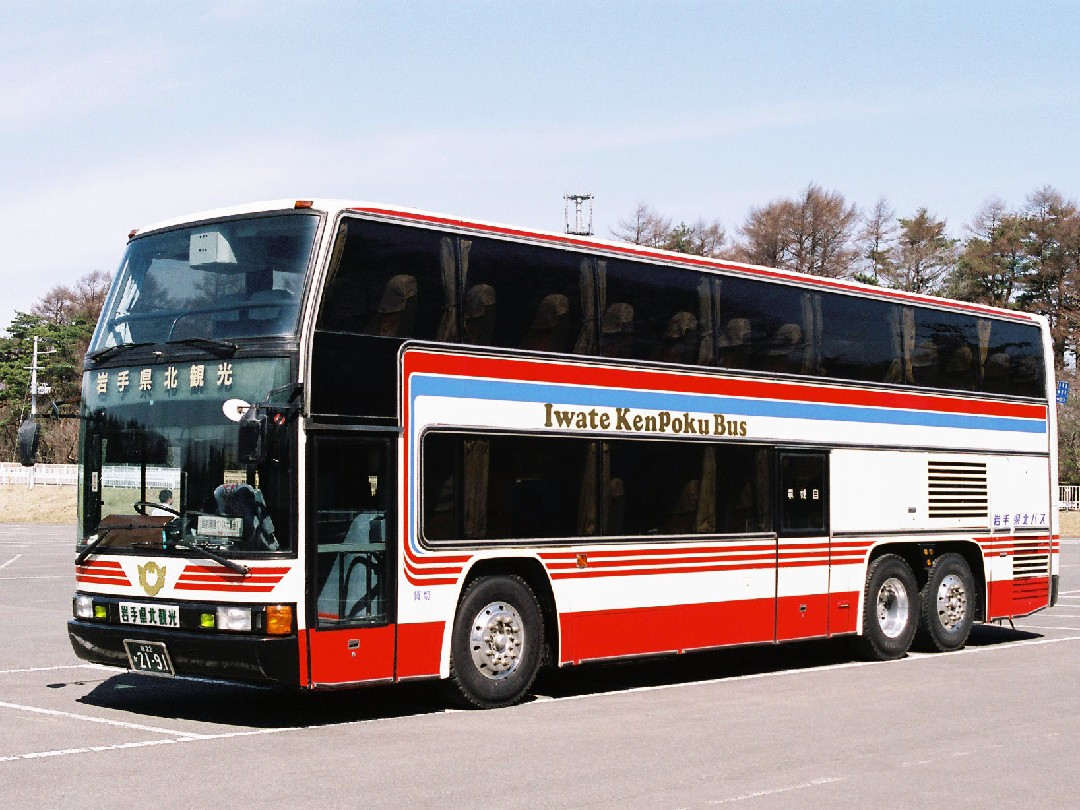
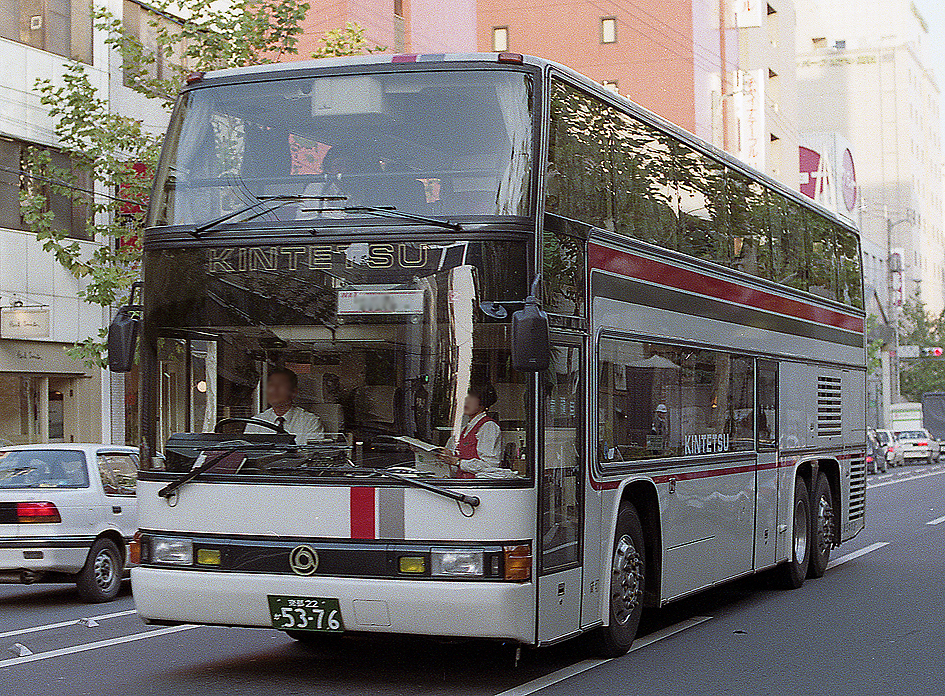
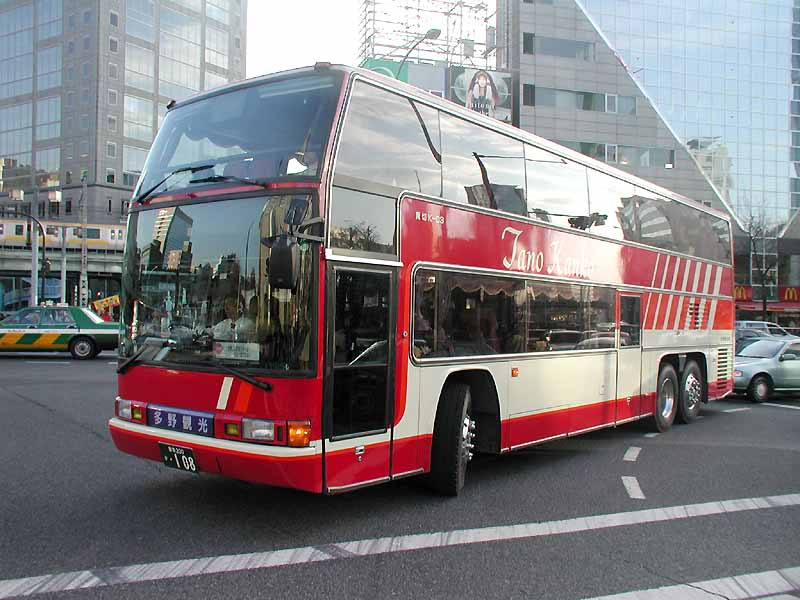
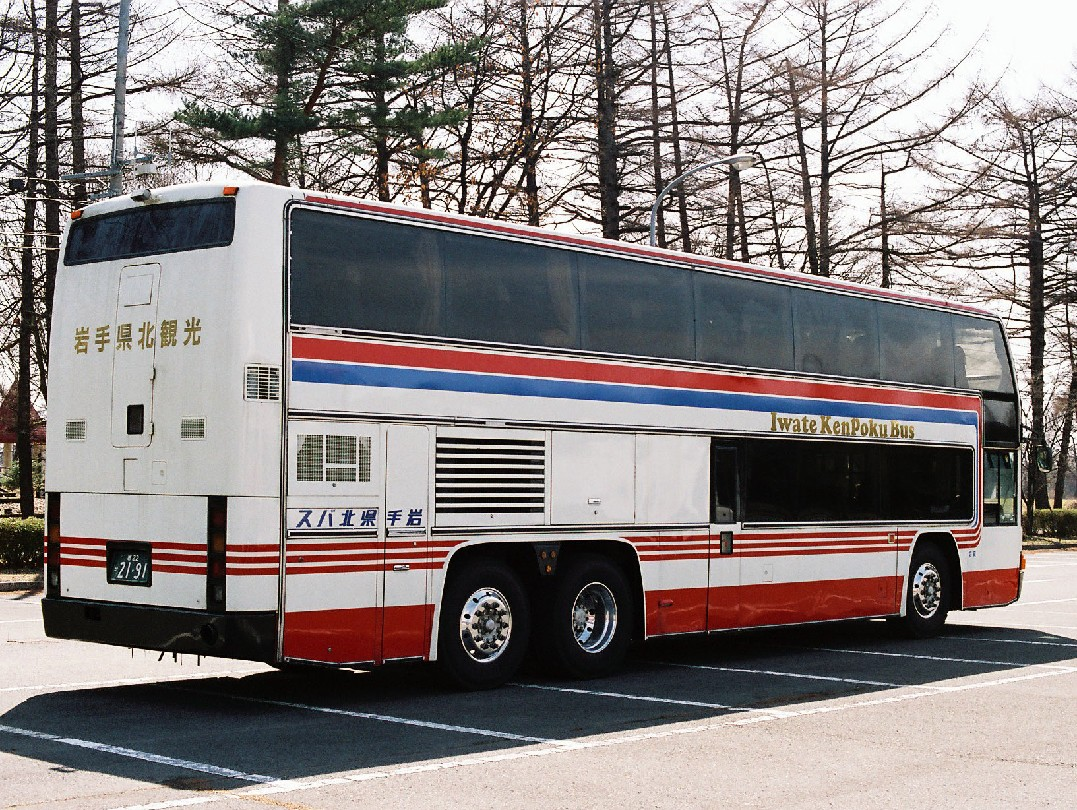

### 히노 세레가 1세대 (1990년부터2005년까지)

#### 히노 세레가 (1990년부터2000년까지)
- 디젤 차량의 경우 1990년부터 2005년까지 생산했고 하이브리드 사양의 경우 1997년부터 2007년까지 생산했다.

##### U-RU1/2/3/4
1990년에 블루 리본 RU60/63 모델의 후속으로 출시되었다. RS 모델 이후 풀모델 체인지된 차량으로 차량 구조의 경우 블루 리본 RU60/63 모델과 공통점이 있다. 엔진은 F17D형, F17E형, F20C형이 탑재되었다. 1992년에 F20C형 엔진의 출력을 높이고 고출력 11.5m 차량이 단종되었다. 형식은 풋브레이크 차량이 U-RU3FTAB, 공기 제동 차량의 경우 U-RU3FTBB가 있다. 기존 히노 블루 리본의 HD급의 경우 출력이 낮았는데 세레가 모델이 나온 이후로 엔진 출력을 높이게 되었다. 1994년에 마이너 체인지로 12m 차량의 경우 정원 증가 대응에 따라 축중 배분 및 휠베이스의 단축, 차체 구조가 변경되었다.

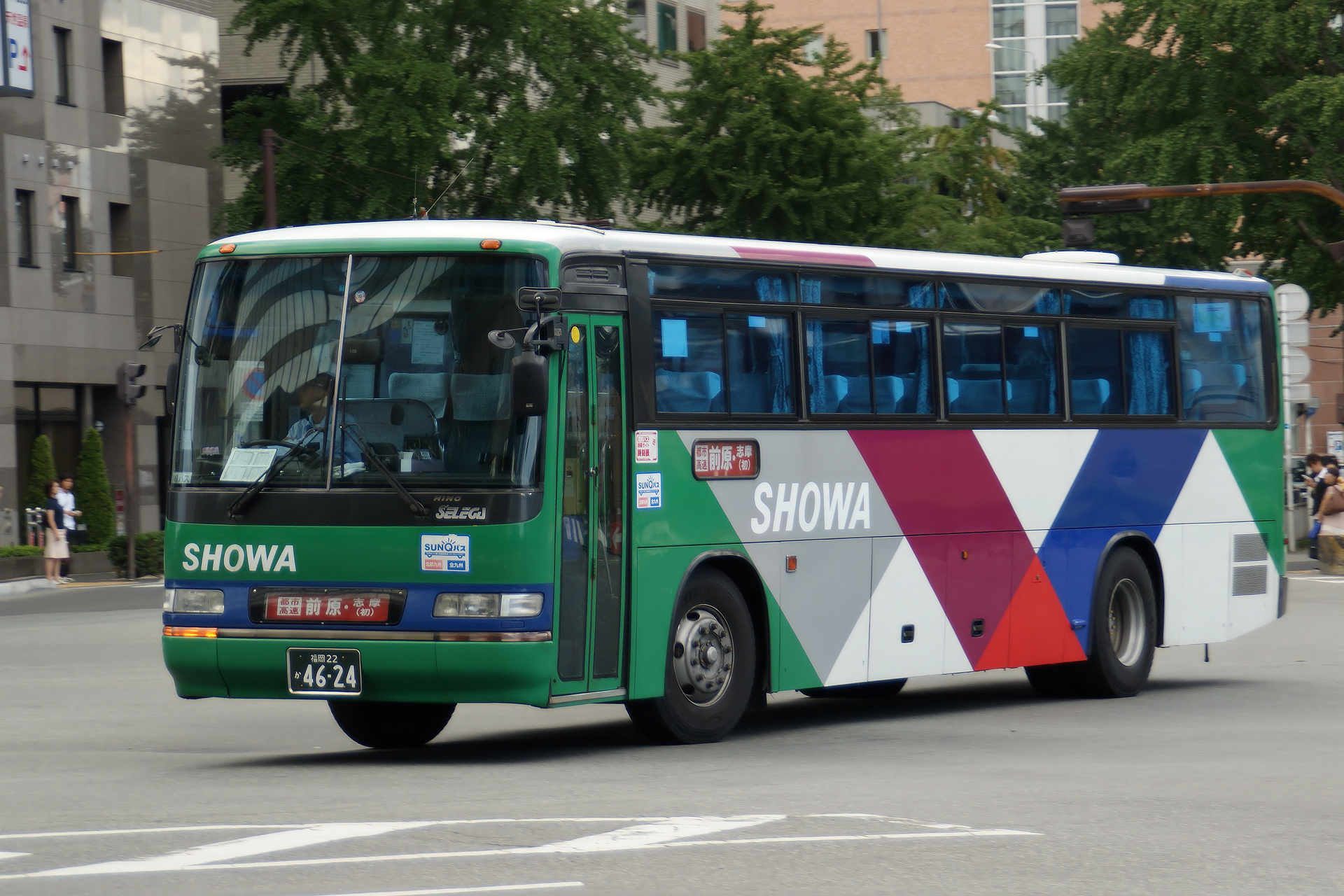
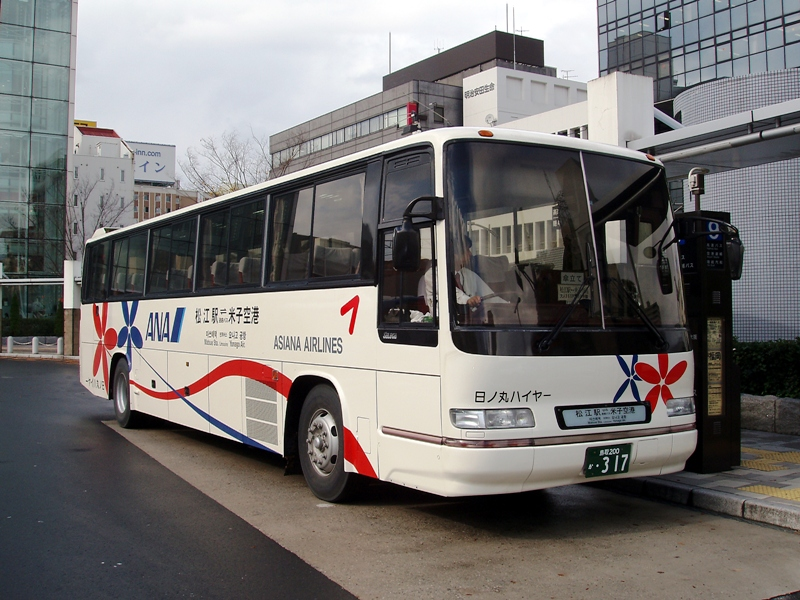
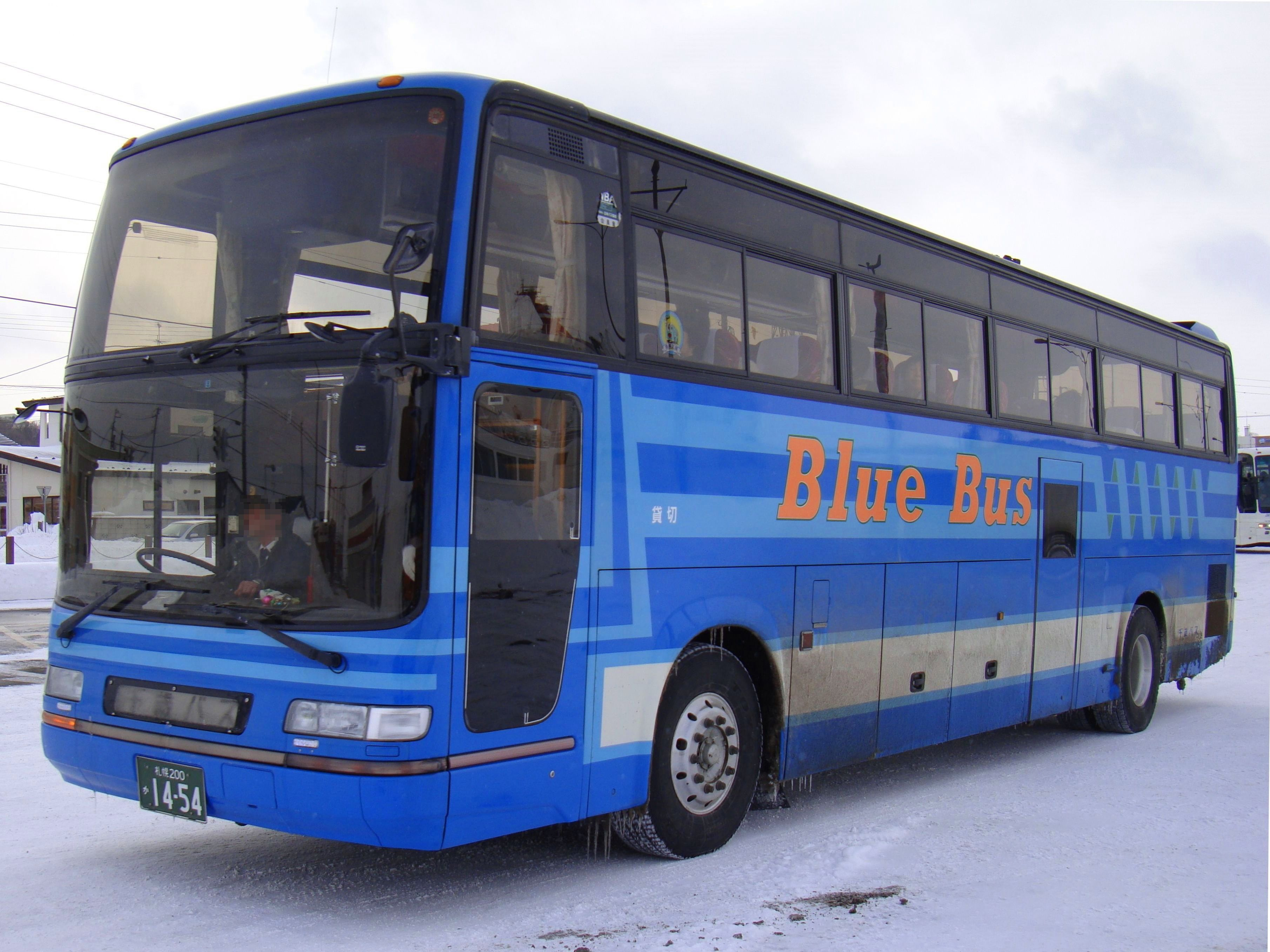
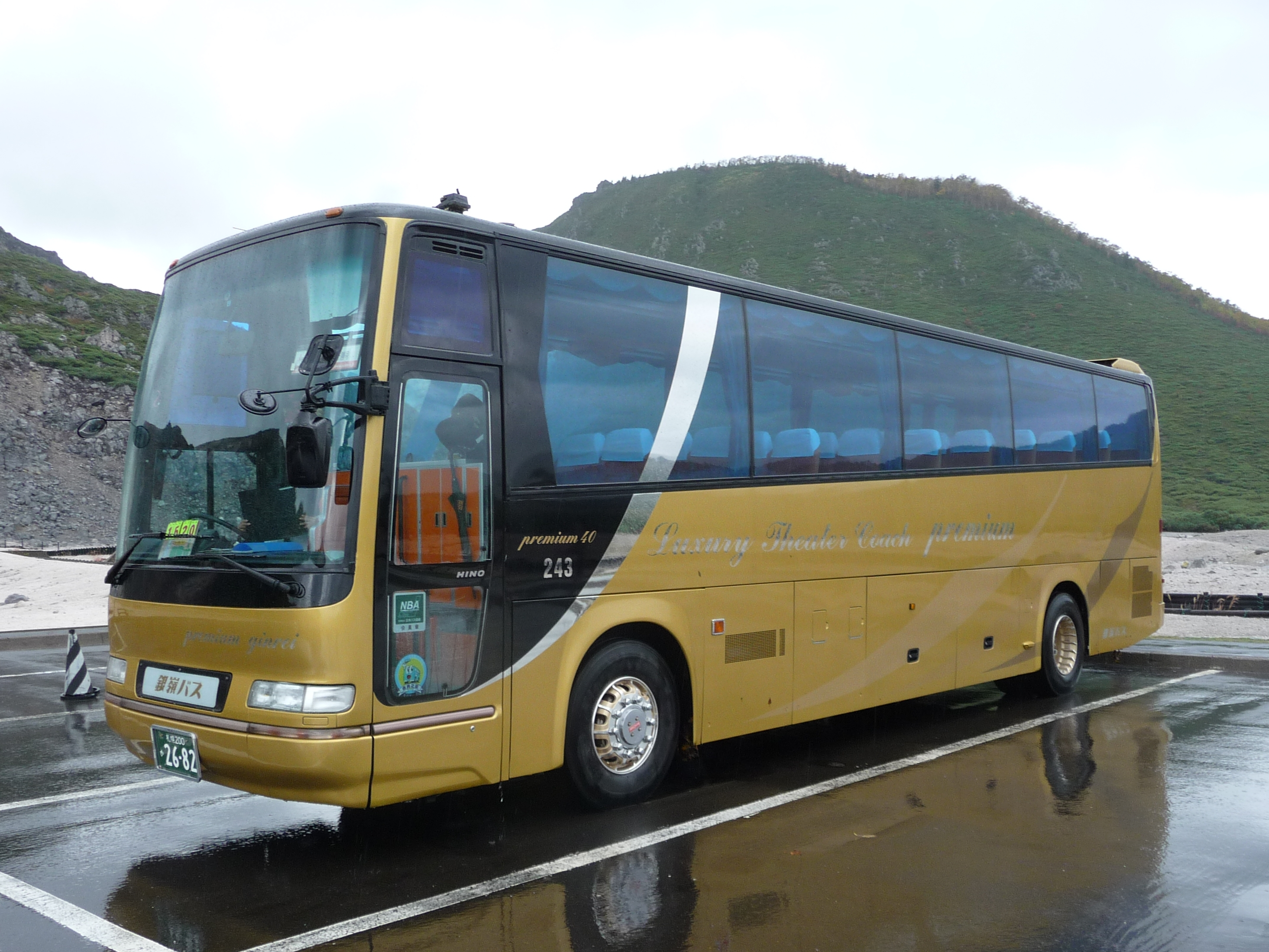

1990년 당시 차량 라인업
| 엔진           | 5,480mm (전장 10,990mm) | 5,980mm (전장 11,490mm) | 6,480mm (전장 11,990mm) |
| -------------- | ----------------------- | ----------------------- | ----------------------- |
| F17D형 (310ps) | U-RU1FNAB               | U-RU1FRAB               | U-RU1FTAB               |
| F17E형 (340ps) | U-RU2FNAB               | U-RU2FRAB               | U-RU2FTAB               |
| F20C형 (370ps) |                         | U-RU3FRAB (FD급)        | U-RU3FTAB               |

1994년 당시 차량 라인업
| 엔진           | 5,480mm (전장 10,990mm) | 5,980mm (전장 11,490mm) | 6,480mm (전장 11,990mm) | 6,200mm (전장 11,990mm) |
| -------------- | ----------------------- | ----------------------- | ----------------------- | ----------------------- |
| F17D형 (310ps) | U-RU1FNAB               | U-RU1FRAB               | U-RU1FTAB               |                         |
| F17E형 (340ps) | U-RU2FNAB               | U-RU2FRAB               | U-RU2FTAB               | U-RU2FSAB               |
| F20C형 (400ps) |                         |                         |                         | U-RU3FSAB               |

##### KC-RU1/2/3/4
1994년 배출가스 규제 대응에 따라 마이너 체인지된 모델로 1995년에 출시되었다. 고출력 엔진인 F20C형 엔진이 탑재되었고 고출력 당시 일본 버스로 최초로 신형 엔진인 F21C형이 탑재되었다. 기존 모델과 달리 리타더가 탑재되었다. 계기판의 경우 블루리본 RU60/63 모델에서 히노 프로피아 모델에서 사용한 계기판으로 변경되었다. 형식은 에어 오버 브레이크 차량이 KC-RU4FSCB, 풀에어 프레이크 차량이 KC-RU4FSDB이 있다. 1998년 12월에 저가형 모델이 출시되었고 운전석과 좌석을 개선시켰다. 또한 히노 차체 공업, 후지중공업 (현, 스바루), 서일본 차체 공업에서 생산했으나 1998년에 후지중공업에서 히노 자동차 전용 버스 차체 생산을 중단했다.

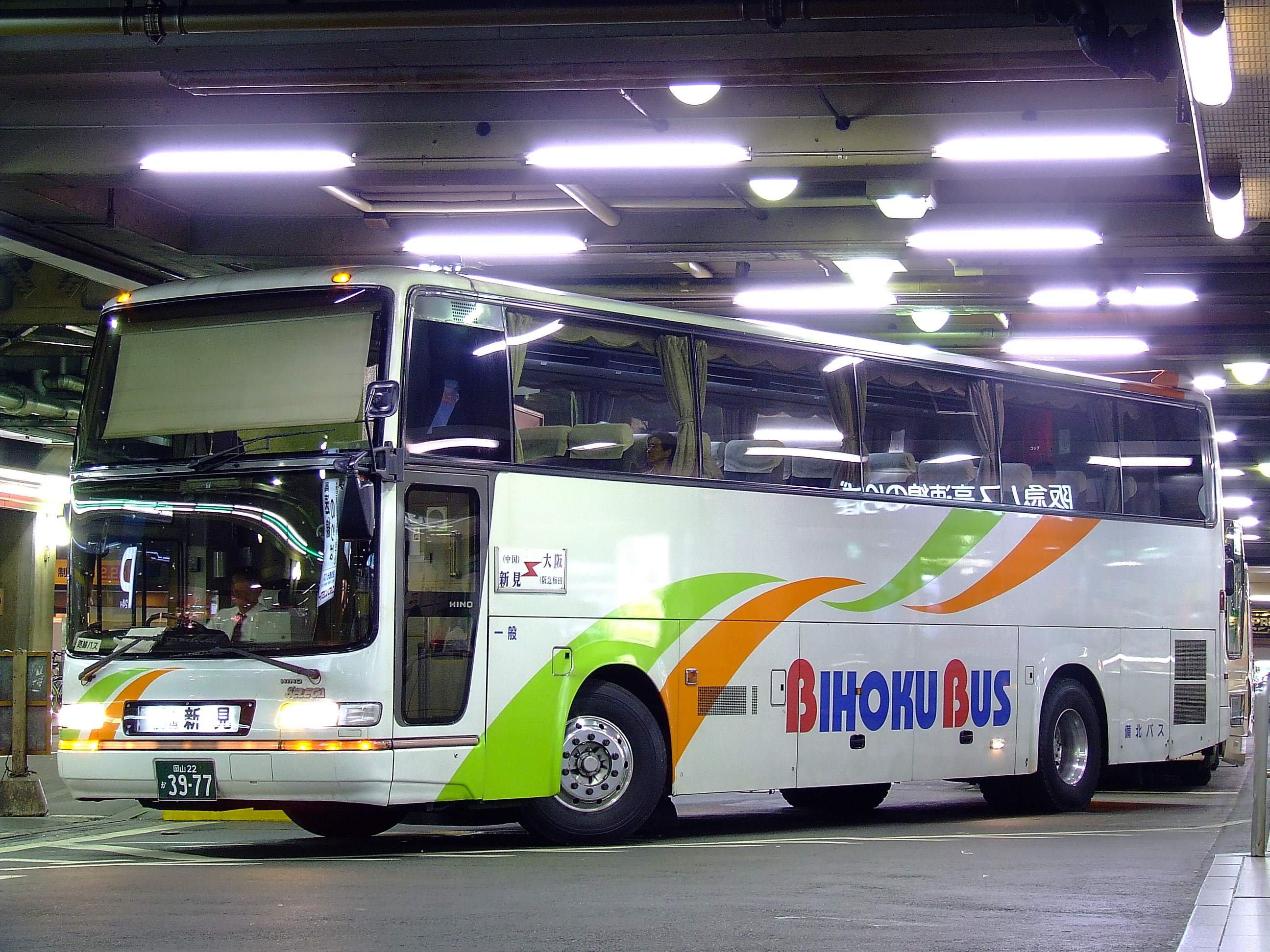
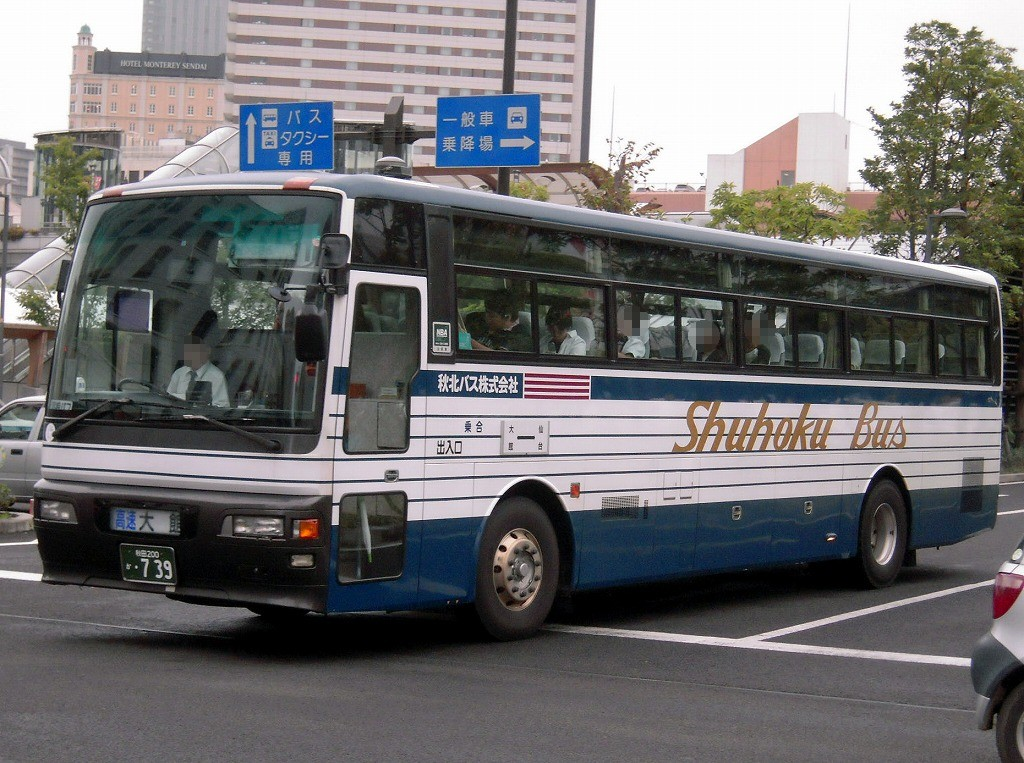
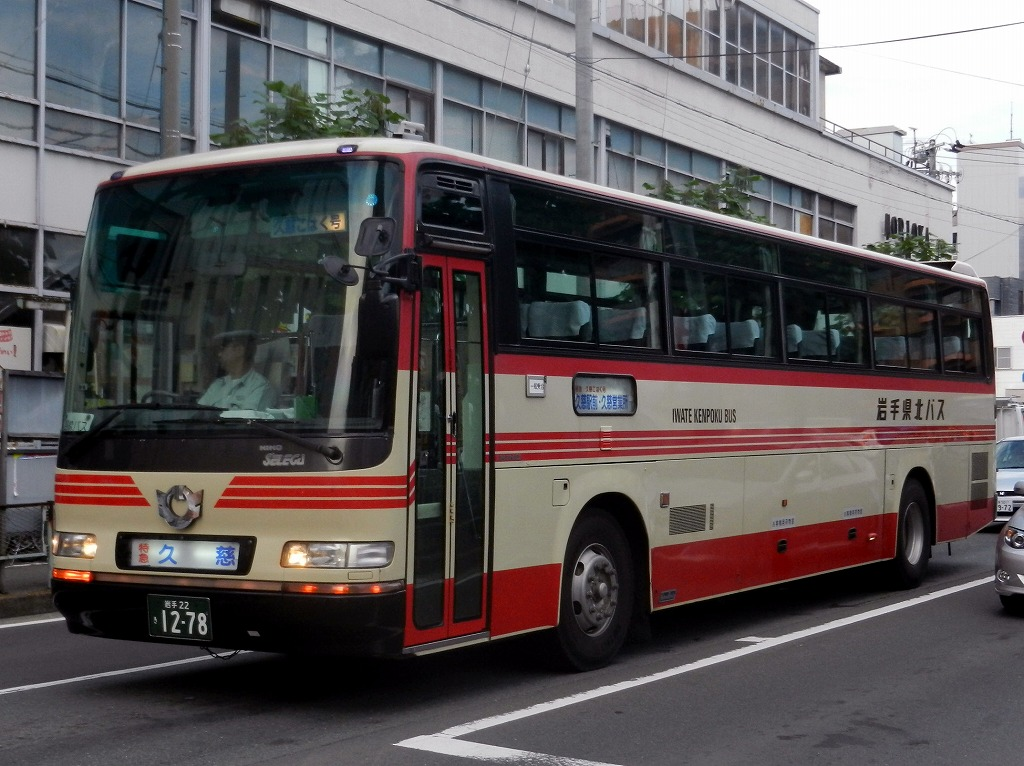
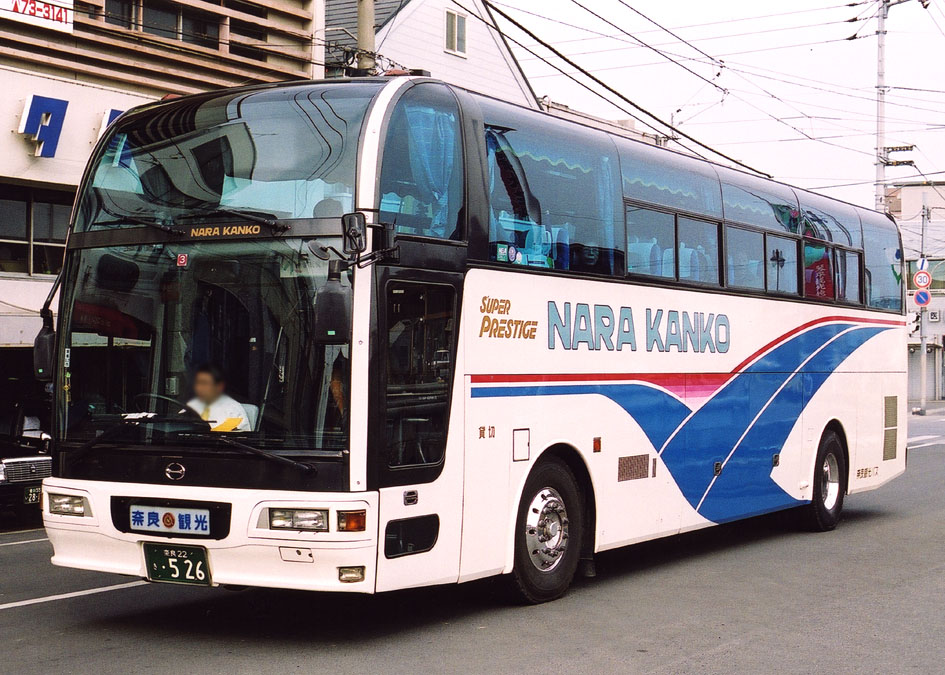

#### 히노 세레가 R (2000년부터2005년까지)

##### KL-RU1/4
1999년 배출가스 규제 대응에 따라 마이너 체인지된 모델로 2000년에 출시되었다. 엔진의 경우 인터쿨러가 장착된 GD형, GJ형, FD형이 탑재되었고 배출가스 규제가 엄격했기 때문에 커먼레일 연료 분사 시스템과 EGR 시스템을 탑재했다. 또한 히노 자동차에서 제작된 리타더에서 영구 자석식 리타더로 변경되었다. 형식은 KL-RU4FSEA이다.

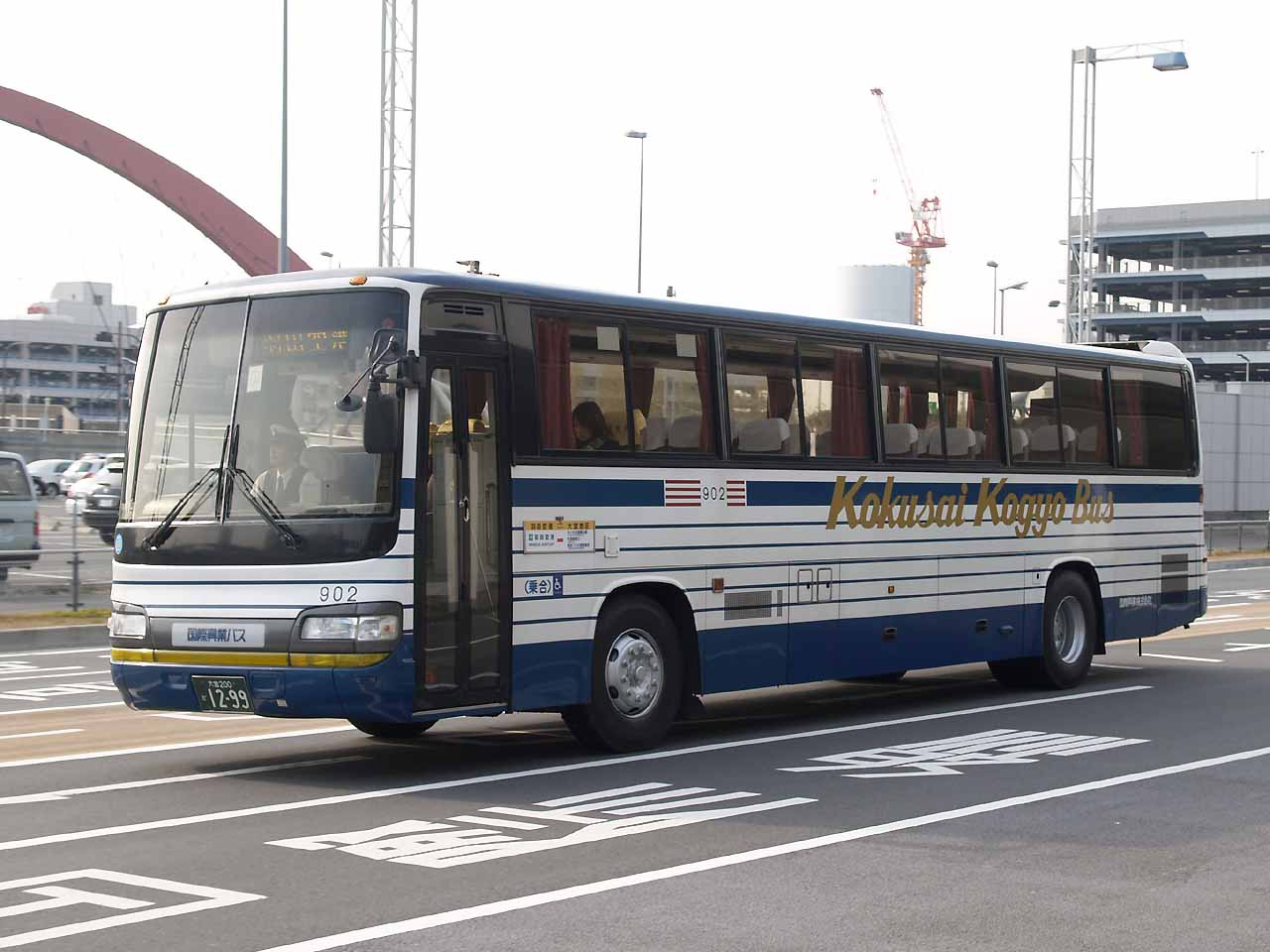
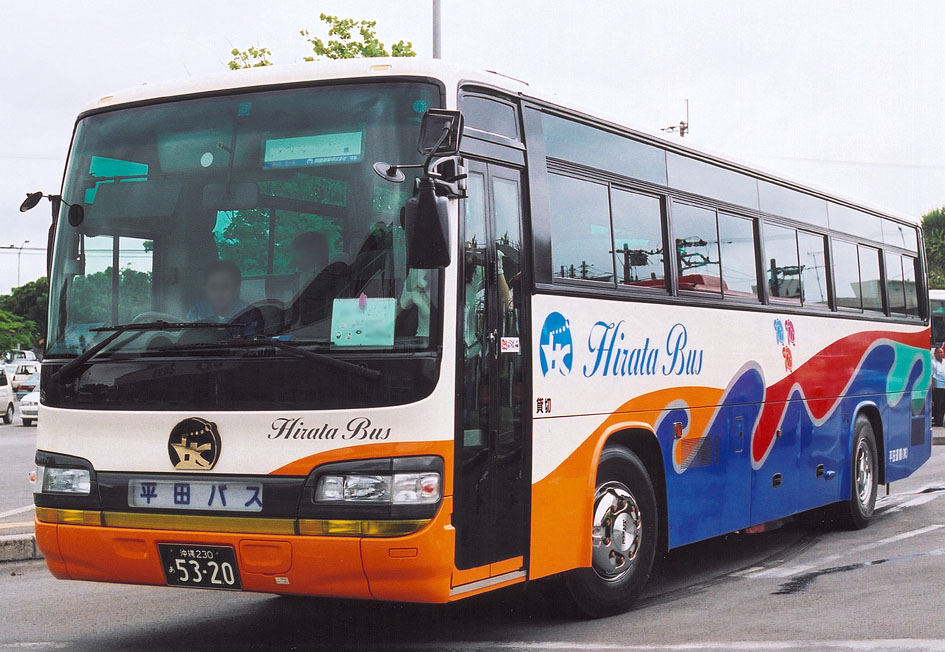
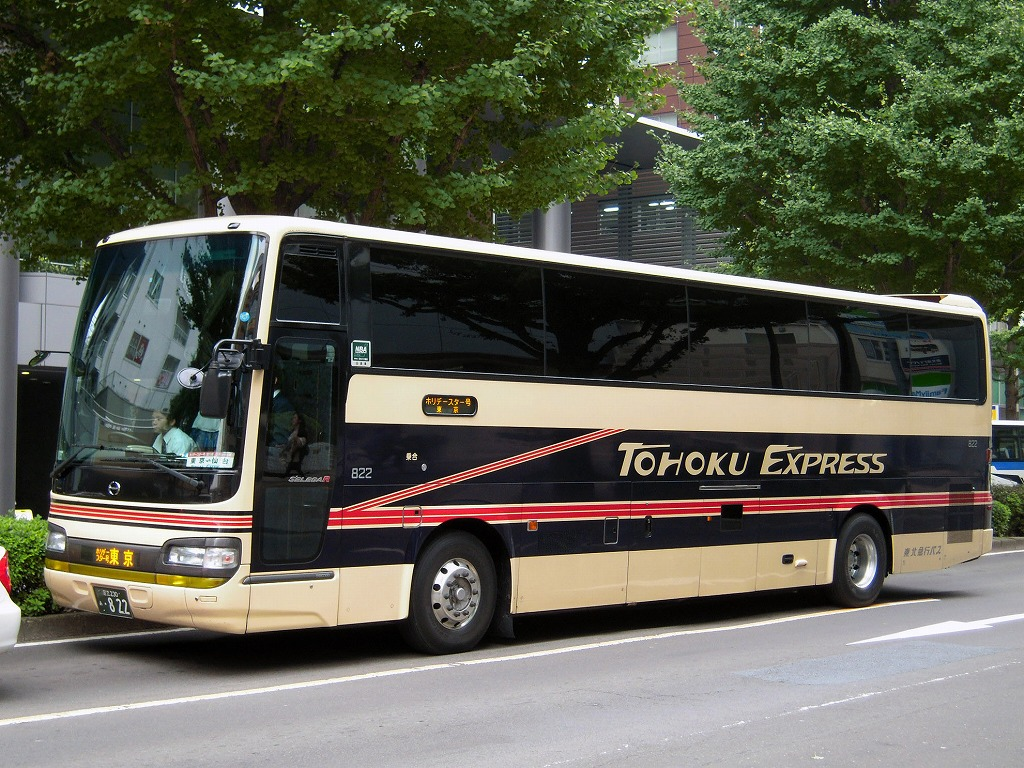
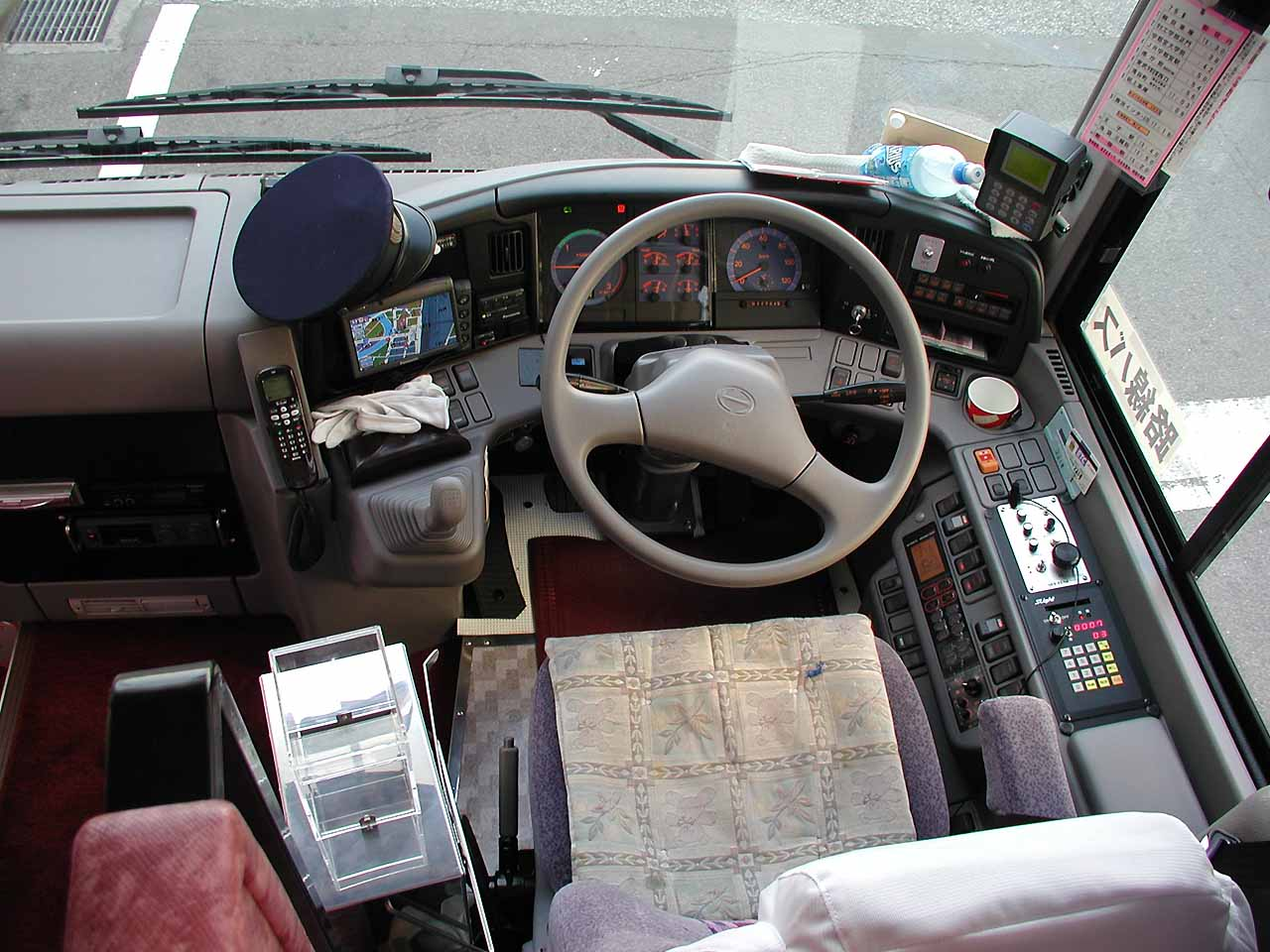
히노 세레가 R 운전석 전경

##### KC-[2]/HM-[3]/VM-RU2P[4]
1997년에 히노 블루 리본 HIMR 모델의 고출력 사양으로 출시되었다. 엔진은 P11형이 탑재되었다. 차량의 베터리 방식은 도요타 프리우스에서 사용하는 니켈 수소 전지를 탑재했다. 2005년 1월에 신장기 규에 대응하기 위해 후속 차량이 출시되었는데 히노 세레가 R 하이브리드로 출시하게 되었다.

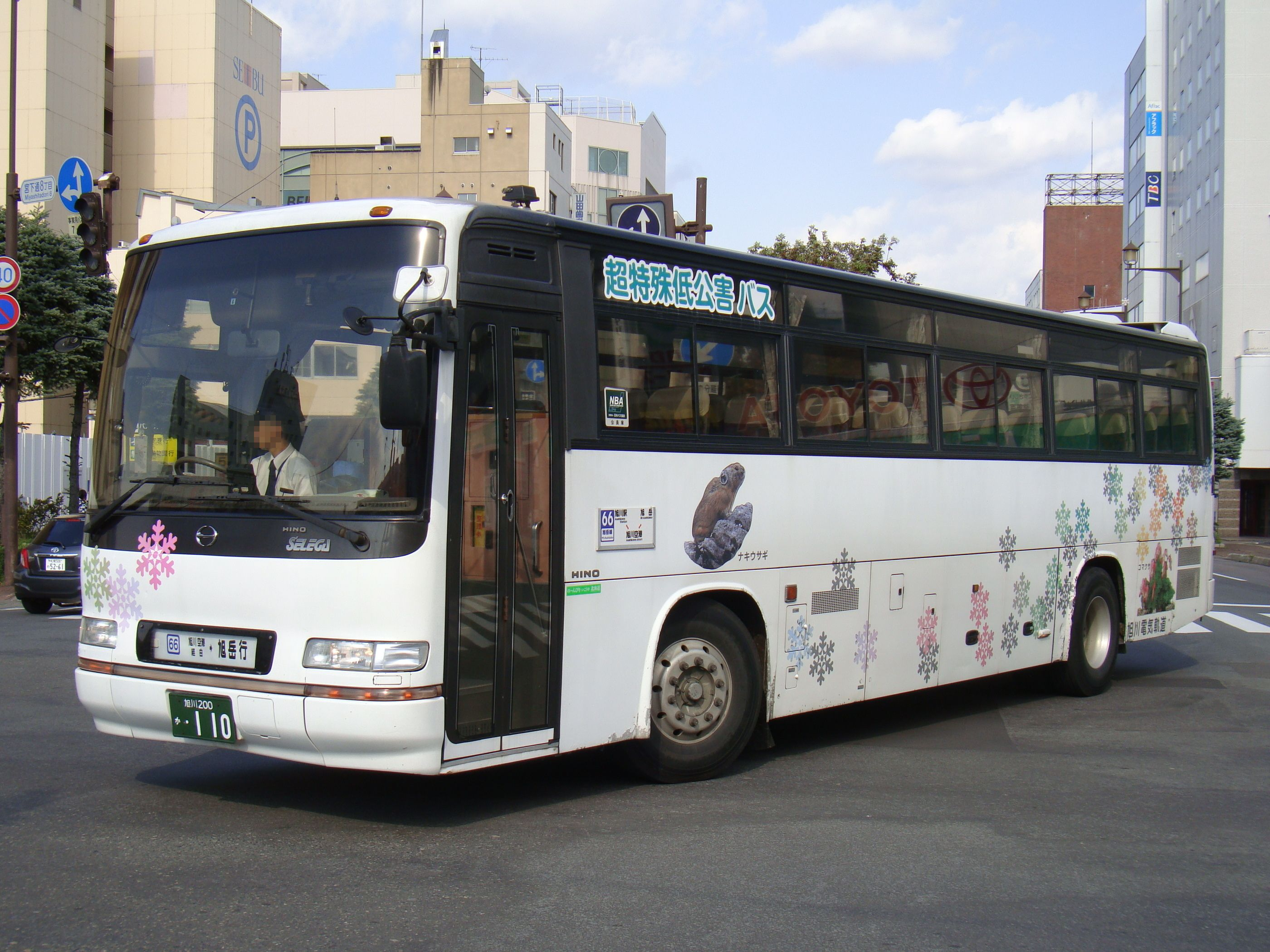
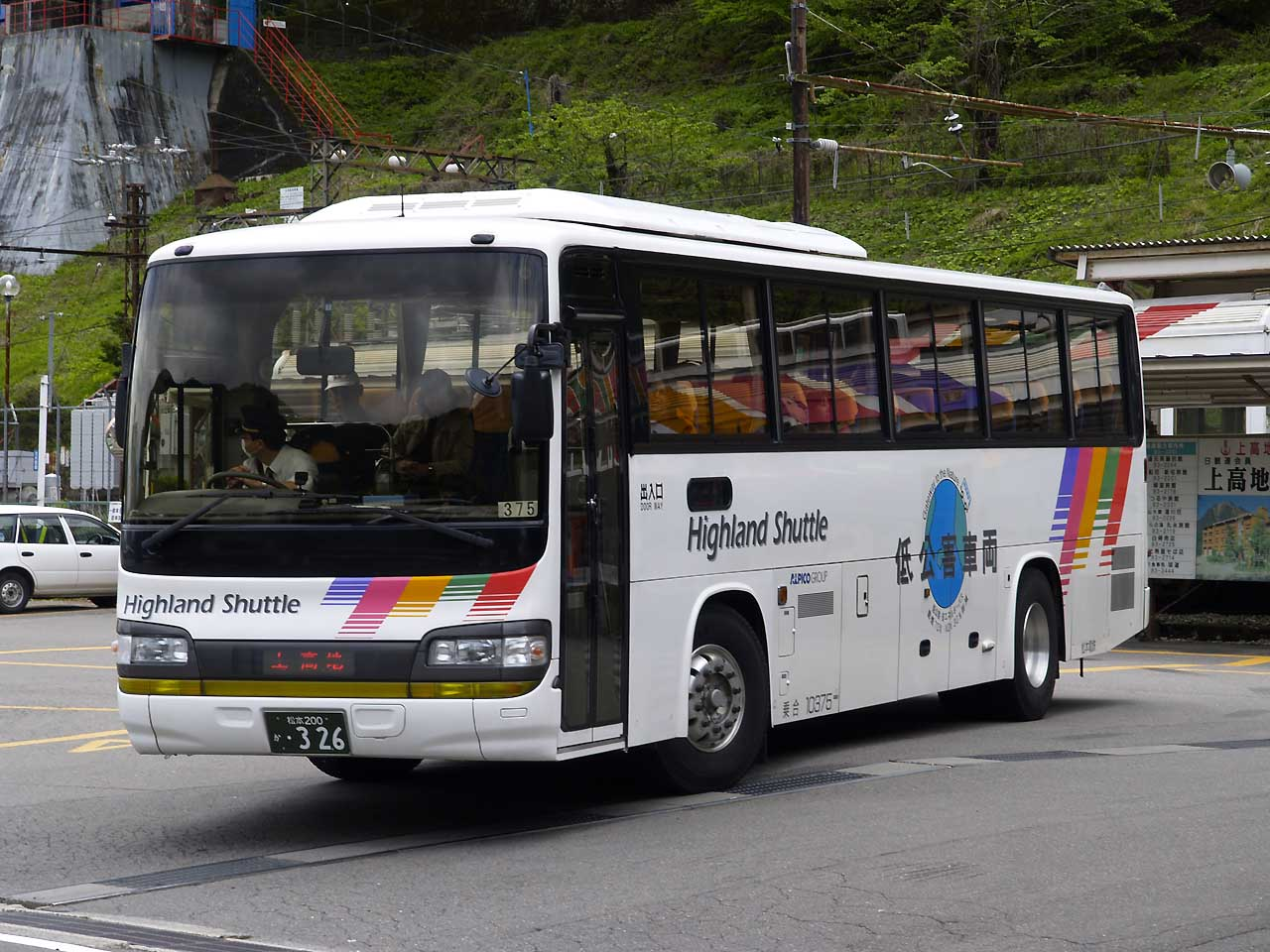
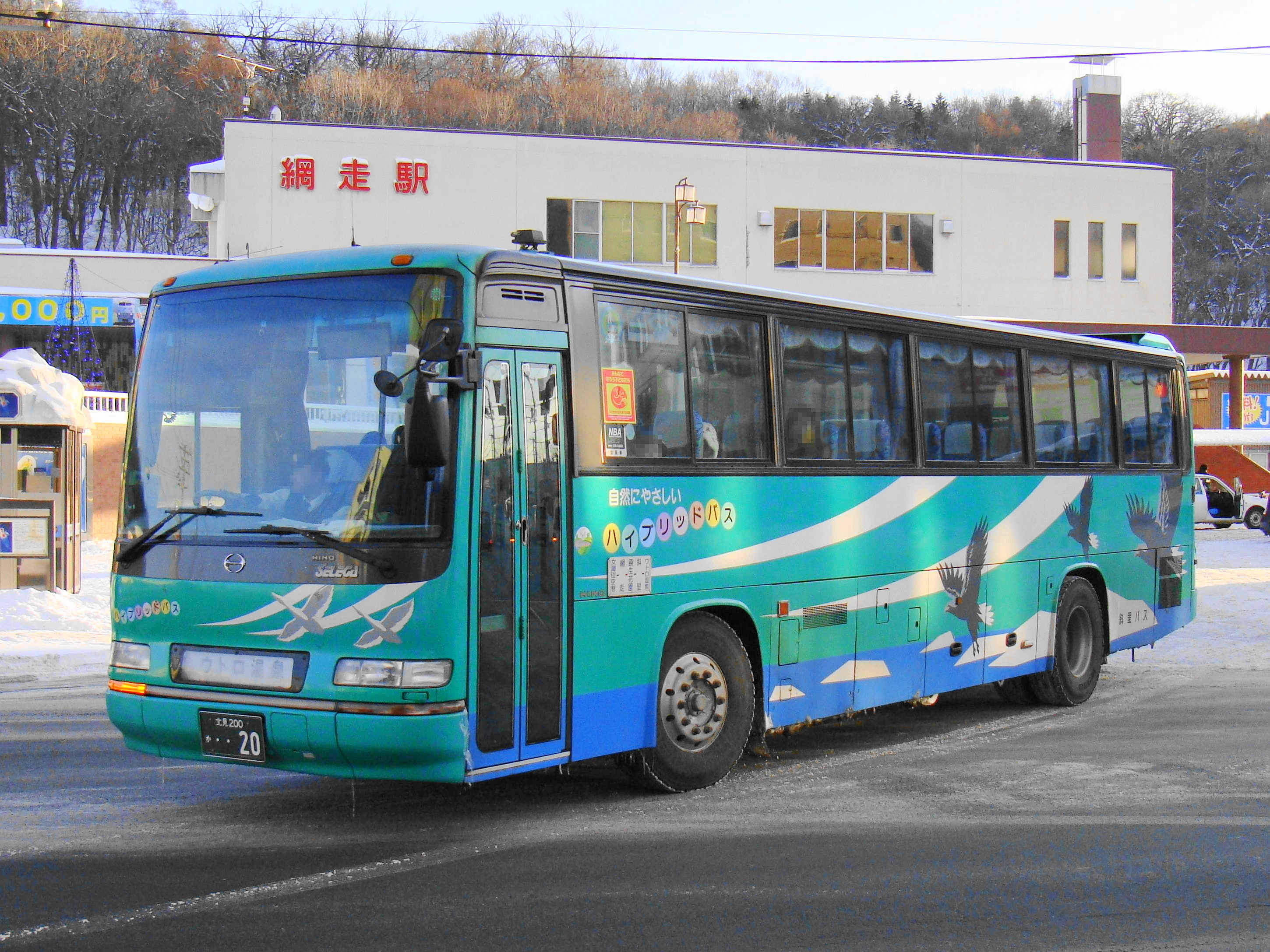

### 히노 세레가 2세대 (2005년부터 현재까지)
히노 자동차와 이스즈 자동차와 OEM 체결에 따라 이스즈 자동차에서 제작된 이스즈 갈라 모델이 OEM 공급한 모델로, 2005년 8월에 풀모델 체인지를 했다. 또한 차체의 경우 J버스에서 제작된 차체를 사용하고 있다.
차량 라인업
|                            | 이스즈 갈라         | 히노 세레가              |
| -------------------------- | ------------------- | ------------------------ |
| 슈퍼 하이데커 (12m급 차량) | SHD (슈퍼 하이데커) | SHD (슈퍼 하이데커)      |
| 하이데커 (12m급 차량)      | HD (하이데커)       | HD (하이데커)            |
| 하이데커 (9m급 차량)       | HD9 (하이데커 9)    | HD-S (하이데커 숏타입)   |
| 12m 하이데커 저가 모델     | HD-VP               | 하이데커 리미티드 에디션 |

#### ADG-RU1E/8J
2005년 8월에 풀모델 체인지로 출시된 모델로 HD급, SHD급 차량이 있다. 엔진은 히노 프로피아에서 탑재한 E13C형이 탑재되었다. 보조 제동 장치의 경우 히노 자동차에서 제작된 리타더가 기본 옵션이고 영구 자석식 리타더 탑재가 간능했다. 신형 차체와, 인터쿨러 터보 엔진을 탑재하면서 연비 성능을 대폭 향상 시켰다. 2006년 2월에 단축형인 HD-S 모델이 출시되었다. 엔진은 J08E형이 탑재되었다.

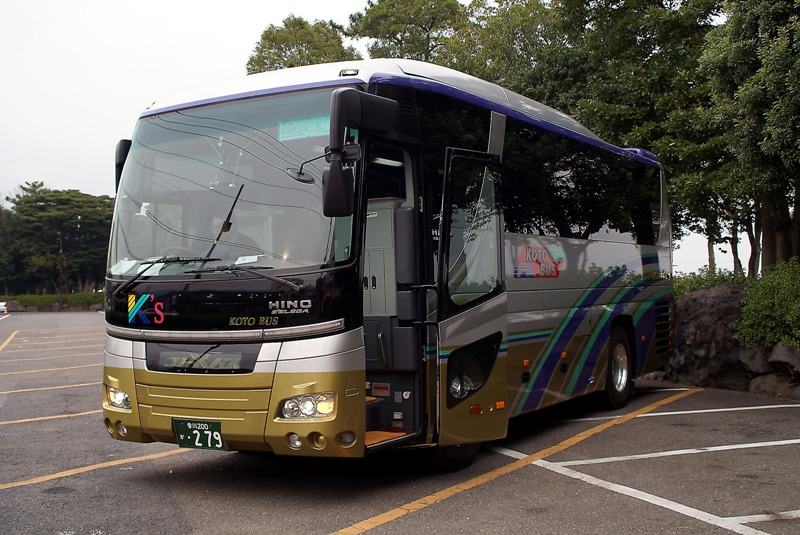
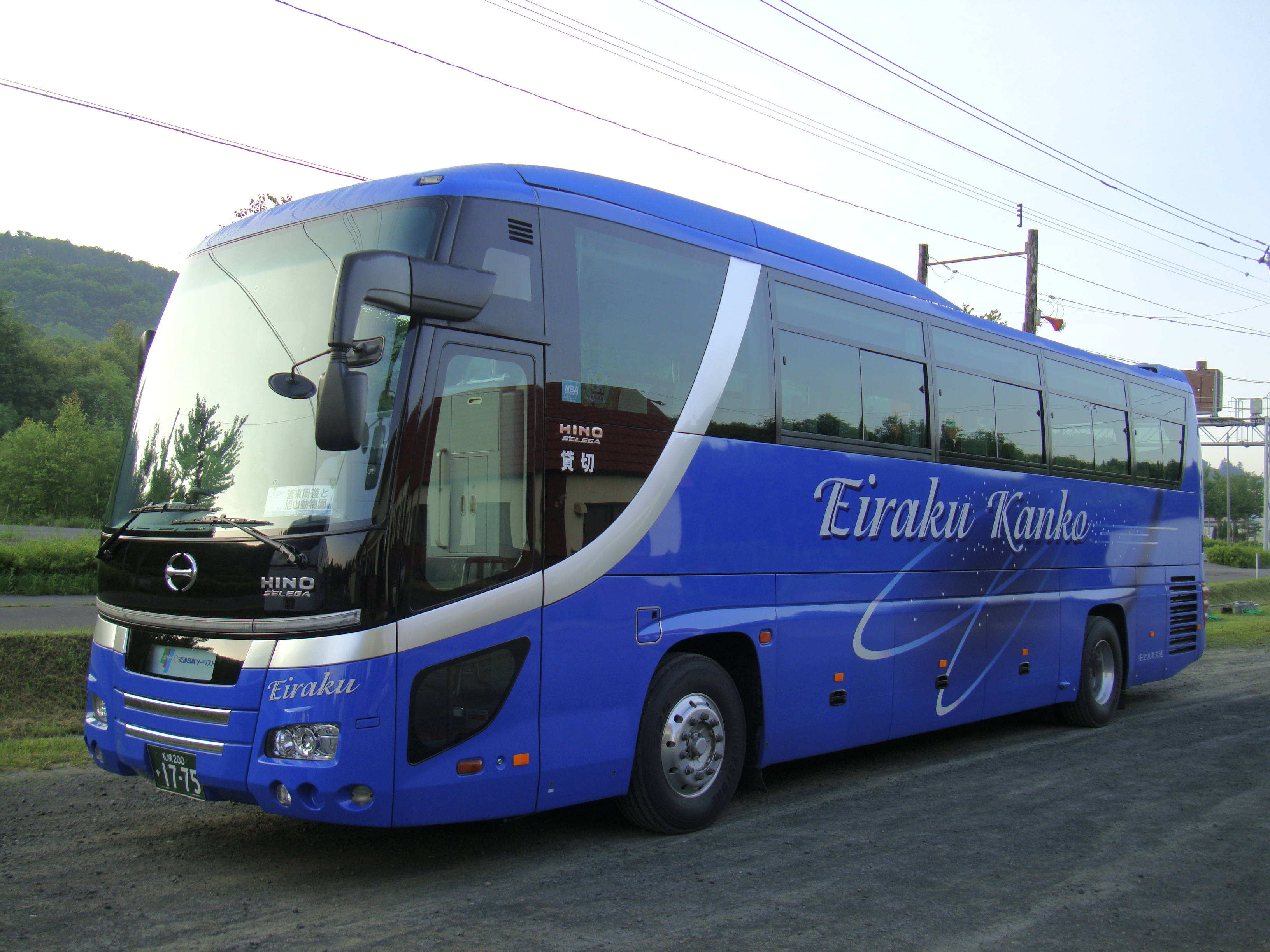
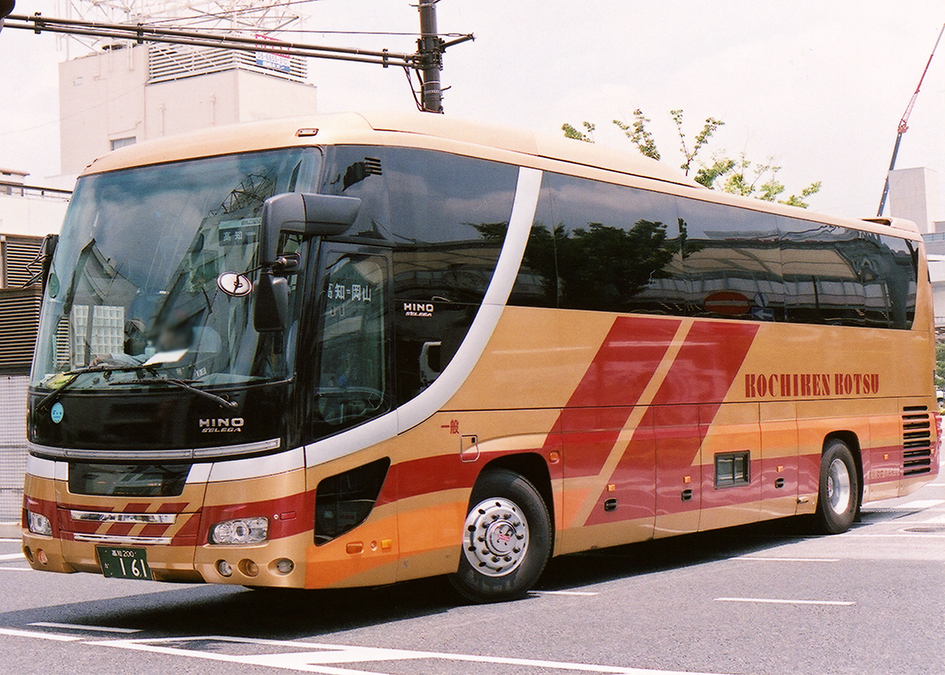
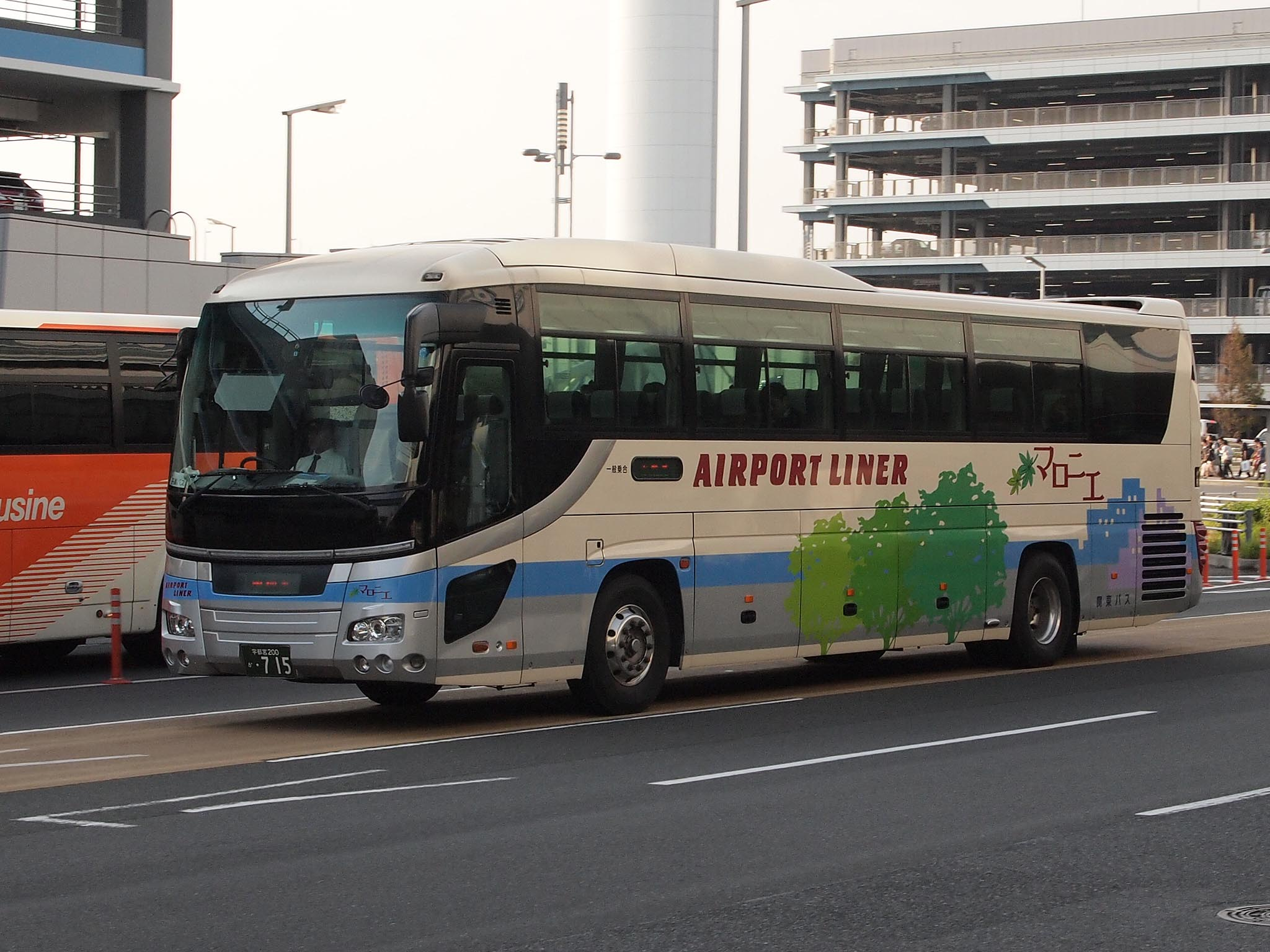

#### PKG-RU1E/BDG-RU8J
2006년 6월에 출시된 모델로 HD급, SHD급 차량이 있다. 기존 모델과 마찬가지로 엔진은 히노 프로피아에서 탑재한 E13C형이 탑재되었다. 외관 차이는 거의 없으나, 2007년 1월에 HD-S 모델인 BDG-RU8J가 출시되었다. 엔진은 J08E형이 탑재했으나 엔진을 개량해 출시한 것이 특징이다.

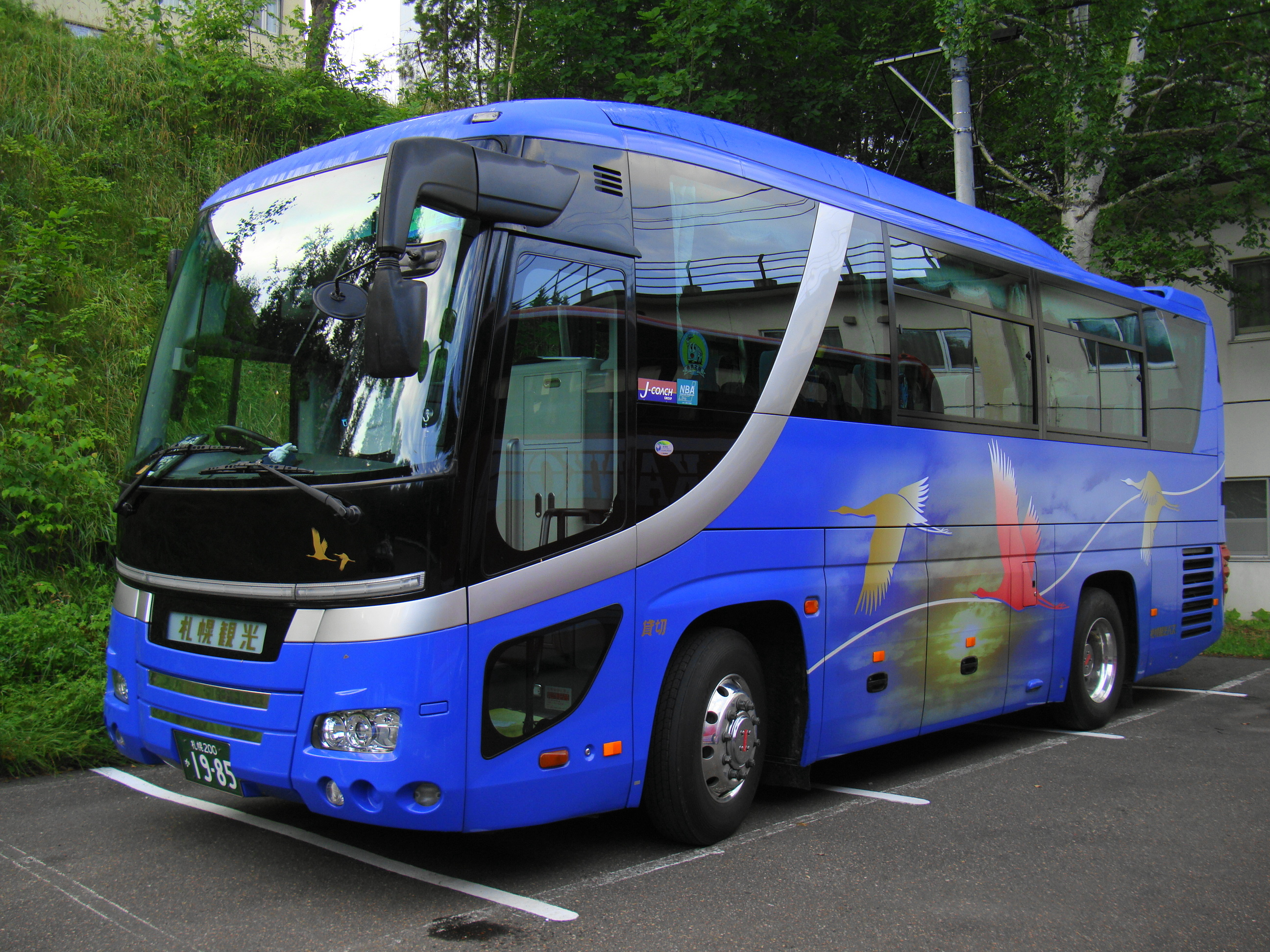
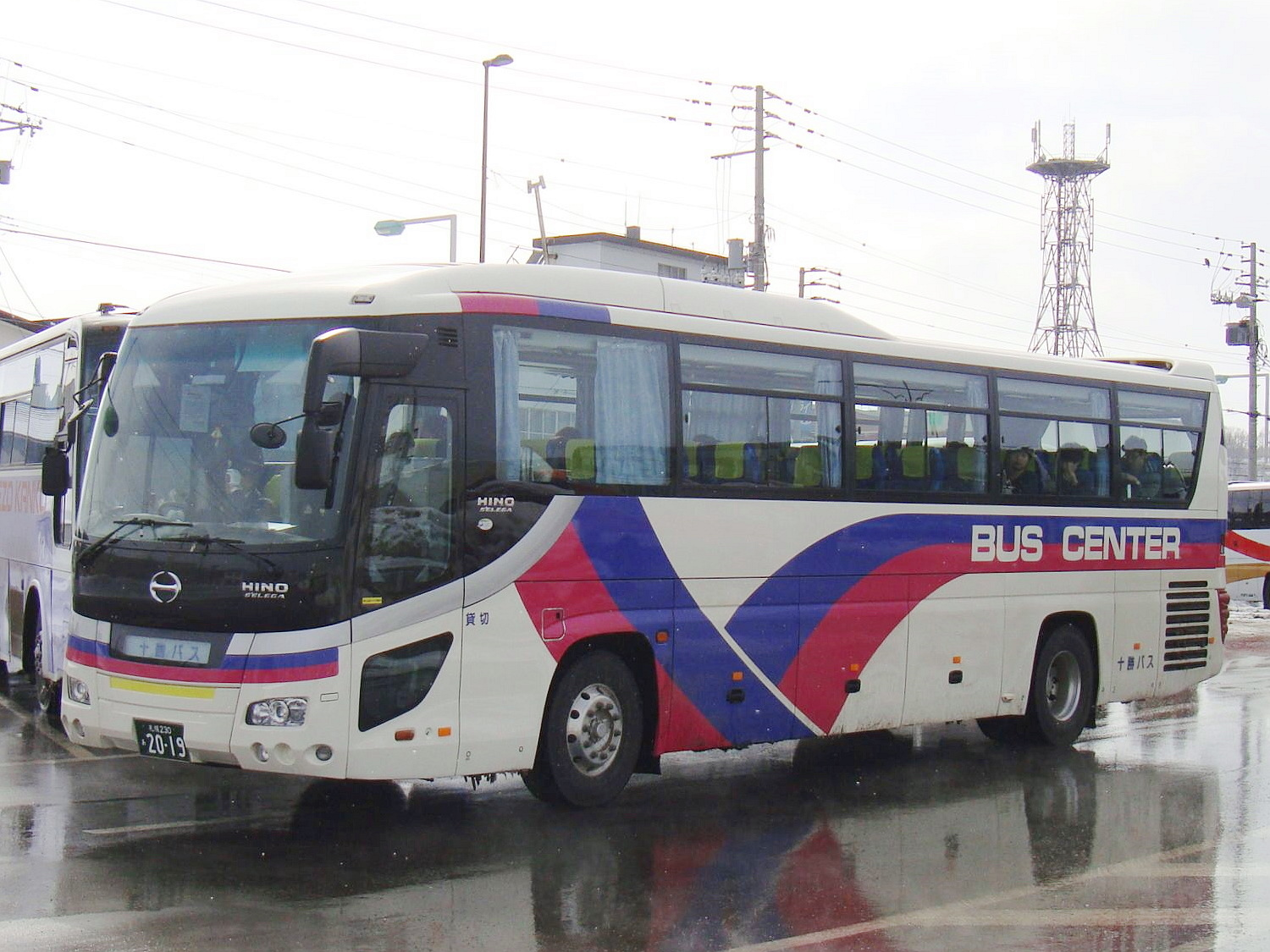
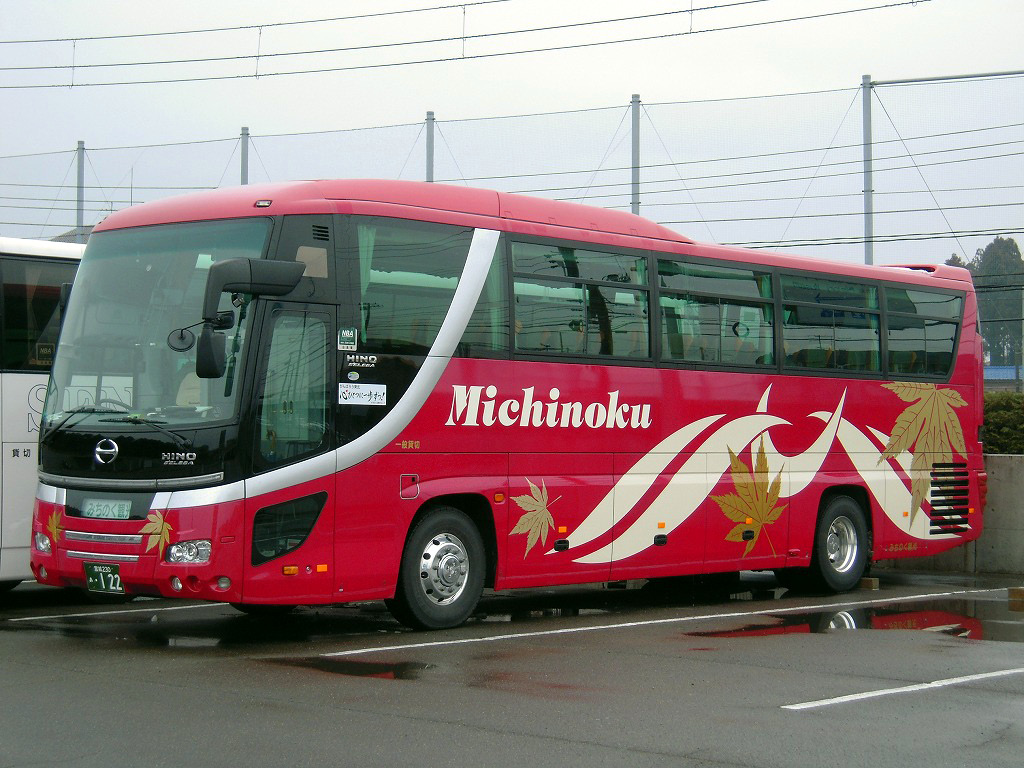
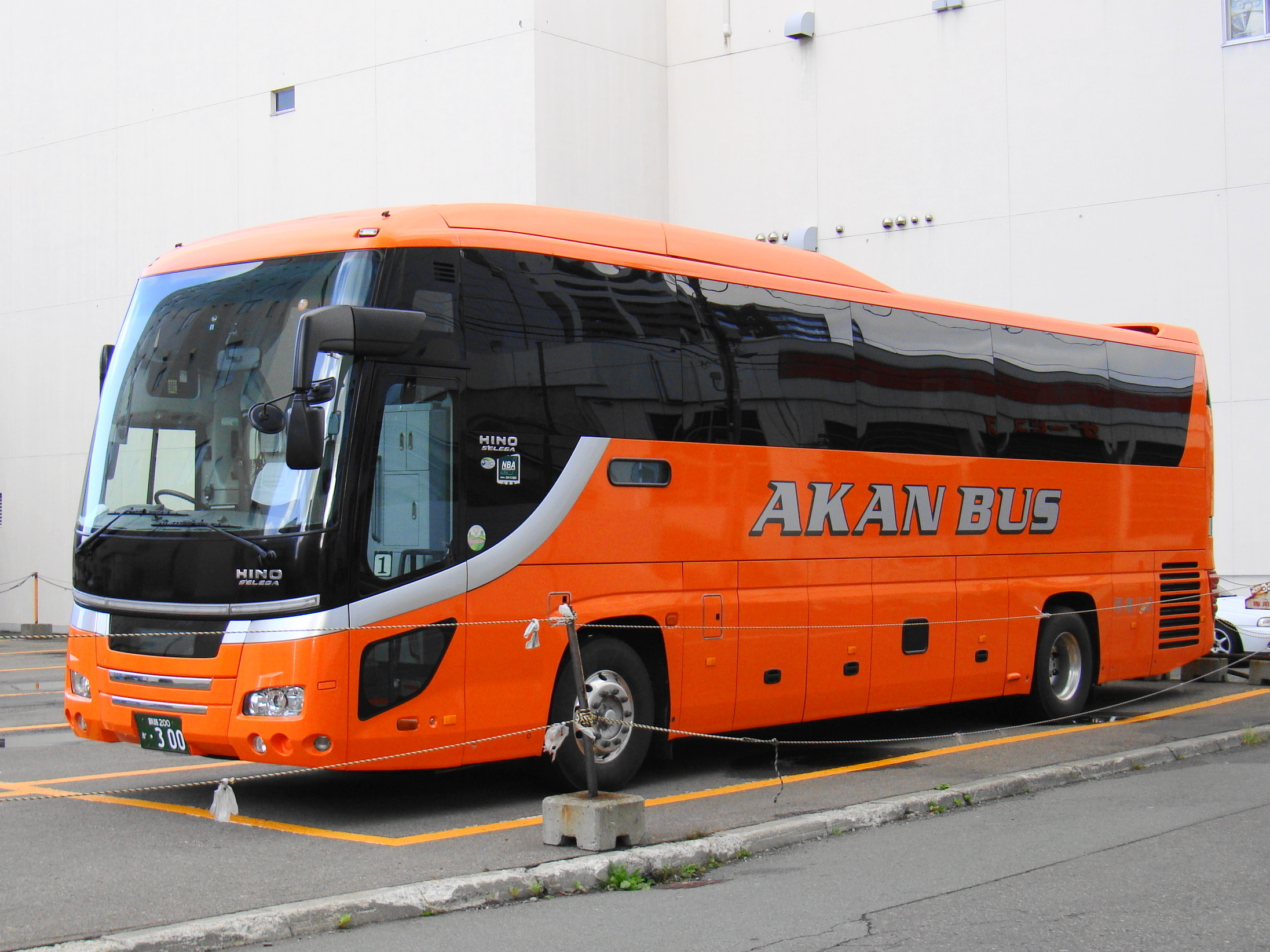

#### LKG-RU1E/LDG-RU8J/SDG-RU8J
2009년 배출가스 규제 대응에 따라 마이너 체인지된 모델로 2010년에 출시되었다. 엔진은 DPR 기술 및 SCR 기술이 처음으로 적용되었고 ET-I형, ET-VI형이 탑재되었다. HD-S형 차량의 엔진은 J8-VIII형이 탑재되었다. 그 밖에도 변속기 개선, 충돌 경감 제동 장치가 장착되었고, 요소수 주입구가 적용되었다.

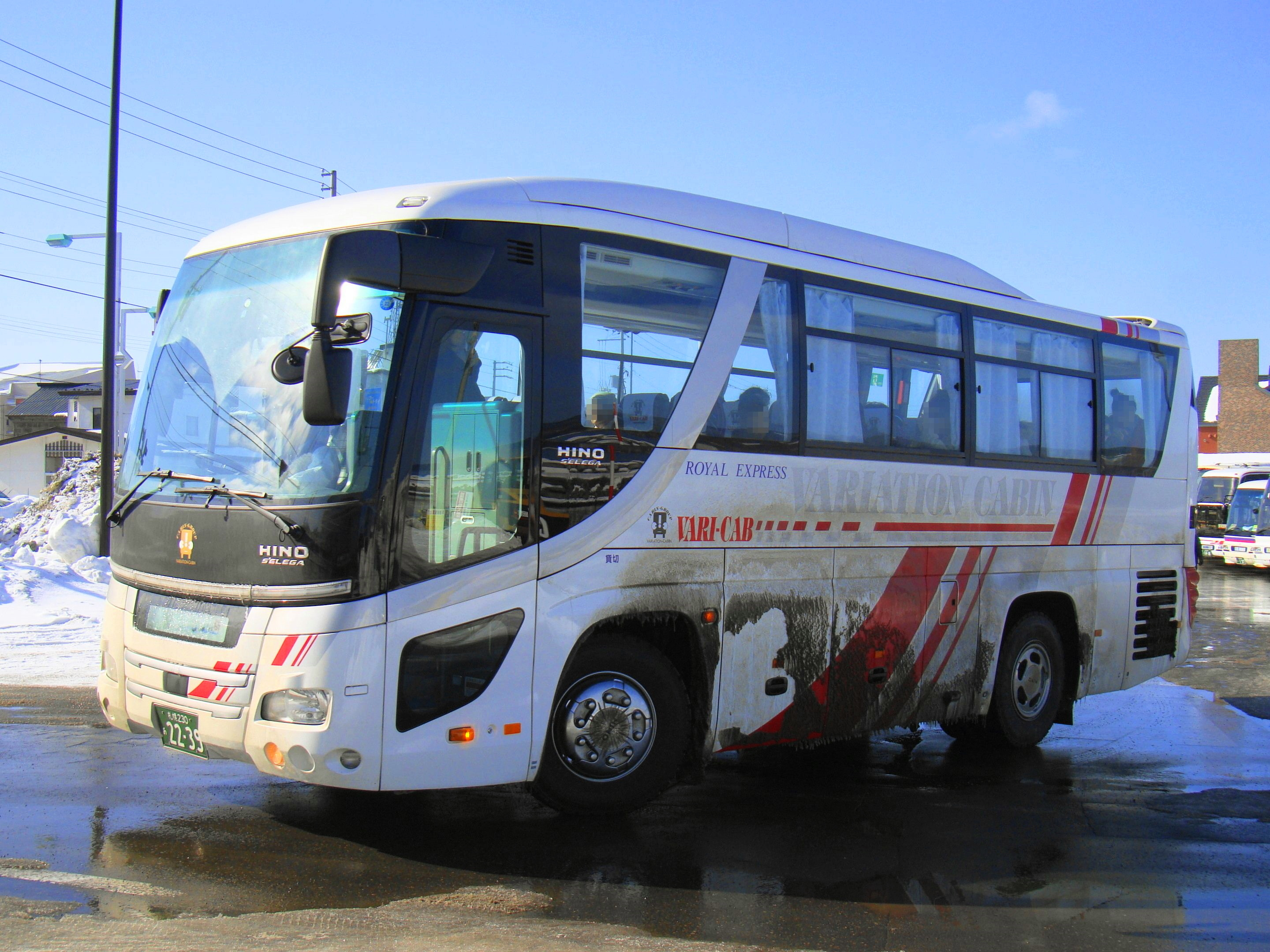
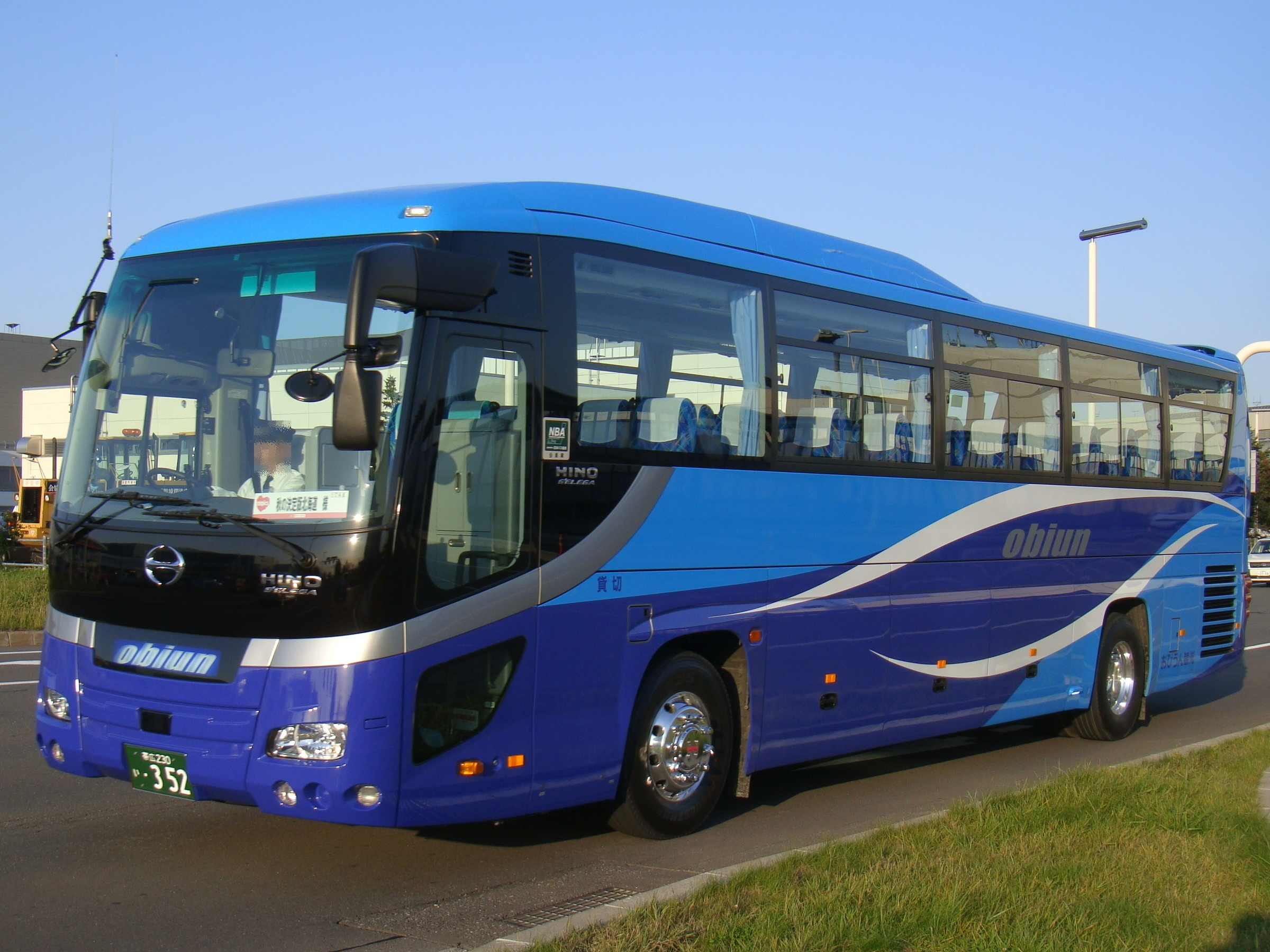
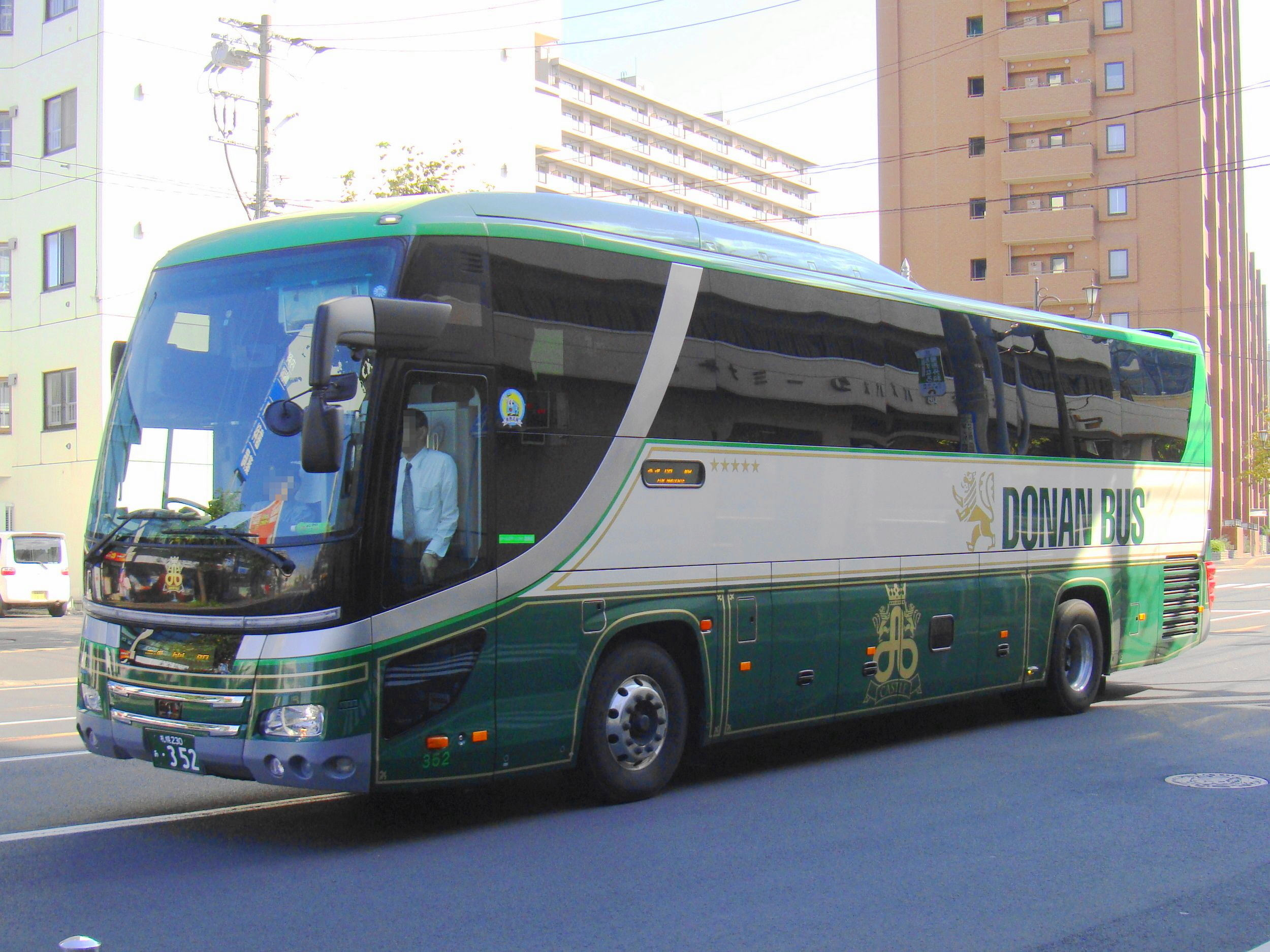
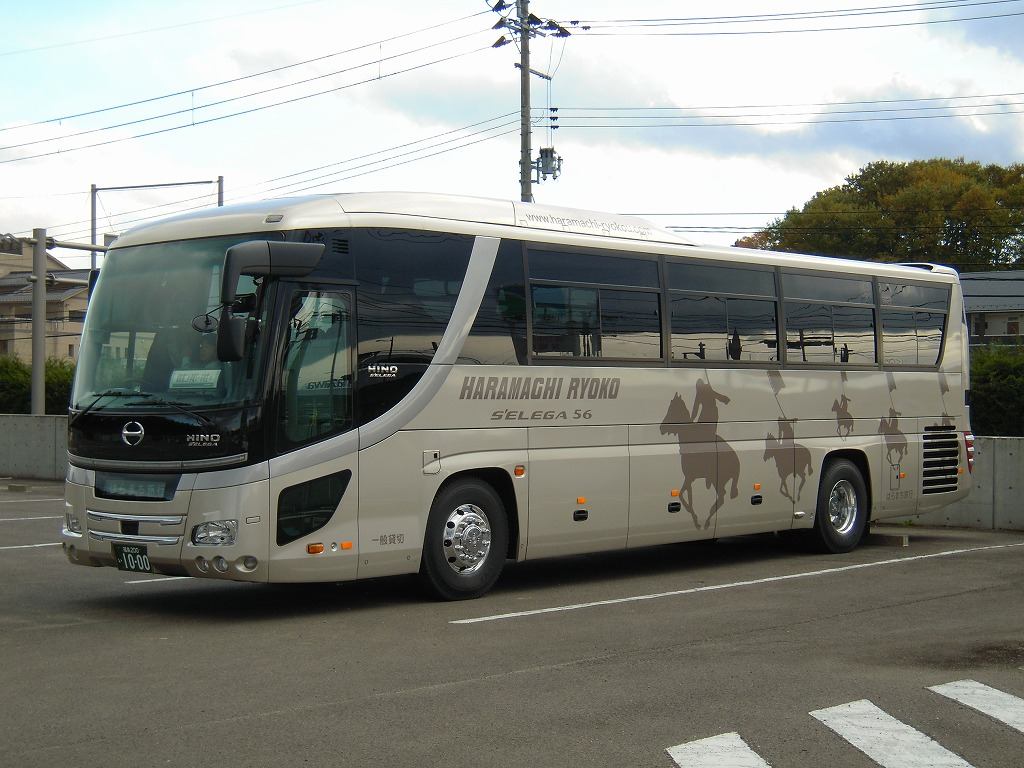

#### QPG-RU1E/QRG-RU1A/LDG-RU8J/SDG-RU8J 1세대
2012년 5월에 최초로 출시된 모델로 엔진의 경우 ET-I형, AT-VIII형이 탑재되었다. 기존 모델과 달리 7단 수동 변속기가 최초로 적용된 모델로 단축형 모델인 HD-S형 모델은 외관 차이가 거의 없다는 것이 특징이다.

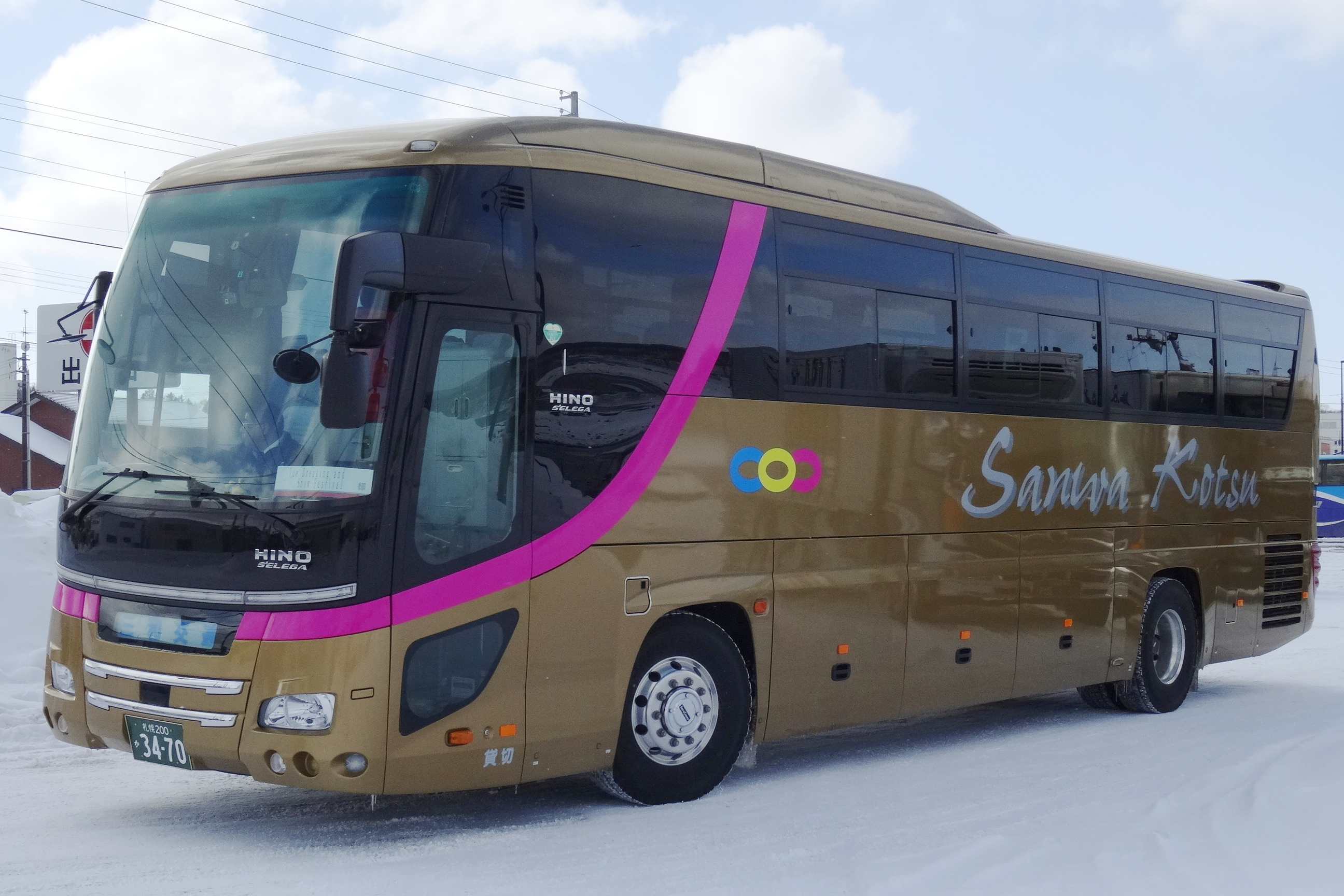
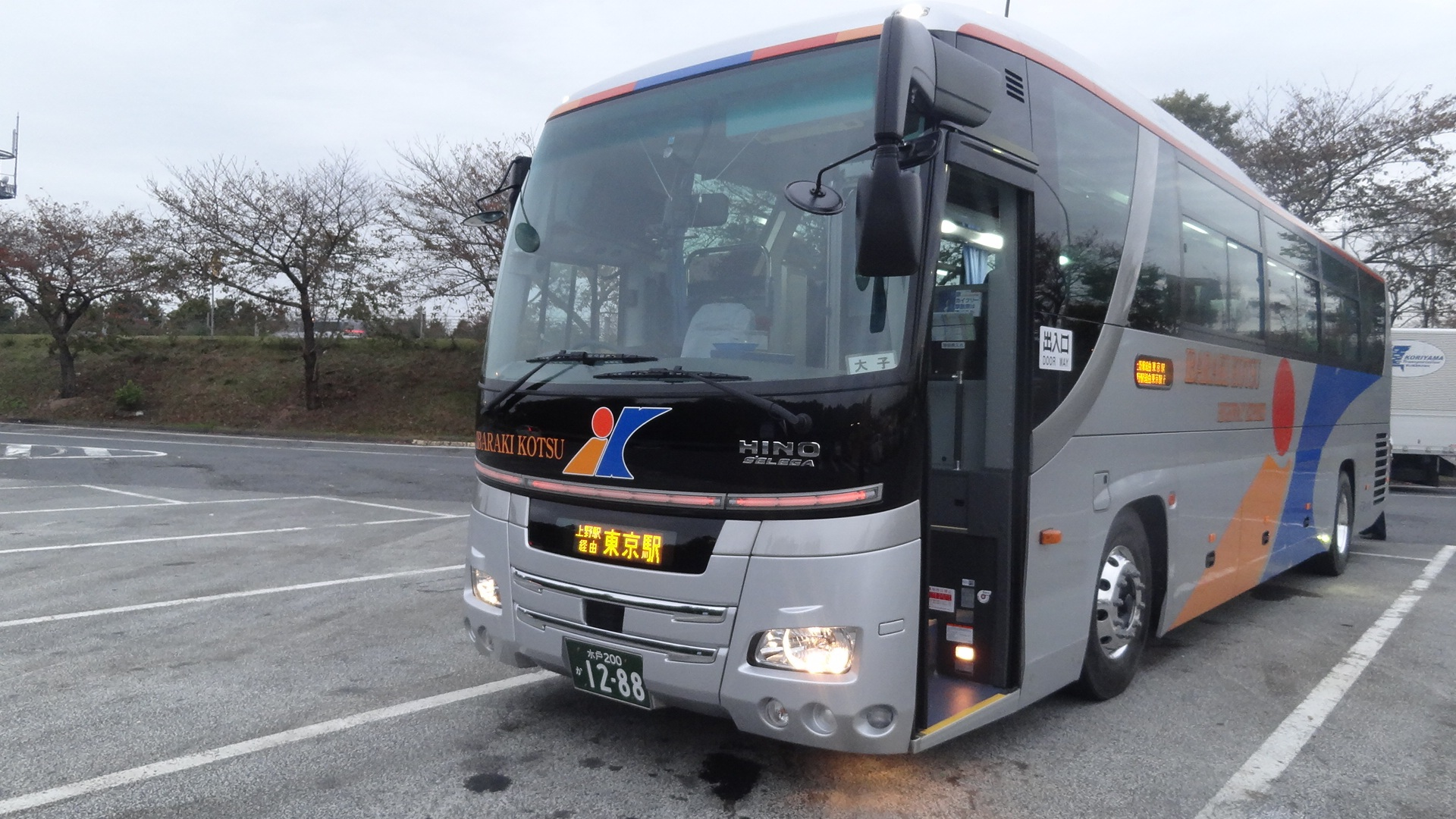
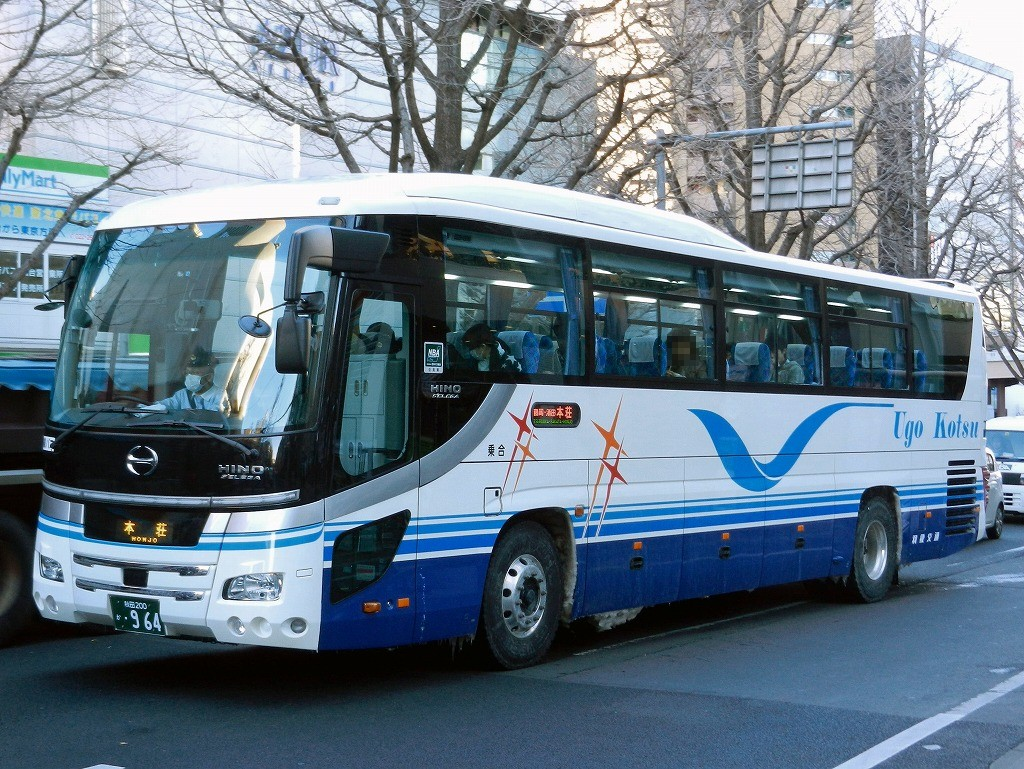
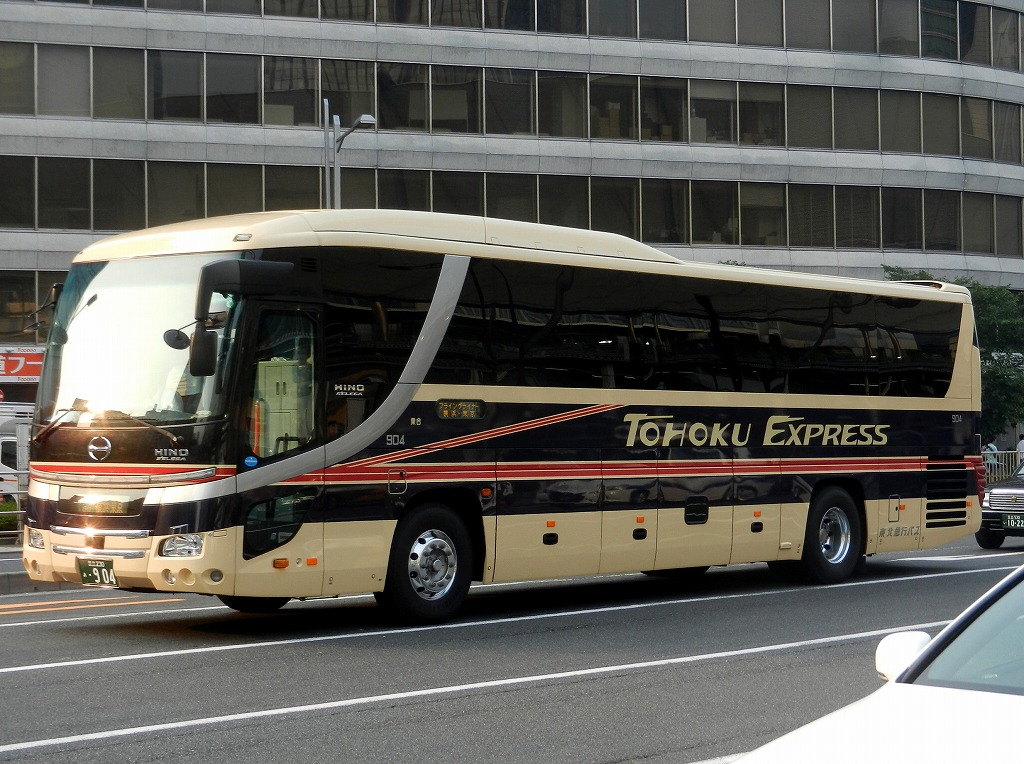

#### QRG-RU1E/QRG-RU1A/LDG-RU8J/SDG-RU8J 2세대
2014년 4월에 마이너 체인지로 출시된 모델로 ET-VI형 엔진 탑재 차량과 A09C형 엔진 탑재 차량에 연료 밸브가 추가되었다. 기존 모델과 달리 차선 이탈 경보 장치의 표준화와 충돌 피해 방지 제동 장치의 경우 새로운 기준을 충족하게 되었다. 또한 단축형인 HD-S형 모델은 외관 차이가 거의 없다는 것이 특징이다.

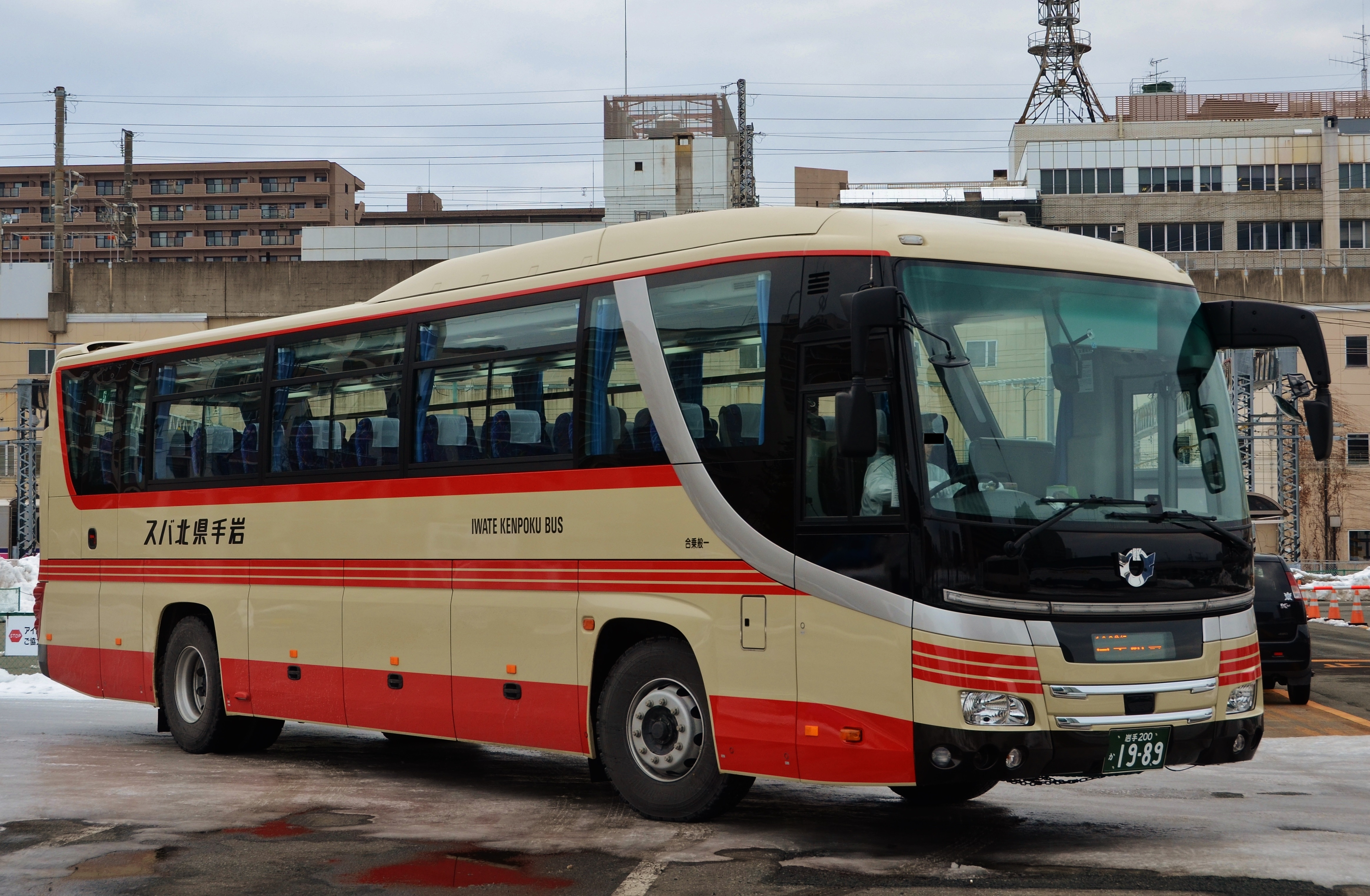
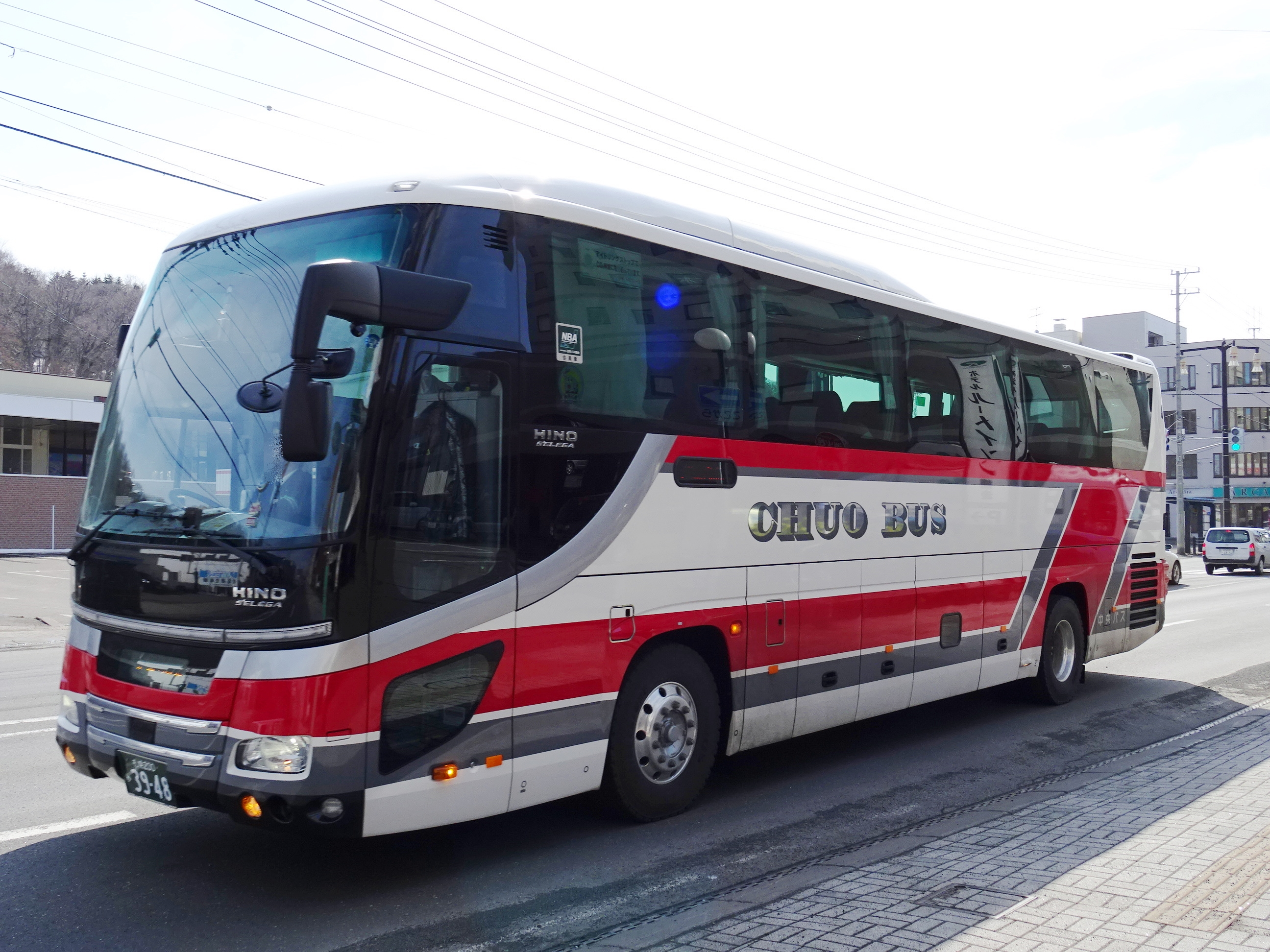
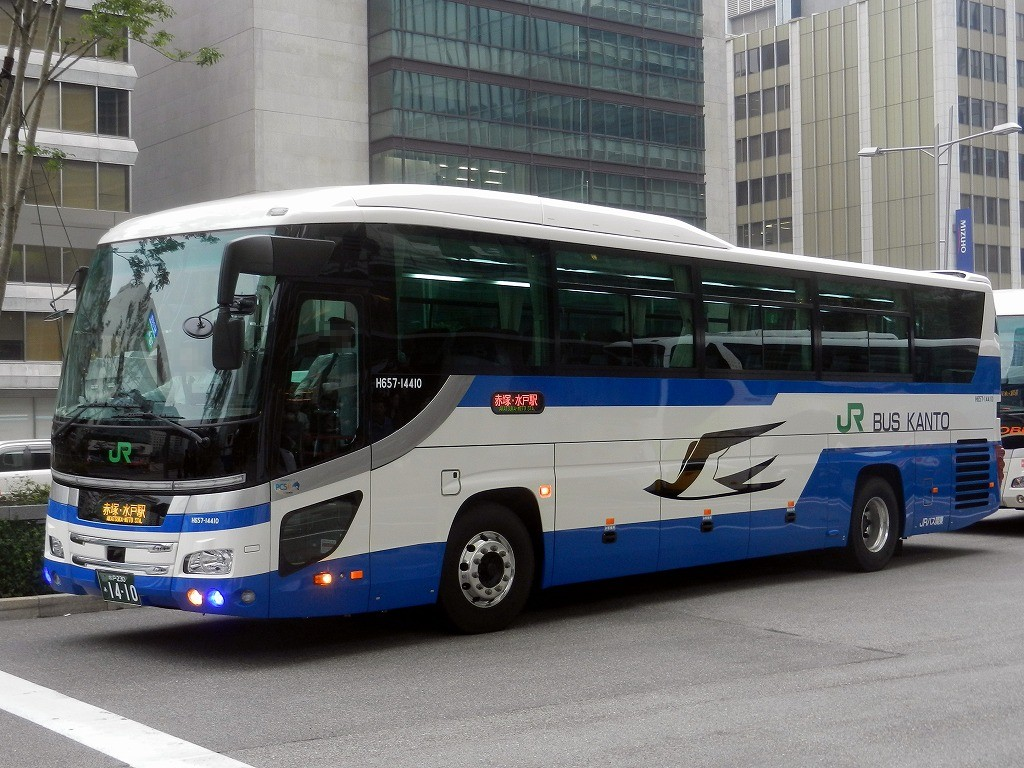
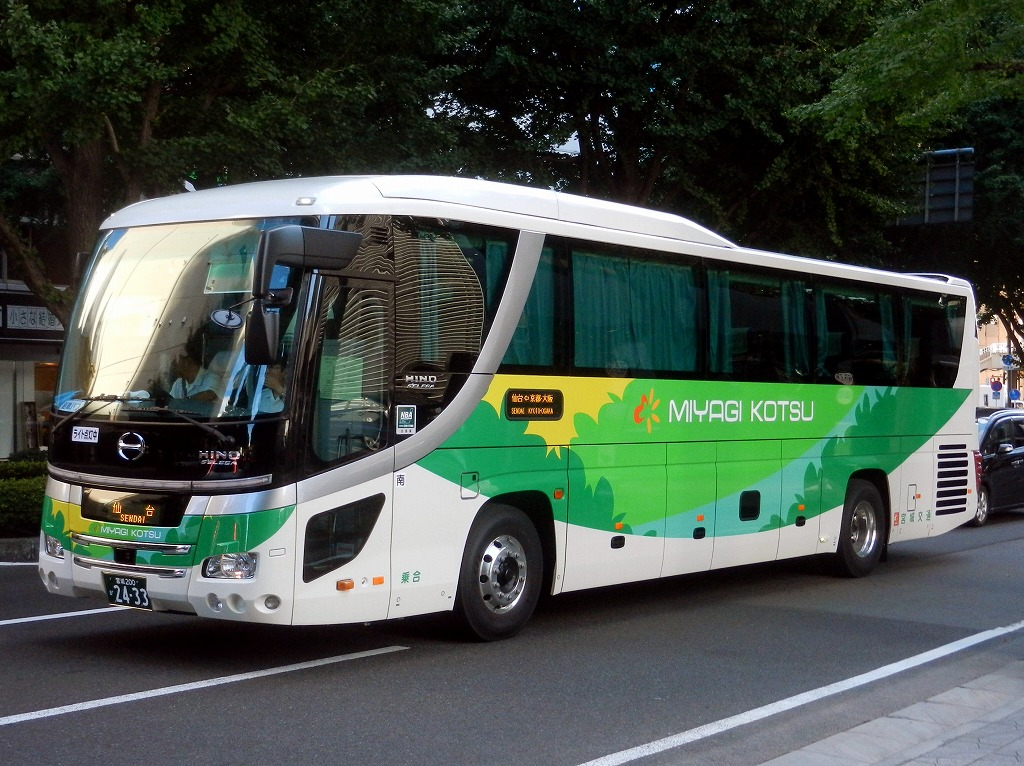

#### QTG-RU1A
A09C형 엔진 탑재 모델에 한해서 2015년 2월에 일부 마이너 체인지를 거친 차량이 공개되었고 같은 해 4월부터 판매에 들어갔다.

#### 2RG-RU1E/2TG-RU1A/2KG-RU2A/2DG-RU2A (현행 차종)
2016년 배출가스 규제 대응에 따라 마이너 체인지된 모델로 2017년에 출시되었다. HD-S형 모델의 경우 엔진은 히노 레인저에서 탑재한 A05C-TC형 엔진이 탑재되었다. 3세대 차량이 출시된 히노 프로피아와 마찬가지로 7단 반자동 변속기가 탑재되었고 실내등은 LED가 적용되었다. 2018년 6월에 마이너 체인지가 되면서 3점식 안전벨트, 안전벨트 경고등, 가변식 속도 제한 장치, EDSS 시스템이 탑재되었다.

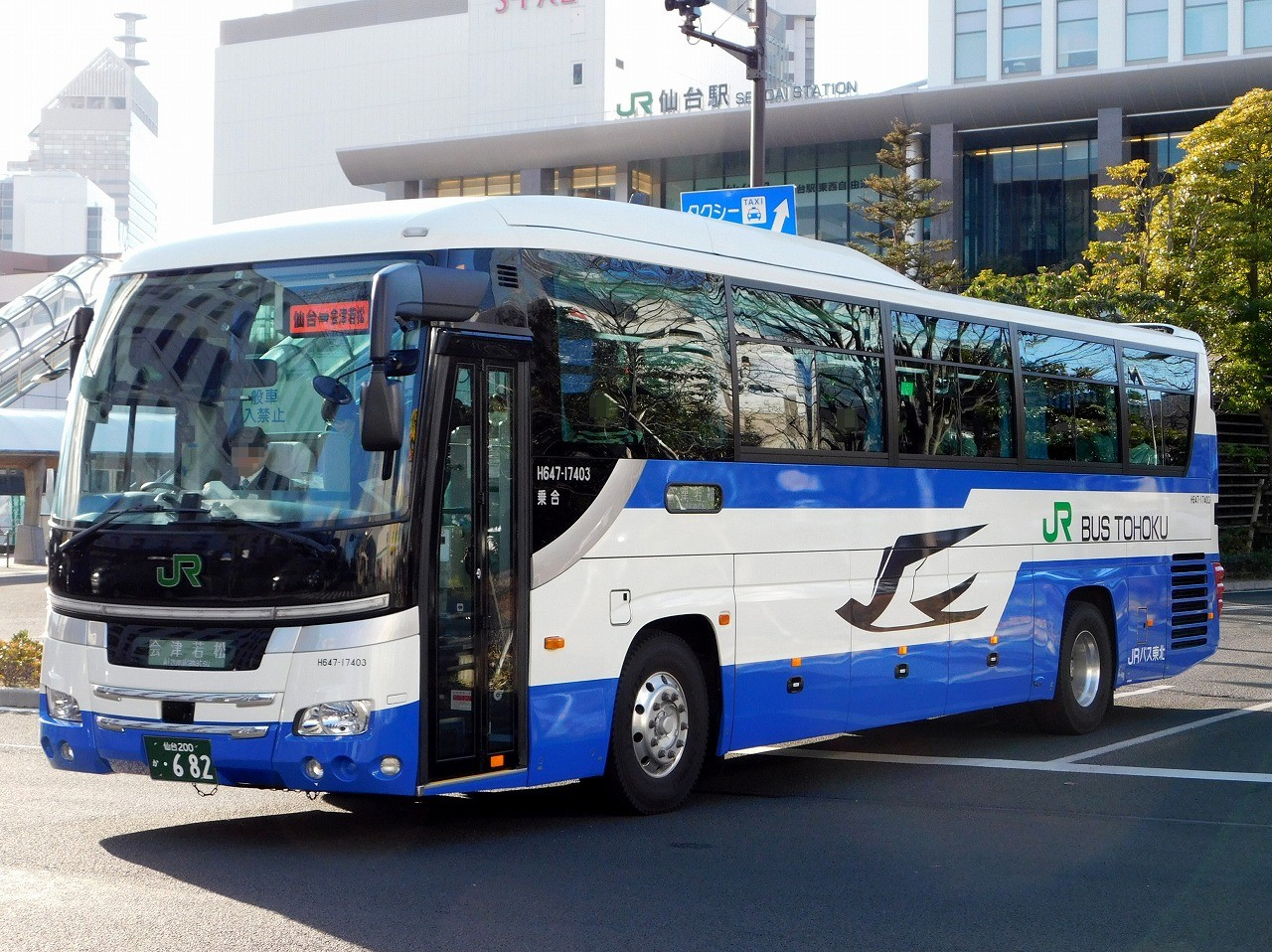
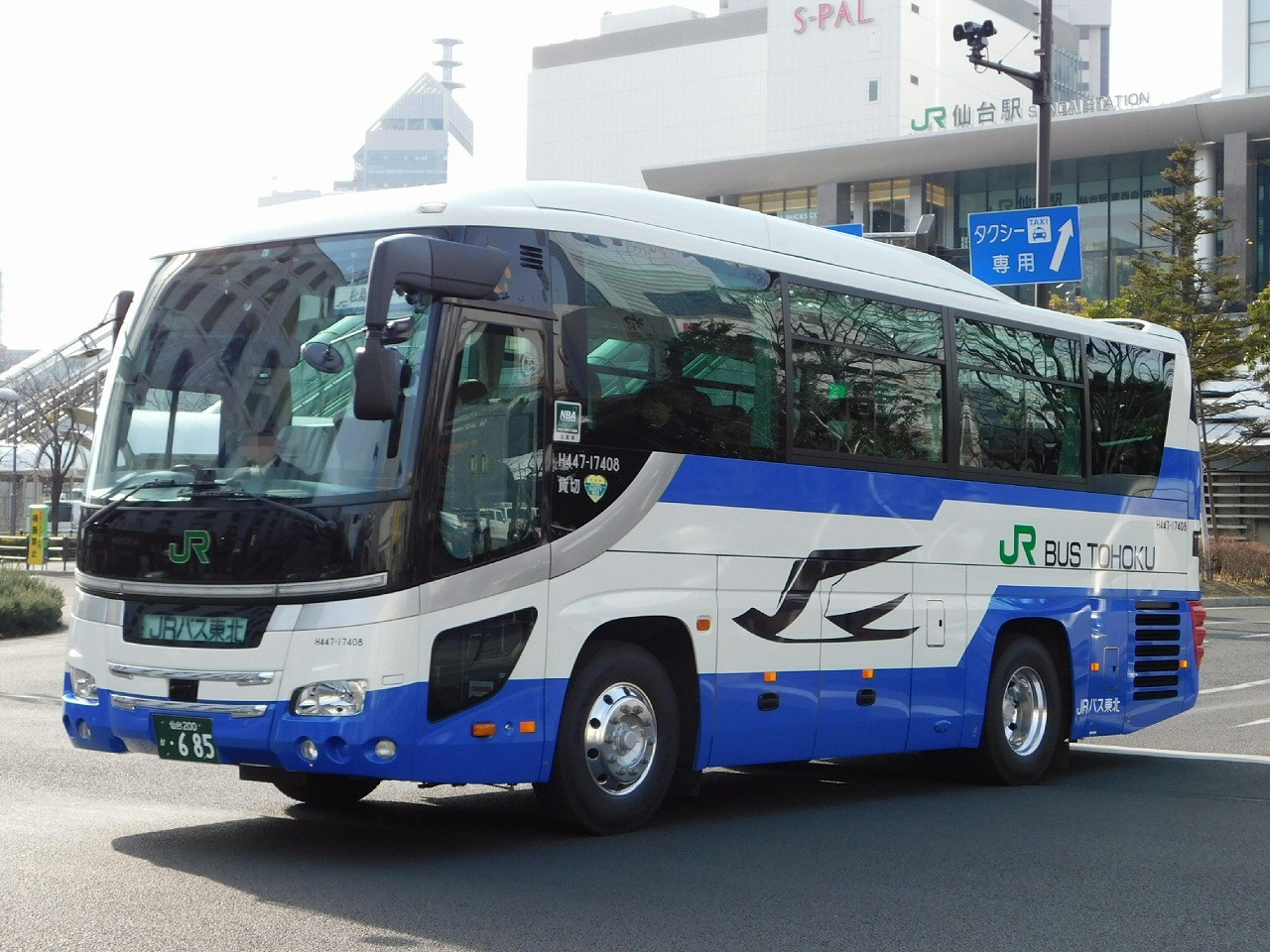
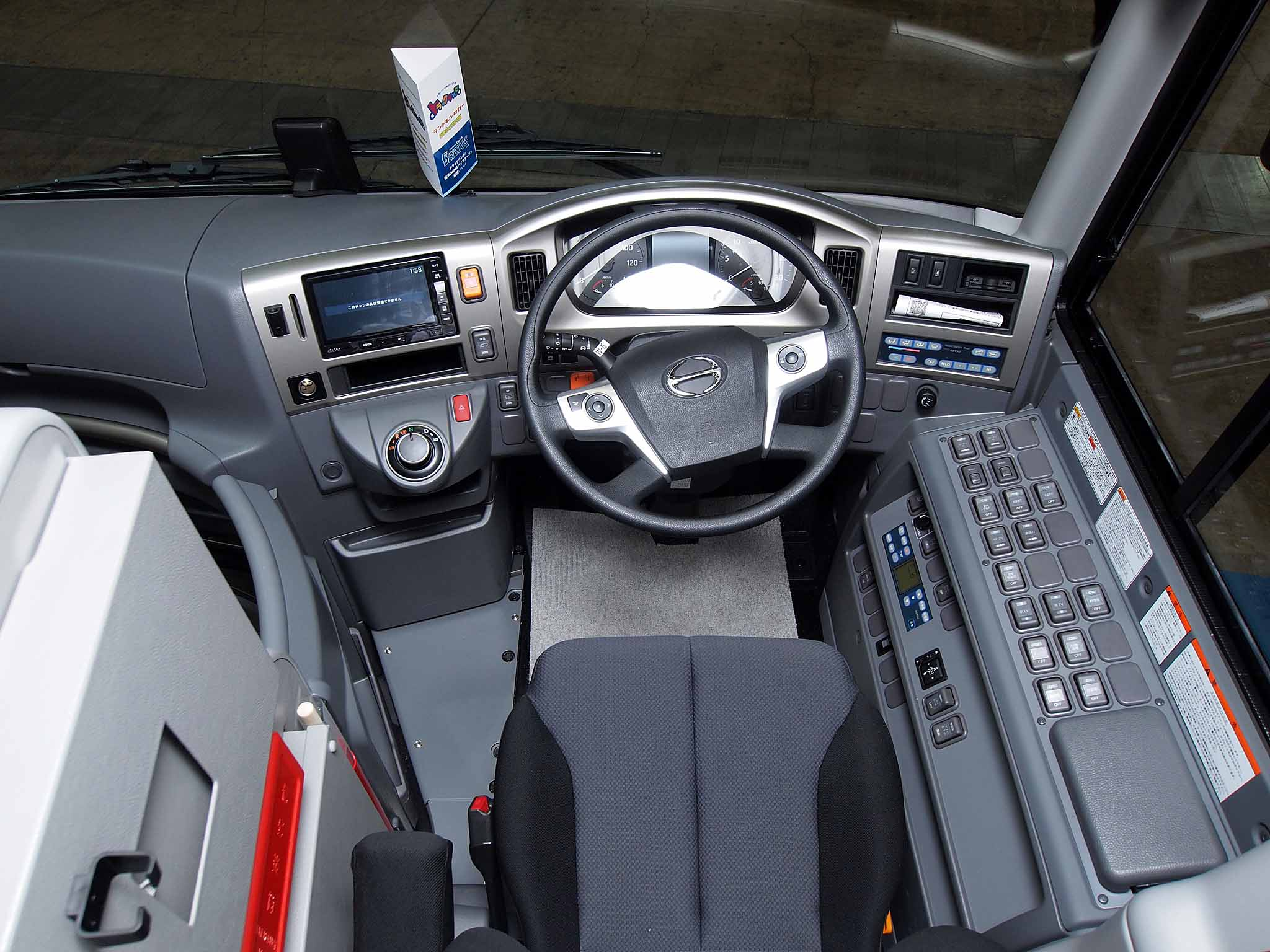
운전석 전경

#### BJG-RU1ASAR
2008년 5월에 히노 세레가 하이브리드 모델로 출시되었다. 2005년 디젤 차량이 풀모델 체인지를 하면서 히노 세레가 R 하이브리드 모델이 한 동안 생산이 되었다가 2007년에 단종되었다. 엔진은 A09C-1M형이 탑재되었다. 2010년에 후속 모델 없이 단종되었다.

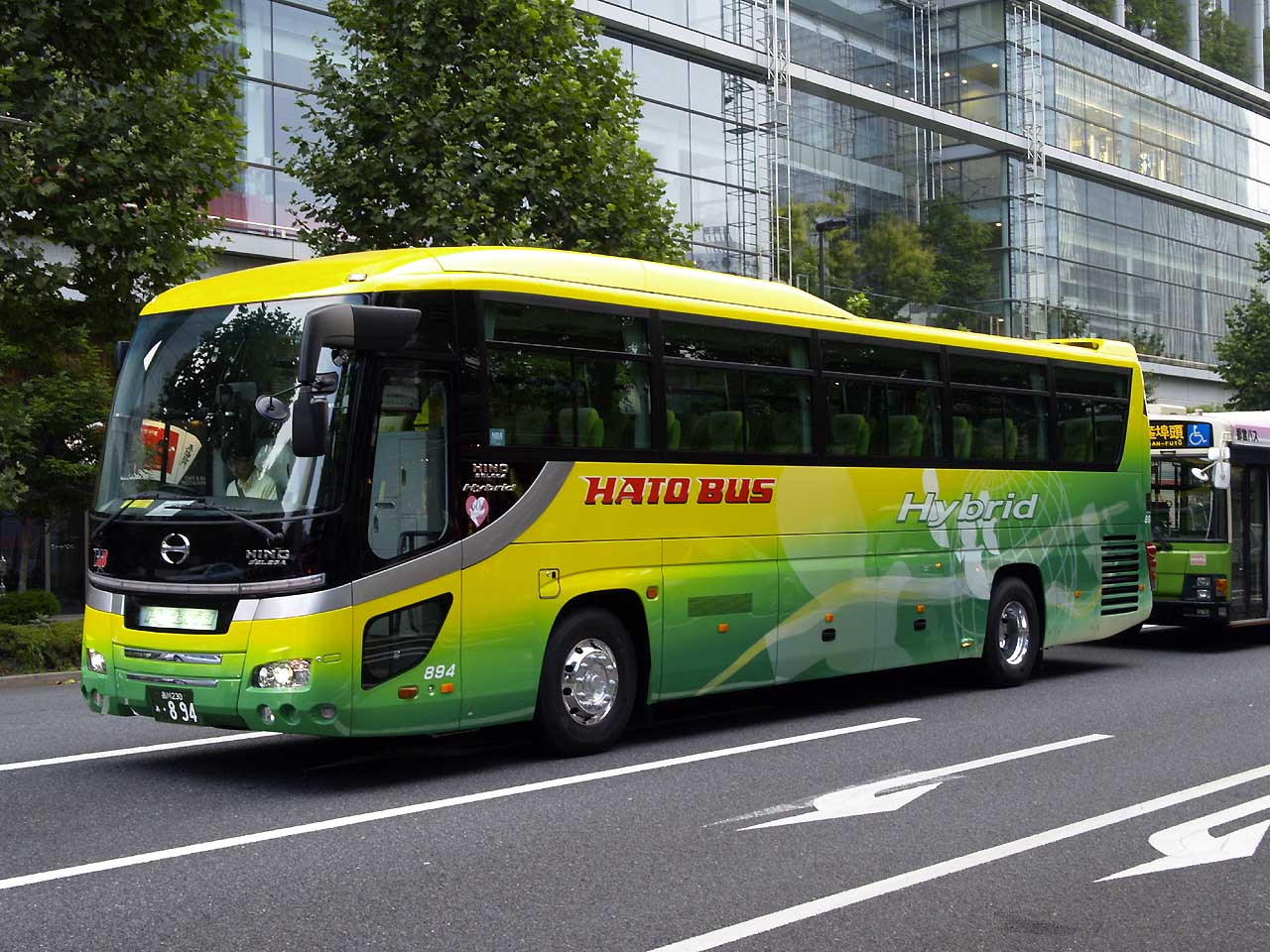
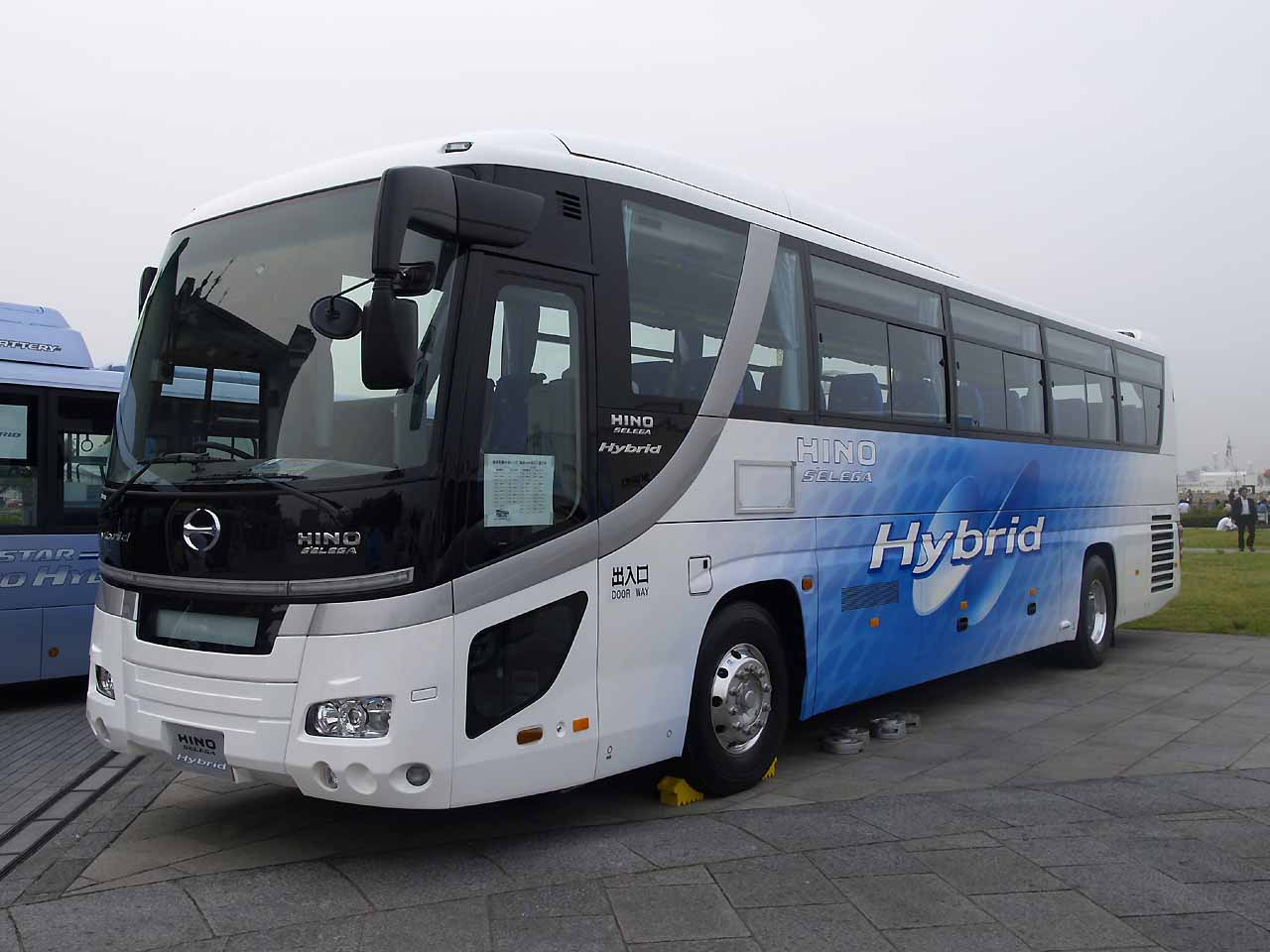
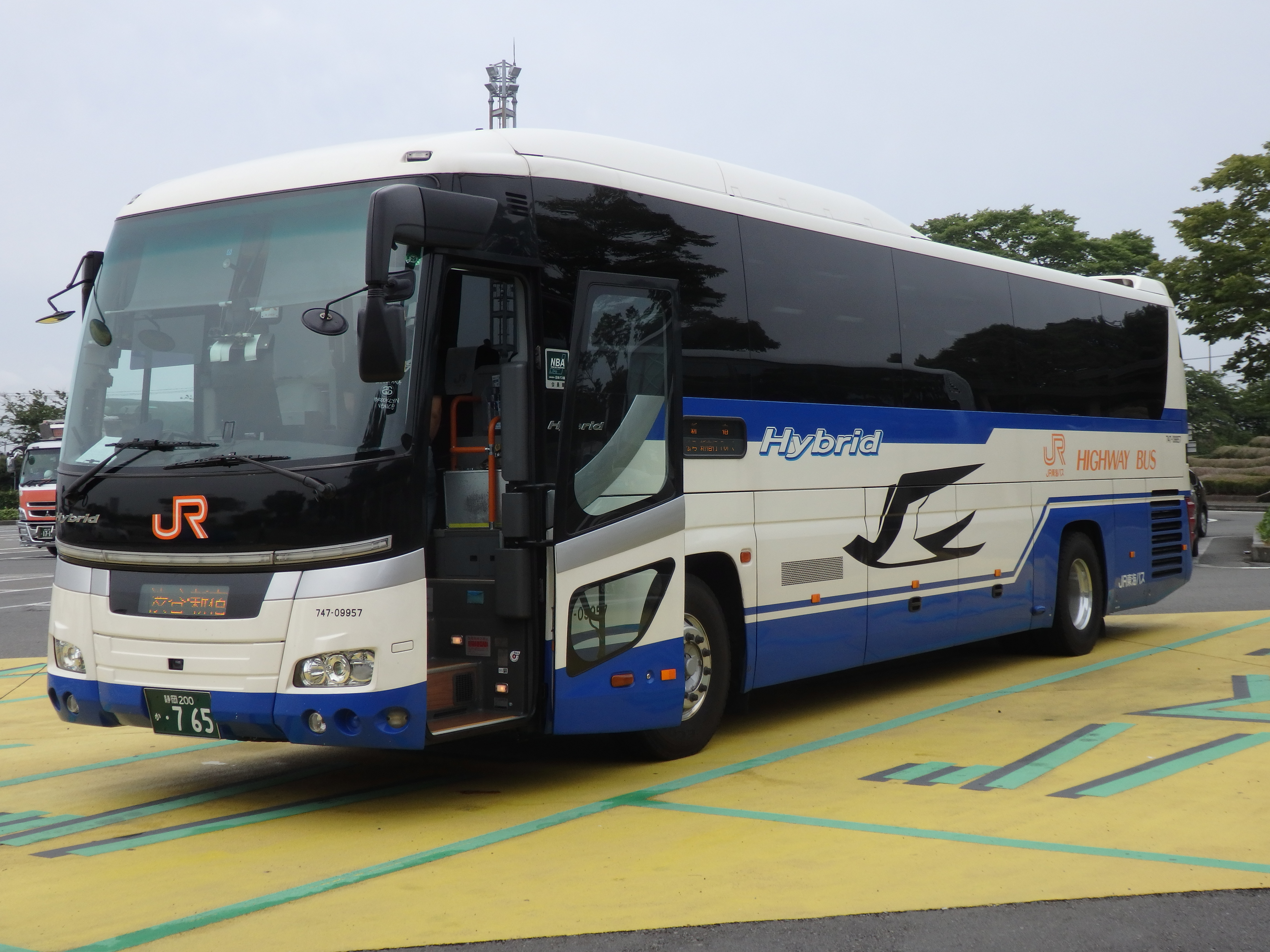
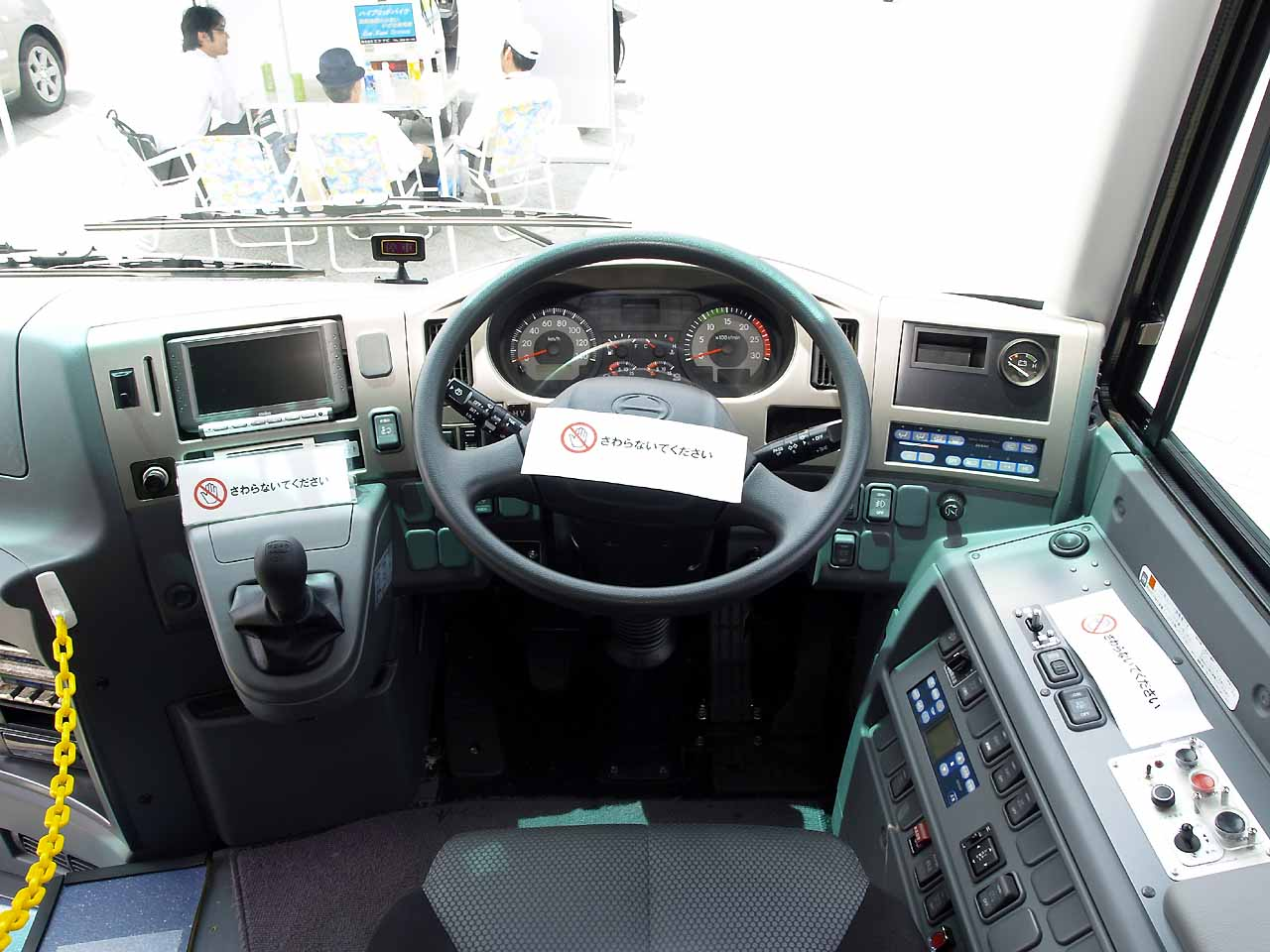
운전석 전경

#### LJG-RU1A
2009년 배출가스 규제에 적합한 모델로 2010년에 후속 모델 없이 단종된 BJG-RU1ASAR 모델의 후속으로 출시되었다. 엔진은 기존 모델과 마찬가지로 A09C-1M형이 탑재했고 SCR 방식이 최초로 채택된 것이 특징이다.

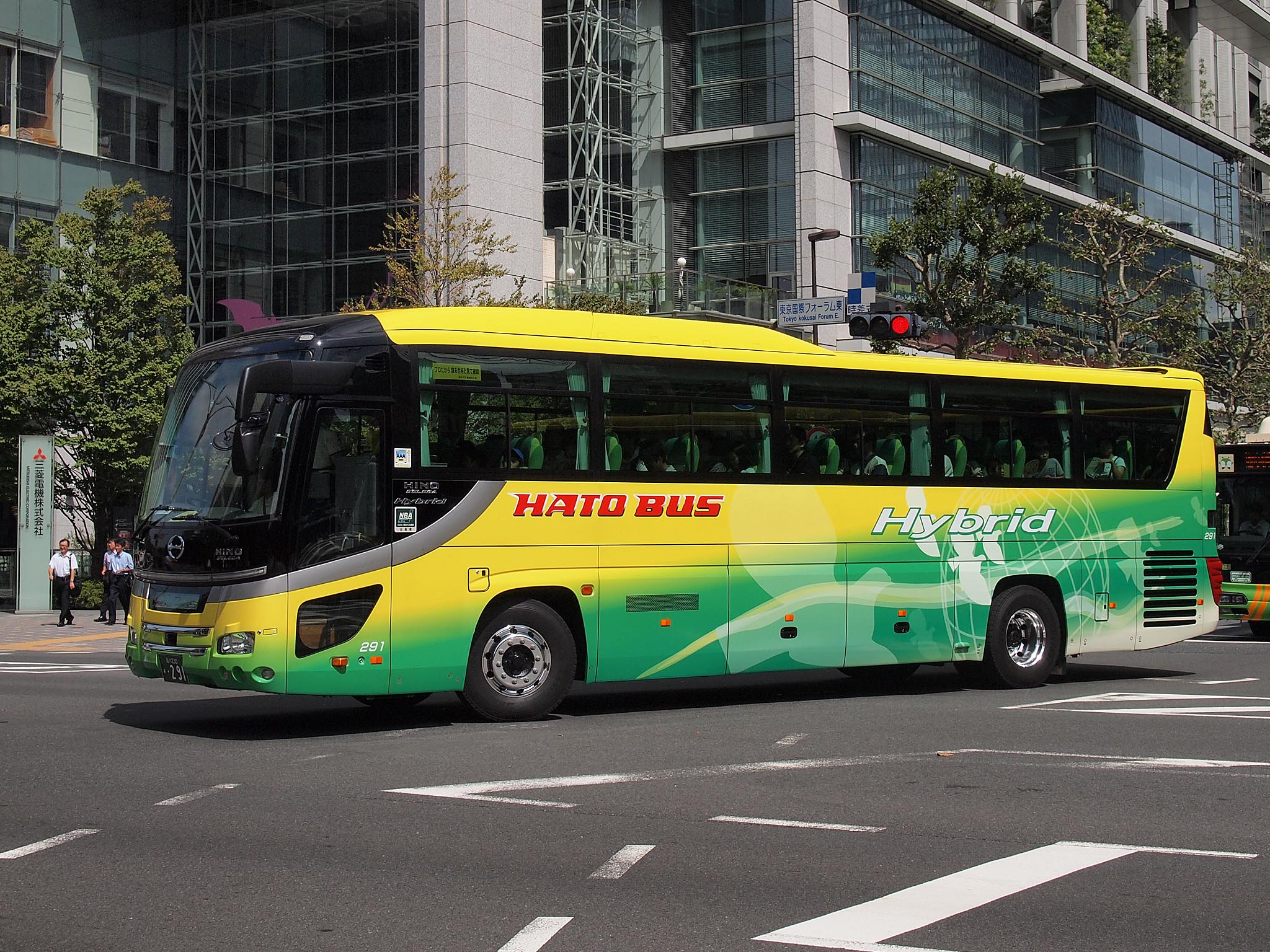
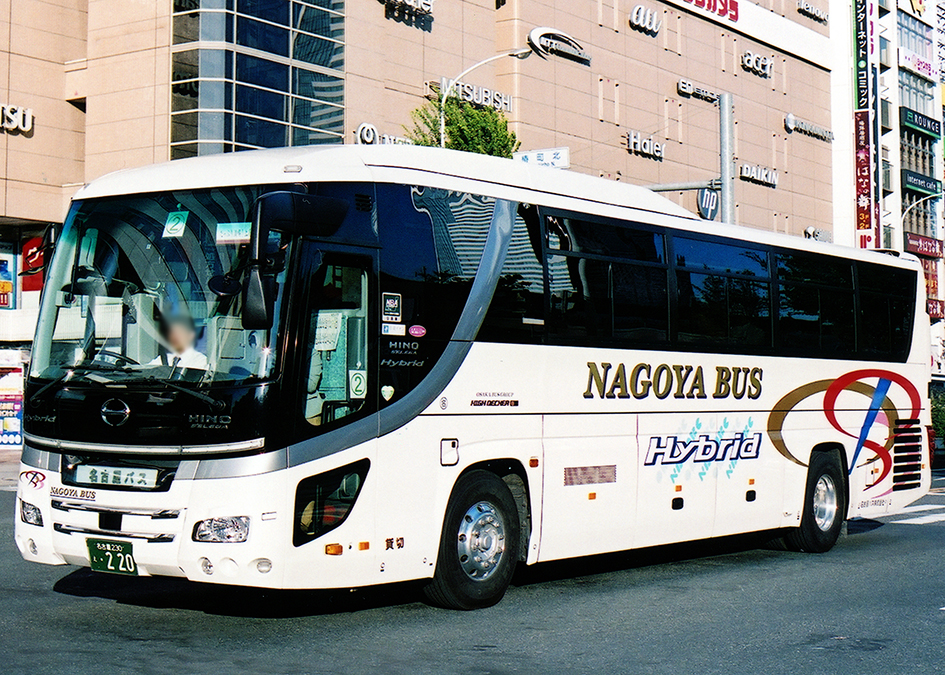

#### QQG-RU1A
2012년에 LJG-RU1A 모델의 후속으로 출시되었다. 같은 해 7월에 시행된 안전 기준 및 친환경차 감세에 대응한 모델로 형식도 QQG-RU1ASBR로 변경되었다.

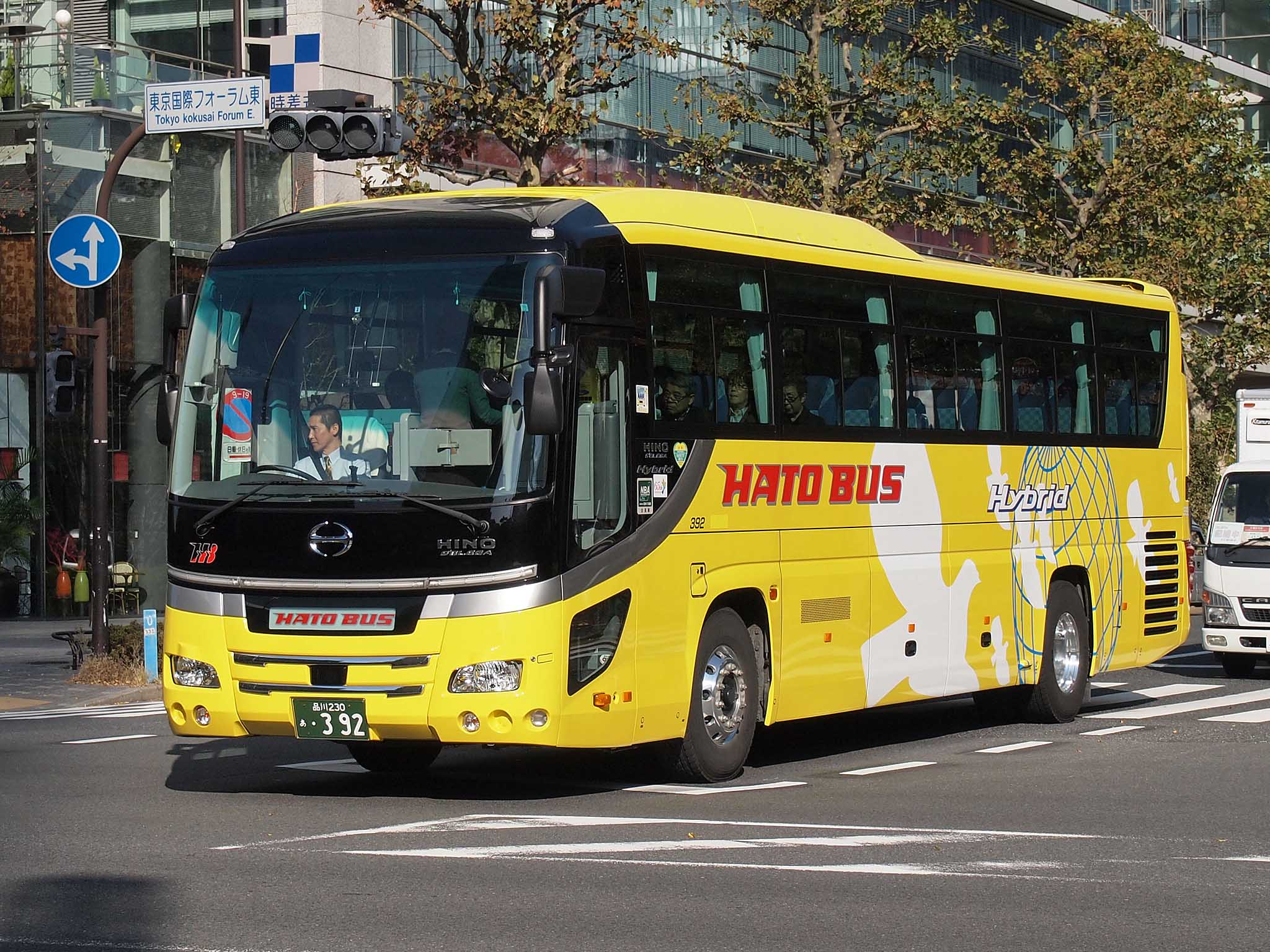
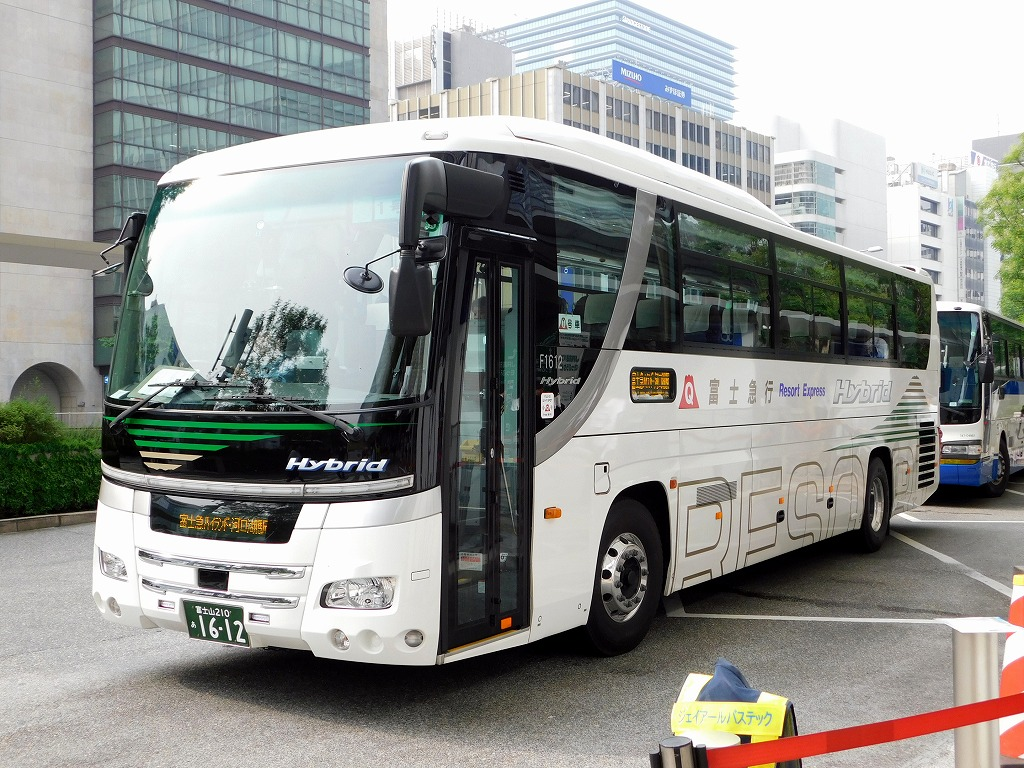

### 기타 차체 제작 차량
현재 타이에서 운행하고 있는 차량으로 RU1계 차체를 기반으로 시내버스 모델로 제작되었고 현재 이 차량은 방콕 대중교통공사가 운영하고 있으며 또한 방콕의 시내버스 노선으로 운행하고 있다.

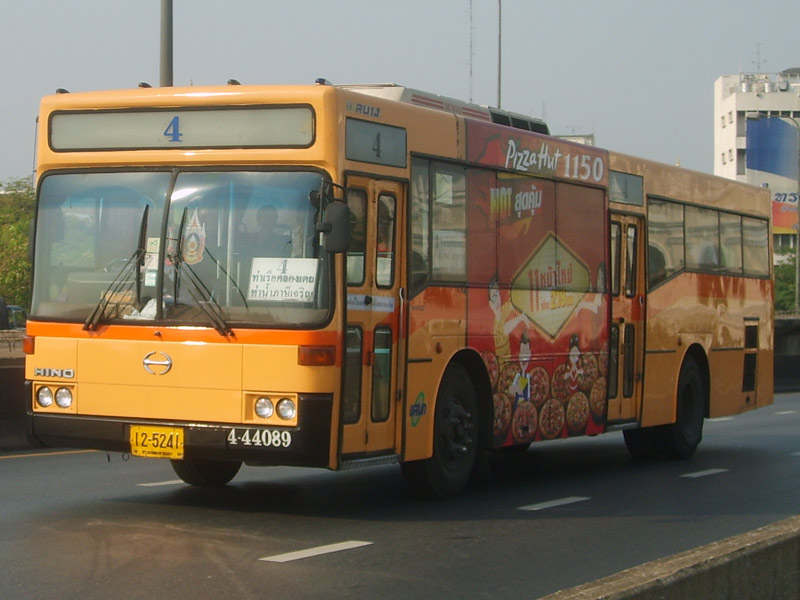
방콕 대중교통공사의 RU1JSSL
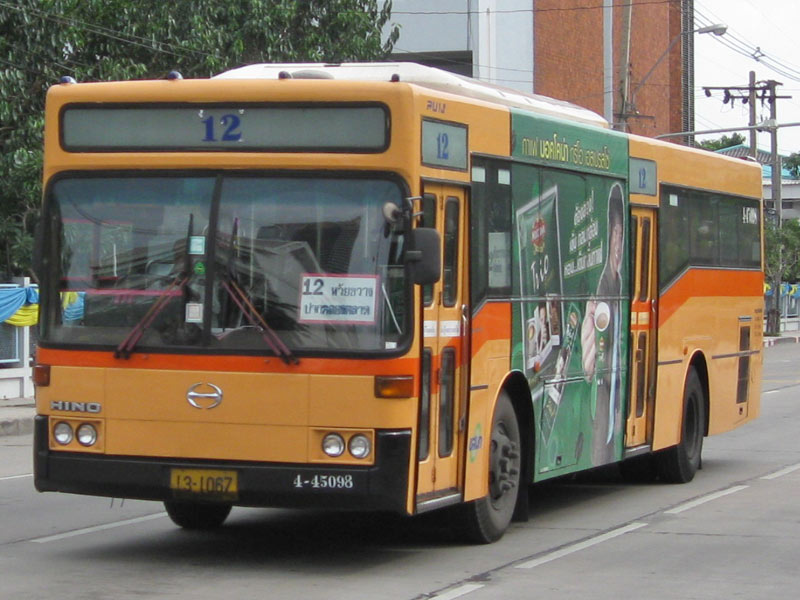
방콕 대중교통공사의 RU1JSSL

## 라인업

### 히노 세레가 (2세대)
2014년 출시
- 슈퍼 하이데커 (SHD), 하이데커 (HD) : QRG-RU1ESBA (ET-VI형 탑재)

2012년 출시
- 하이데커 (HD) : QRG-RU1ASCA (AT-VIII형 탑재)
- 하이브리드 : QQG-RU1ASBR

2012년부터 2014년까지 생산
- 슈퍼 하이데커 (SHD), 하이데커 (HD) : QPG-RU1ESBA (ET-VI형 탑재)

2010년부터 2012년까지 생산
- 하이브리드 : LJG-RU1ASBR

2010년 출시
- 하이데커 숏타입 (HD-S) : LDG-RU8JHBA (GVW12톤 차량), SDG-RU8JHBA (GVW12톤 이하 차량)

2010년부터 2012년까지 생산
- 슈퍼 하이데커 (SHD) : LKG-RU1ESBA (ET-VI형 탑재)
- 하이데커 (HD) : LKG-RU1ESBA (ET-VI형, ET-I형 탑재)

2008년부터 2010년까지 생산
- 하이브리드 : BJG-RU1ASAR

2007년부터 2010년까지 생산
- 하이데커 숏버전 (HD-S) : BDG-RU8JHAA

2006년부터 2010년까지 생산
- 슈퍼 하이데커 (SHD) : PKG-RU1ESAA (ET-X형 탑재)
- 하이데커 (HD) : PKG-RU1ESAA (ET-X형, ET-XI형 탑재)

2006년부터 2007년까지 생산
- 슈퍼 하이데커 (HD-S, 2006년 2월 20일 출시) : ADG-RU8JHAA

2005년부터 2006년까지 생산
- 슈퍼 하이데커 (SHD) : ADG-RU1ESAA (ET-X형 탑재)
- 하이데커 (HD) : ADG-RU1ESAA (ET-X형, ET-XI형 탑재)

### 히노 세레가 R
- 세레가 R GD : 12m
- 세레가 R GJ : 12m
- 세레가 R FD : 12m
- 세레가 R FS : 12m
- 세레가 R FS : 11.5m
- 세레가 R FC : 9m
- 세레가 R 하이브리드 RU:11.5m VM-RU2PPFR

### 히노 세레가 (1세대)
- 세레가 GD : 12m
- 세레가 GJ : 12m
- 세레가 GT : 12m (1990년부터 1994년까지 생산)
- 세레가 FD : 12m
- 세레가 FD : 11.5m (1994년까지 생산)
- 세레가 FS : 12m
- 세레가 FS : 11.5m
- 세레가 FM : 12m (1995년까지 생산)
- 세레가 FM : 11.5m, 11m
- 세레가 FC : 9m
- 세레가 HIMR RU : 11.5m KC-/HM-RU2PPCR

## 엔진

### 히노 세레가, 히노 세레가 R
- 1F F17D계
- 2F F17E형
- 3F F20계
- 4F F21C계
- 2P P11C형

### 히노 세레가 (2세대)
- 1E E13C계
- 8J J08E계
- 1A A09C형

## 참고 문헌
- 버스 매거진 16호 - 히노 세레가의 역사
- 버스 매거진 30호 - 히노 세레가 하이브리드의 개요

## 같이 보기
- 이스즈 갈라
- 히노 블루 리본
- 히노 세레가 FC
- 히노 자동차
- 히노 차체 공업